# Franken (Region)

Der Fränkische Rechen, das Wappen Frankens

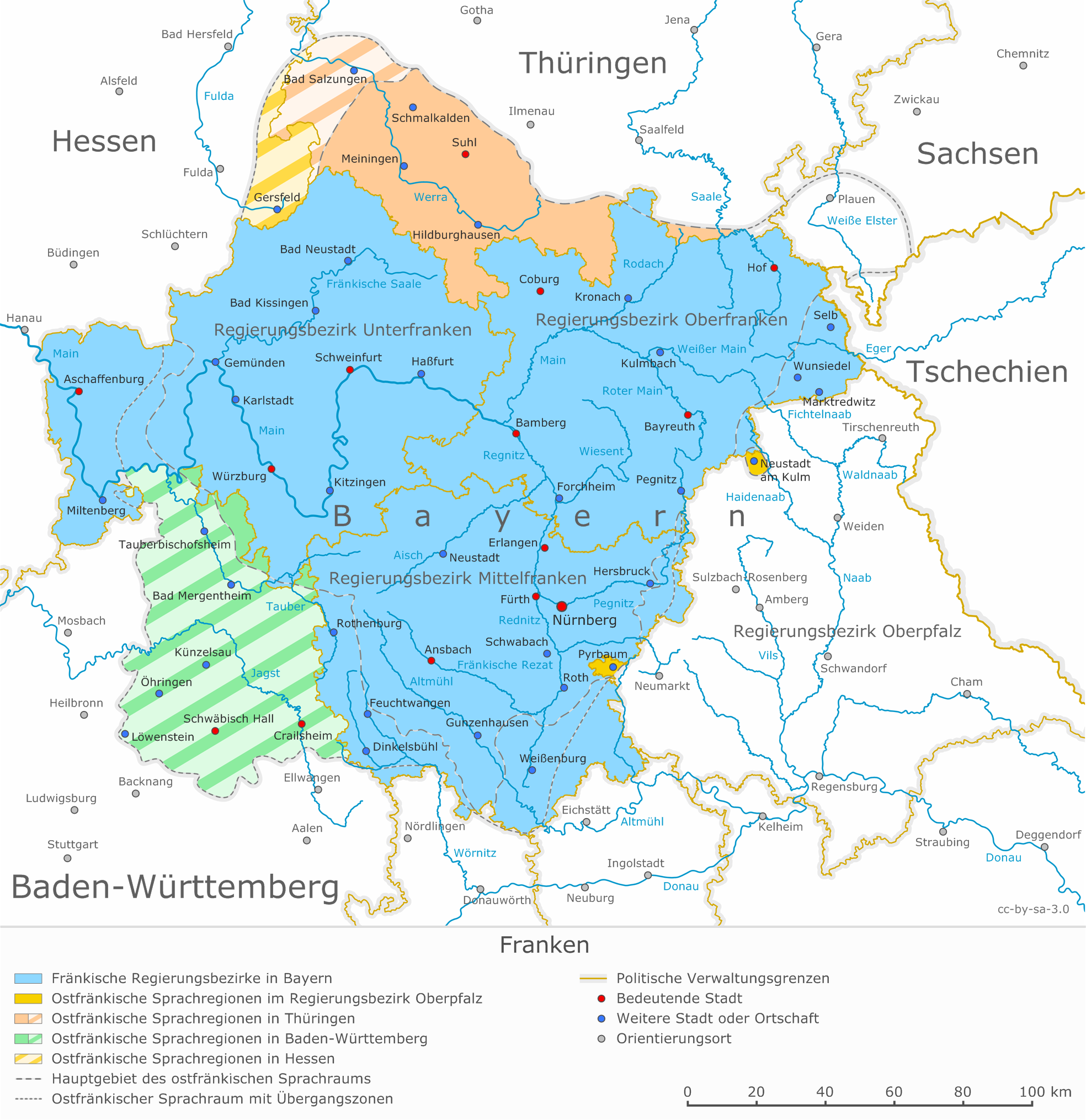
Das heutige Franken

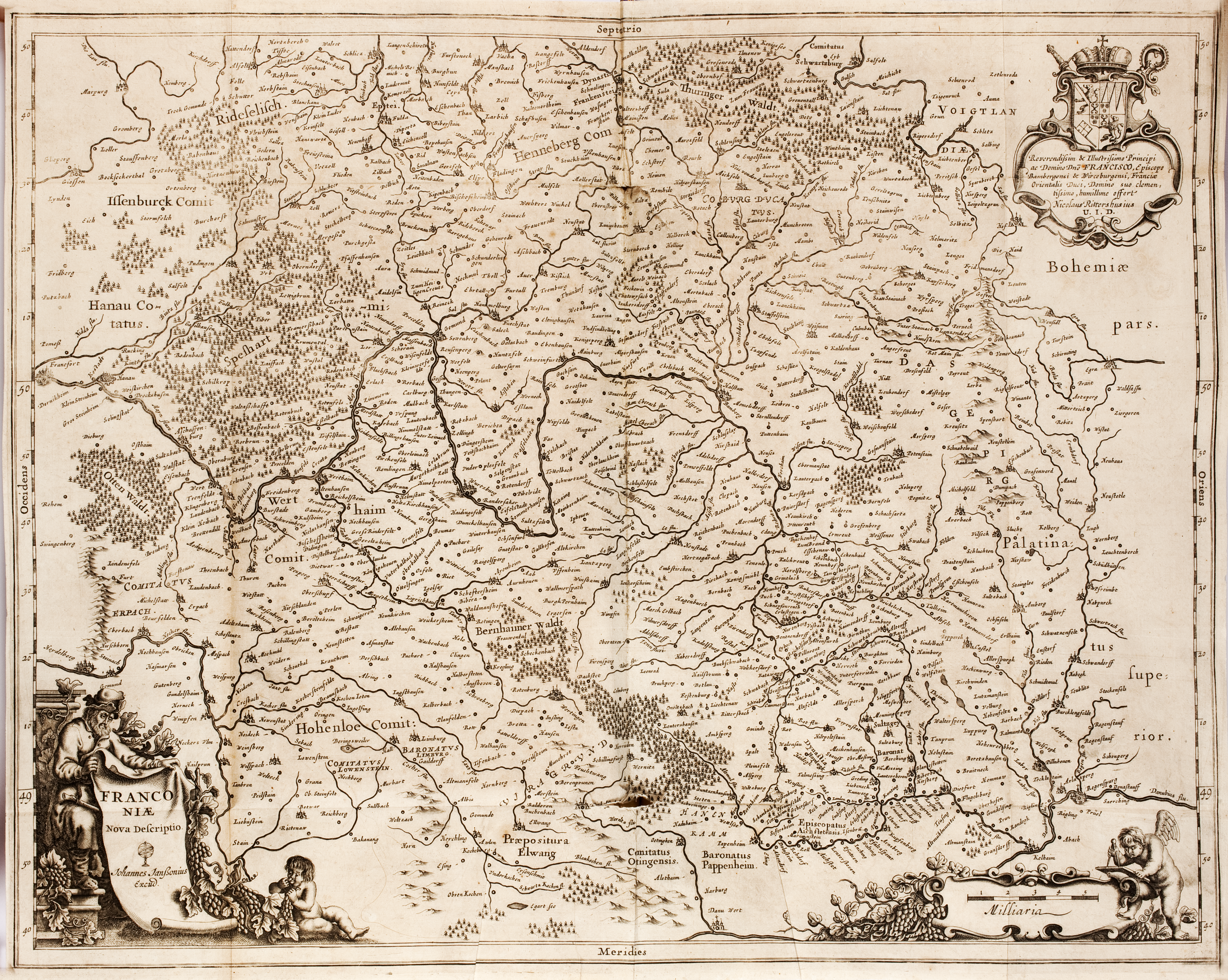
Karte von Franken, 1642

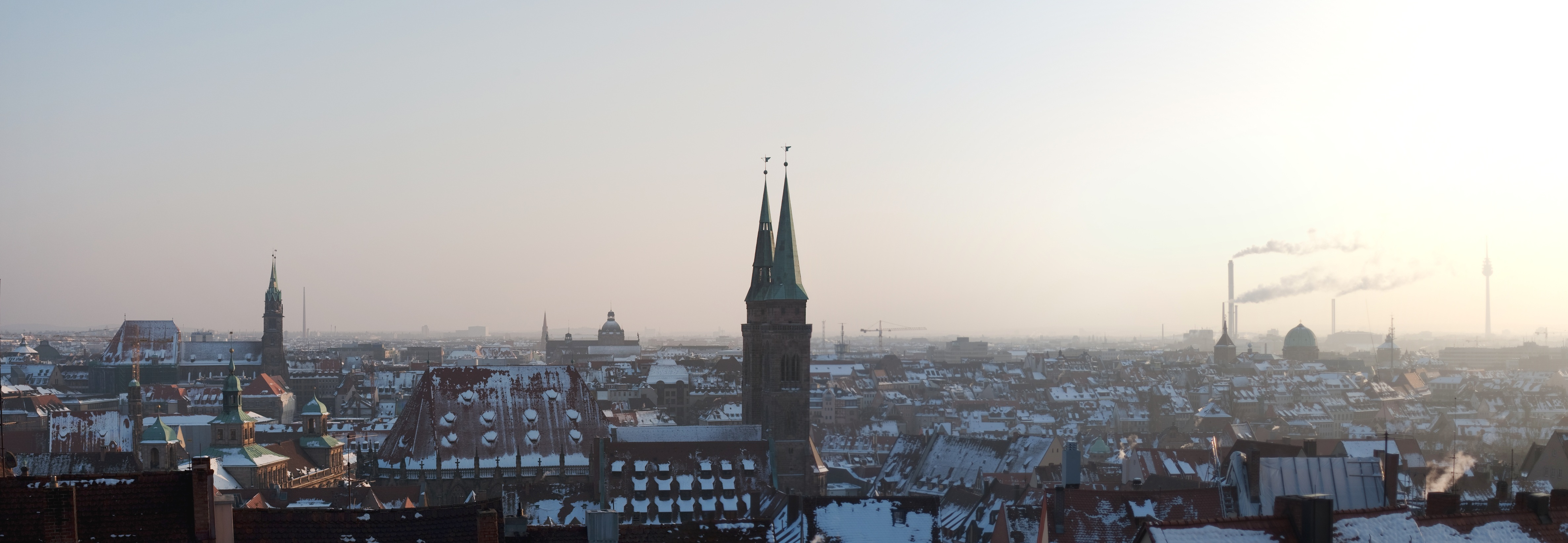
Blick über die winterliche Altstadt Nürnbergs, vorne links das Dach der Frauenkirche sowie des Alten Rathauses, mittig die Kirche St. Sebald, dahinter die Kuppel des Opernhauses, links davon St. Lorenz, die Kuppel des Hauptbahnhofs und der Frauentorturm, rechts der Weiße Turm, die Kuppel der Elisabethkirche und der Spittlertorturm sowie am Rand in Umrissen der Fernsehturm.

Blick von der Festung Marienberg über Würzburg

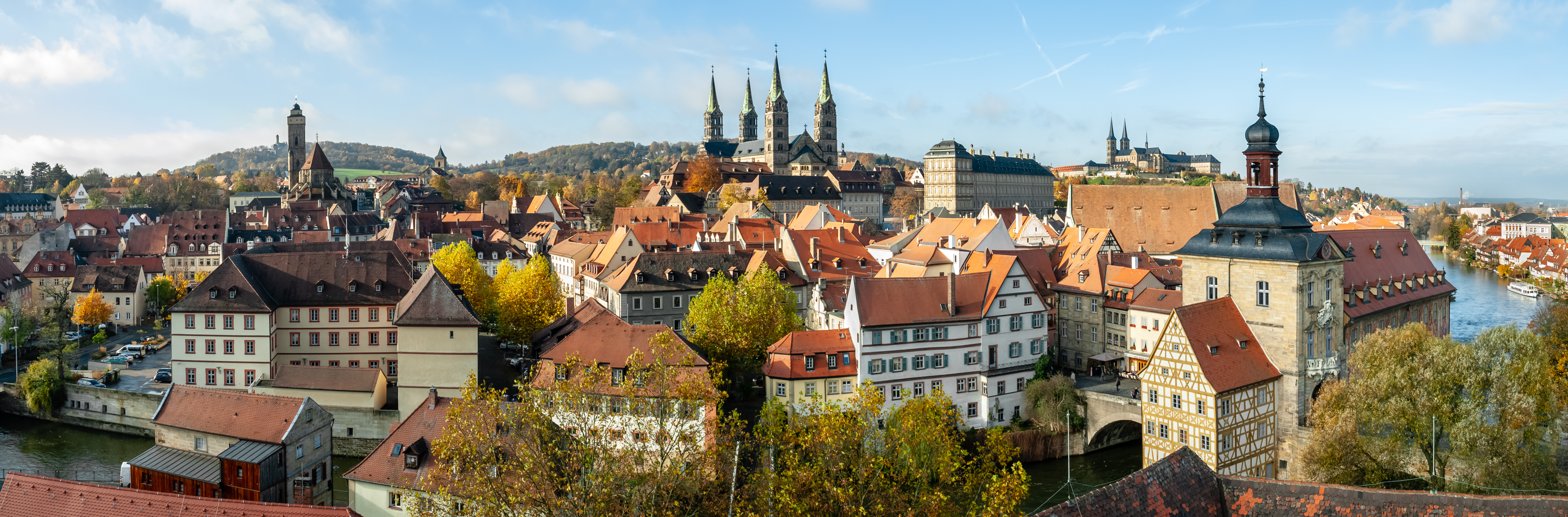
Links die Obere Pfarre, mittig der Dom und die Neue Residenz, rechts davon das Kloster Michelsberg sowie das Alte Rathaus in Bamberg

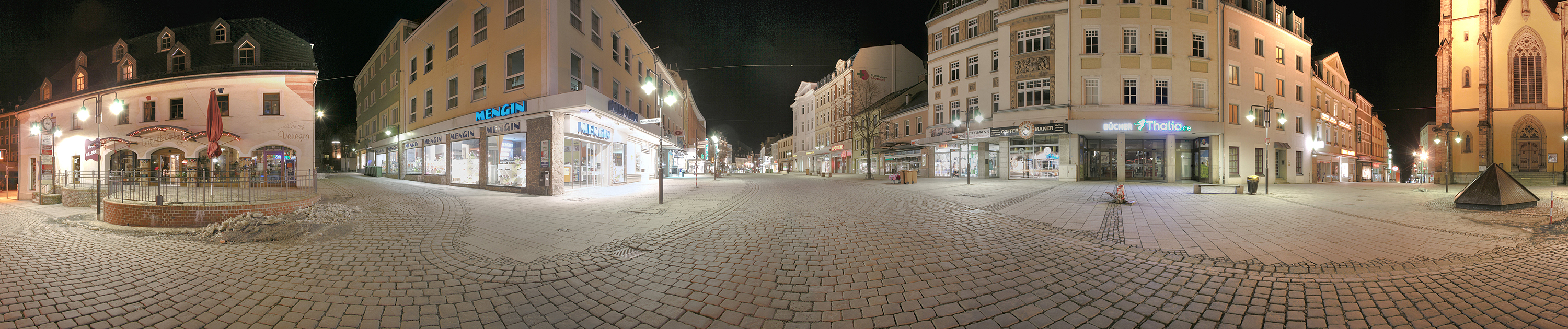
Hofer Altstadt mit der Marienkirche am Abend

Franken, volkstümlich auch Frankenland genannt, (fränkisch: Franggn (zur Aussprache vgl. hier)) ist eine Region in Deutschland, in der etwa fünf Millionen Menschen leben. Sie zeichnet sich durch kulturelle und sprachliche Eigenheiten aus und kann in etwa mit dem Gebiet gleichgesetzt werden, in dem ostfränkische Dialekte (umgangssprachlich Fränkisch) vorherrschen, wobei in Randbereichen der heutigen fränkischen Verwaltungseinheiten auch andere Dialekte wie zum Beispiel das Untermainländische gesprochen werden. Zu Franken gehören demnach im Wesentlichen die Bezirke Oberfranken, Unterfranken und Mittelfranken des Freistaats Bayern, Hohenlohe, Tauberfranken sowie die Städte und Gemeinden im Altkreis Buchen (heute Neckar-Odenwald-Kreis) und im Bauland im nordöstlichen Baden-Württemberg, weiterhin Südthüringen südlich des Rennsteigs sowie Teile Hessens, hier insbesondere der bis 1866 zu Bayern gehörende Kreis Gersfeld in der Rhön und das Territorium der zum Fränkischen Reichskreis gehörenden Grafschaft Erbach, das im Wesentlichen mit dem Odenwaldkreis identisch ist, zu welchem auch der (seit 1822 so benamte) Ort Fränkisch-Crumbach als ehemaliger Vorort der zum Fränkischen Ritterkreis zählenden Herrschaft Rodenstein gehört. Eine offiziell festgelegte räumliche Eingrenzung Frankens gibt es nicht.
Der Begriff Franken bezeichnet auch die Volksgruppe, die in dieser Region lebt. Sie ist vom germanischen Volksstamm der Franken zu unterscheiden – die Region war historisch lediglich dessen östlichstes Siedlungsgebiet. Archäologisch ist im 6. und 7. Jahrhundert eine starke Frankisierung des vorher vorwiegend alamannisch-elbgermanisch und in Oberfranken teilweise slawisch besiedelten Gebiets festzustellen. Spätestens seit dem 9. Jahrhundert als Francia Orientalis (Ostfranken) bekannt, bildete das Gebiet im Hochmittelalter den Ostteil des fränkischen Stammesherzogtums und seit 1500 den Fränkischen Reichskreis. Im Zuge der Neugliederung der süddeutschen Staaten durch Napoleon Bonaparte nach dem Ende des Heiligen Römischen Reiches wurde der größte Teil Frankens Bayern zugesprochen.

## Etymologie
Franken (hier von lateinisch Francia orientalis, Ostfranken) ist aus der Dativ-Plural-Form von Franke, einem Angehörigen des germanischen Stamms der Franken, hervorgegangen. Die wissenschaftliche Namenkunde folgt weitgehend dem Nachschlagewerk des frühmittelalterlichen Gelehrten Isidor von Sevilla (um 560–636) und führt den Frankennamen auf eine indogermanische Wurzel *(s)p(h)ereg- (deutsch ‚gierig, heftig‘) zurück. Diese Silbe kommt vor im mittelniederländischen vrac ‚gierig‘ und altnorwegischen frakkr ‚schnell, mutig‘ und bedeutet so viel wie ‚frech, tapfer, mutig‘. Die Franken waren demnach die Frechen, Mutigen, Kühnen. Seit dem 9. Jahrhundert bezog sich der geographische Name nicht mehr auf das gesamte Frankenreich, sondern immer mehr auf das Gebiet Ostfranken entlang des Mains, an dem der Name schließlich haften blieb.
Die Bedeutung frank im Sinne von ‚frei‘ ist dagegen keine ursprüngliche Bezeichnung für die Franken, sondern entstand zur Zeit der Merowinger im romanisierten Herrschaftsgebiet der Franken. Erst im 15. Jahrhundert wurde die deutsche Bedeutung frei aus dem Französischen entlehnt.

## Geographie

### Räumliche Eingrenzung

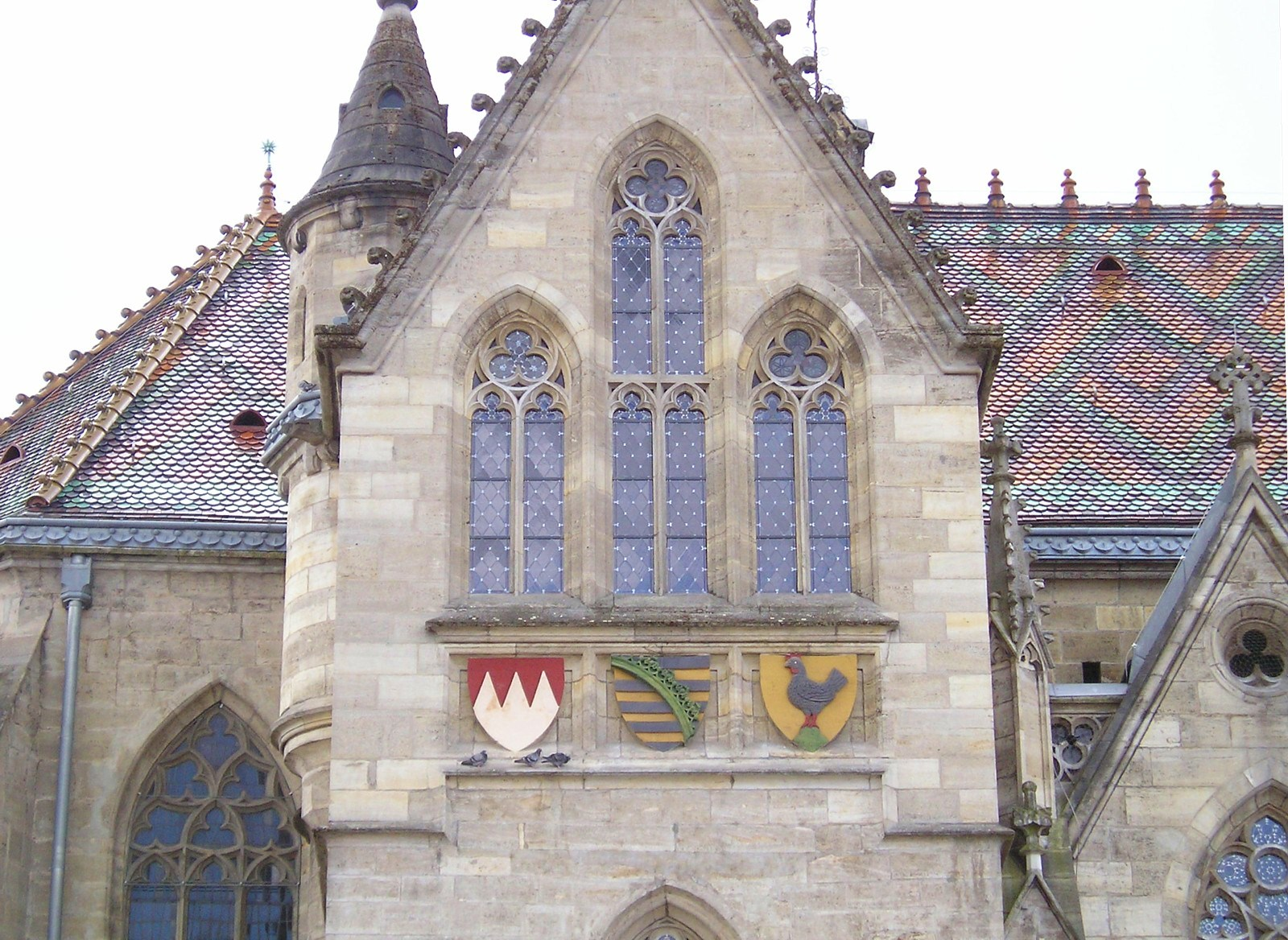
Der Fränkische Rechen kann ein möglicher Anhaltspunkt für eine Zugehörigkeit zu Franken sein.
Hier: Sakristei der Meininger Stadtkirche im Süden Thüringens, links ist der Fränkische Rechen zu sehen

Franken grenzt sich, geschichtlich bedingt, mit kulturellen und vor allem sprachlichen Eigenheiten von seiner Umgebung ab, ist aber kein politisches Gebilde mit fest eingegrenztem oder definiertem Gebiet. Daher ist die Zugehörigkeit bestimmter Gebiete zu Franken strittig. Als Anhaltspunkt zur genaueren Eingrenzung Frankens können unter anderem die ehemaligen Territorien des Herzogtums Franken und des Fränkischen Reichskreises, das Verbreitungsgebiet der Ostfränkischen Dialektgruppe, die gemeinsame Kultur und Geschichte der Region und die Verwendung des Fränkischen Rechens in Wappen, Fahnen und Siegeln dienen. Jedoch ist erst seit dem 19. Jahrhundert ein Bewusstsein in der Bevölkerung nachweisbar, sich fränkisch zu sehen, weshalb die näheren Umstände der Herausbildung einer fränkischen Identität umstritten sind. Franken besitzt viele kulturelle Eigenheiten, die aus anderen Regionen entnommen und weiterentwickelt wurden.
Folgende Gebiete werden zu Franken gezählt: Die bayerischen Regierungsbezirke Unterfranken, Oberfranken und Mittelfranken, die Gemeinde Pyrbaum im Landkreis Neumarkt in der Oberpfalz, der nordwestliche Teil des oberbayerischen Landkreises Eichstätt (deckungsgleich mit dem Alt-Landkreis Eichstätt), die ostfränkischen Landkreise Südthüringens, Teile des Landkreises Fulda und des Odenwaldkreises in Hessen, die baden-württembergischen Regionen Tauberfranken und Hohenlohe sowie die Region um das badische Buchen.
In Einzelfällen kann die Zugehörigkeit einiger Gebiete umstritten sein, darunter fallen der dem bairischen Dialektraum zugehörige Alt-Landkreis Eichstätt und der Landkreis Wunsiedel im Fichtelgebirge sowie die hessischsprachige Region um Aschaffenburg, die nie dem Fränkischen Reichskreis angehörte. Die Zugehörigkeit der Stadt Heilbronn, deren Bewohner sich selbst nicht als Franken bezeichnen, ist ebenfalls umstritten. Darüber hinaus ist eine Identifikation mit Franken in den fränkischsprachigen Gebieten der Oberpfalz, Südthüringens und Hessens bisweilen weniger stark ausgeprägt.
Zudem liegt das Bayerische Vogtland im Nordosten Oberfrankens.

### Politische Gliederung
Die Region Franken ist auf die Bundesländer Hessen, Thüringen, Bayern und Baden-Württemberg aufgeteilt. Der nach Bevölkerung und Fläche größte Teil Frankens gehört zu Bayern und ist in die drei Regierungsbezirke und Bezirke Mittelfranken (Hauptstadt Ansbach), Oberfranken (Hauptstadt Bayreuth) und Unterfranken (Hauptstadt Würzburg) gegliedert. Der Name der Regierungsbezirke bezieht sich, ähnlich wie im Falle von Ober- und Niederbayern, auf die Lage zum Main. Entsprechend liegt Oberfranken an dessen Oberlauf, Unterfranken am Unterlauf und Mittelfranken dazwischen, wobei der Main nicht durch Mittelfranken fließt. Wo diese drei Regierungsbezirke aneinander grenzen, befindet sich der Dreifrankenstein. Kleinere Teile Frankens gehören auch den Regierungsbezirken Oberpfalz und Oberbayern an.
Die fränkischen Gebiete Baden-Württembergs sind die Landschaften Tauberfranken und Hohenlohe, die zum Regionalverband Heilbronn-Franken mit Sitz in Heilbronn gehören und dem Regierungsbezirk Stuttgart zugeordnet werden, sowie die Gegend um das badische Buchen in der Region Rhein-Neckar. Die fränkischen Teile Thüringens liegen in der Planungsregion Südwestthüringen. Fränkische Regionen im Land Hessen sind kleinere Teile des Landkreises Fulda (Regierungsbezirk Kassel) und des Odenwaldkreises (Regierungsbezirk Darmstadt), die im Grenzgebiet zu Bayern bzw. zu Thüringen liegen.

### Gewässer

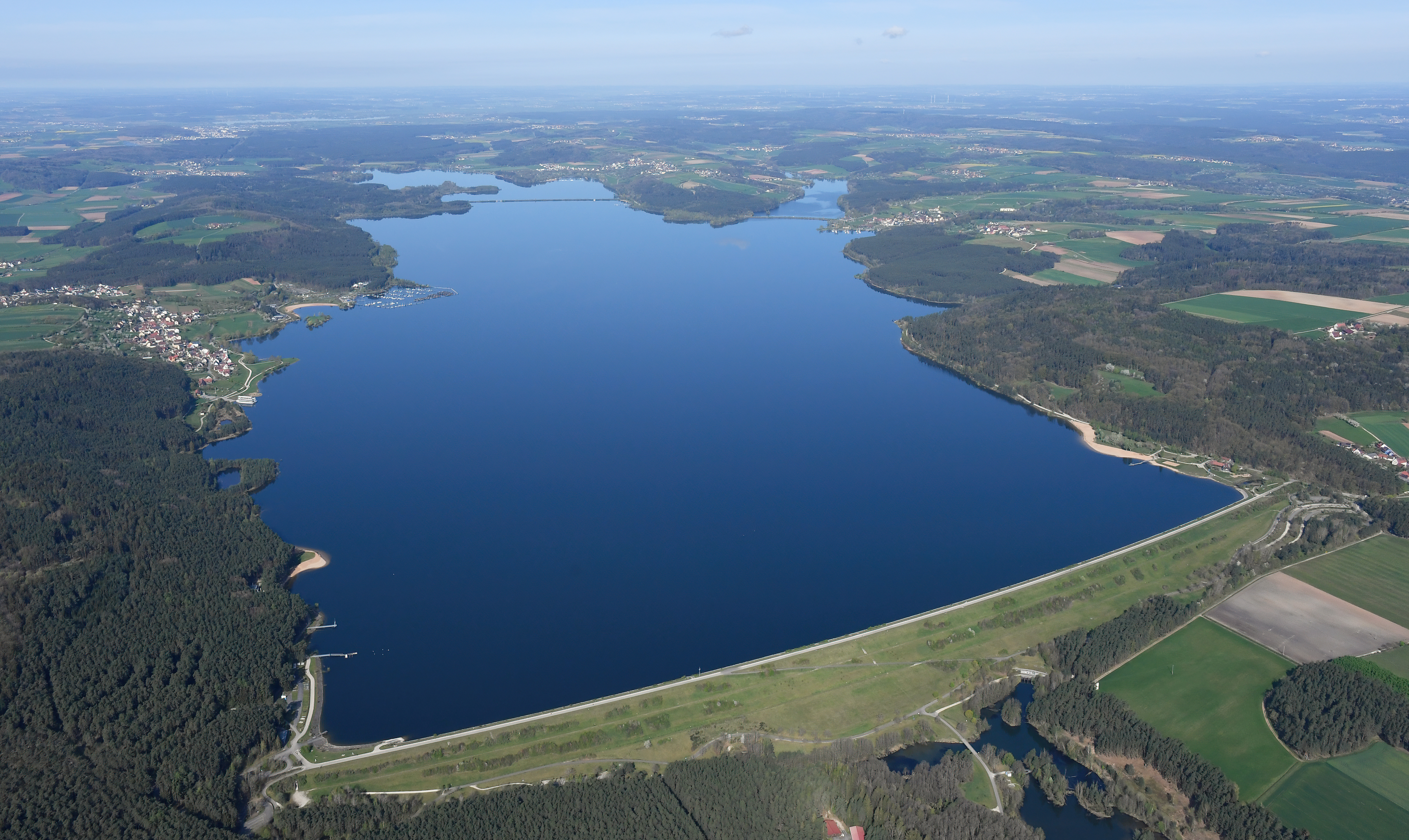
Großer Brombachsee, Blick vom Staudamm Richtung Westen

Die beiden wichtigsten Flüsse der Region sind der Main und die Regnitz als dessen Hauptzufluss. Nebenflüsse der beiden in Franken sind Tauber, Pegnitz, Rednitz und Fränkische Saale. Weitere wichtige Flüsse der Region sind im Gebiet von Hohenlohe-Franken Jagst und Kocher, die nördlich vom baden-württembergischen Heilbronn in den Neckar münden, die Altmühl und die Wörnitz in Mittelfranken als Nebenflüsse der Donau sowie Ober- und Mittellauf der Werra, des rechten Quellflusses der Weser. Im Nordosten Oberfrankens entspringen zwei linke Nebenflüsse der Elbe, „Sächsische“ Saale und Eger.
Der Main-Donau-Kanal verbindet Main und Donau quer durch Franken von Bamberg über Nürnberg nach Kelheim. Er ergänzt damit Rhein, Main und Donau zu einer durchgängig schiffbaren Verbindung zwischen der Nordsee und dem Schwarzen Meer. In Franken gibt es nur wenige, meist sehr kleine natürliche Seen. Das hängt damit zusammen, dass die meisten natürlichen Seen in Deutschland glazialen oder vulkanischen Ursprungs sind, wovon Franken in der jüngeren Erdgeschichte verschont blieb. Zu den größten Stillgewässern gehören Stauseen, die meist als Wasserspeicher für die relativ trockenen Landschaften Frankens dienen. Dazu gehören die seit den 1970er Jahren entstandenen Gewässer des Fränkischen Seenlands, die auch eine Tourismusattraktion sind. Das Zentrum dieser Seen ist der Große Brombachsee, der mit einer Fläche von 8,7 km² das flächenmäßig größte Gewässer Frankens ist.

### Gebirge und Ebenen

Die Ehrenbürg zwischen Forchheim und Ebermannstadt aus der Vogelperspektive

Mehrere Mittelgebirge prägen die fränkische Landschaft. Im Südosten wird sie von der Fränkischen Alb gegen die anderen Teile Bayerns abgeschirmt. Im Osten bildet das Fichtelgebirge die Grenze, im Norden sind der Frankenwald, das Thüringer Schiefergebirge, der Thüringer Wald, die Rhön und der Spessart eine Art natürliche Barriere. Im Westen liegen Frankenhöhe und Schwäbisch-Fränkische Waldberge. Im fränkischen Teil Südhessens liegt der Odenwald. Die wichtigsten Mittelgebirge im Inneren der Region sind der Steigerwald, die Haßberge sowie die Fränkische Alb mit ihren Teil-Höhenzügen Hahnenkamm und Fränkische Schweiz. Der höchste Berg Frankens ist der 1051 m ü. NHN hohe Schneeberg im Fichtelgebirge. Weitere bekannte Berge sind der Ochsenkopf (1024 m ü. NHN), der Kreuzberg (927,8 m ü. NHN), das 513,9 m hohe Walberla und der 689,4 m hohe Hesselberg. In den Kammlagen des Thüringer Waldes und Schiefergebirges am Rennsteig ragen unter anderem die Berge Großer Beerberg (982,9 m ü. NHN), Schneekopf (987 m ü. NHN), Kieferle (867,2 m ü. NHN) und Bleßberg (866,9 m ü. NHN) heraus. Zu den Zeugenbergen der Region zählen neben dem Hesselberg auch die Gleichberge. Die niedrigste Stelle Frankens ist mit 100 Metern der Wasserspiegel des Mains in Kahl am Main.
Neben den Gebirgen gibt es auch mehrere sehr flache Gebiete, darunter das Mittelfränkische Becken und die Hohenloher Ebene. Im Süden Frankens liegen kleinere Teile des flachen Nördlinger Rieses, eines der am besten erhaltenen Impaktkrater der Erde.

### Wälder, Schutzgebiete, Tier- und Pflanzenwelt

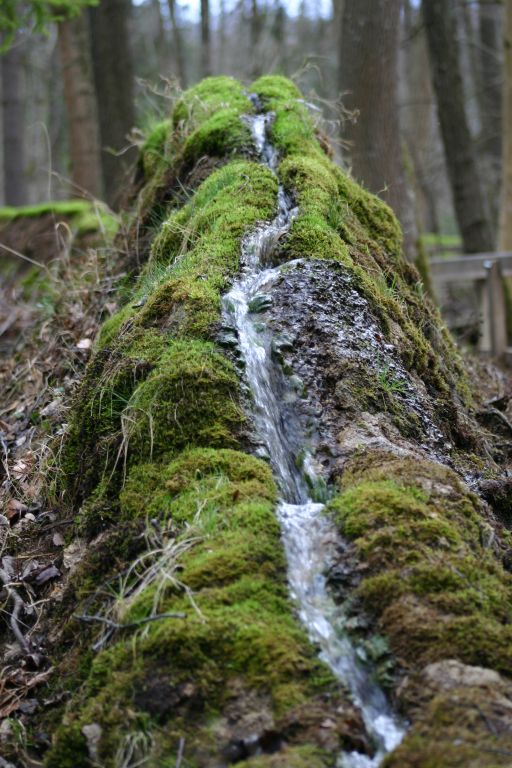
Steinerne Rinne bei Rohrbach, Gemeinde Ettenstatt, Landkreis Weißenburg-Gunzenhausen

Frankens Flora ist von Laub- und Nadelwäldern geprägt. Naturnahe Wälder gibt es in Franken vor allem in den Mittelgebirgen Spessart, Frankenwald, Odenwald und Steigerwald. Der Nürnberger Reichswald ist ein weiteres großes Waldgebiet im Ballungsraum der Region Nürnberg. Andere große Waldgebiete in Franken sind der Mönchswald, der Reichsforst im Fichtelgebirge und der Selber Forst. In den Flusstälern entlang von Main und Tauber wurde die Landschaft für den Weinanbau umgestaltet. Im Spessart gibt es ausgeprägte Eichenwälder. Weit verbreitet sind Magerrasen, ein extensiv genutztes Grünland an besonders nährstoffarmen, „mageren“ Standorten. Besonders die Südliche Frankenalb mit dem Altmühltal ist gekennzeichnet von solchen Magerrasen. Viele dieser Gebiete sind als Schutzgebiet ausgewiesen.
Franken weist gebietsweise für Süddeutschland einzigartige Sandlebensräume auf, die als so genannte Sandachse Franken geschützt sind. Bei der Errichtung des Altmühlsees wurde eine unter Naturschutz stehende Vogelinsel angelegt, die einer Vielzahl von Vogelarten zur Heimat wurde. Ein wichtiges Schutzgebiet ist auch das Schwarze Moor in der Rhön, das zu den bedeutendsten Moorgebieten Mitteleuropas zählt. Ein bekanntes Schutzgebiet ist das Luisenburg-Felsenlabyrinth bei Wunsiedel, ein Felsenmeer aus Granitblöcken mit Ausmaßen von mehreren Metern. Die Einrichtung eines ersten fränkischen Nationalparks im Steigerwald wurde kontrovers diskutiert, aber im Juli 2011 von der Bayerischen Staatsregierung abgelehnt. Als Begründung diente die ablehnende Haltung der örtlichen Bevölkerung. Naturschützer fordern nun, Teile des Steigerwaldes als Weltnaturerbe zu schützen. Es gibt in Franken mehrere Naturparks, darunter der Naturpark Altmühltal, seit 1969 eines der größten Deutschlands. Weitere Naturparks sind der Naturpark Schwäbisch-Fränkischer Wald in Baden-Württemberg und die Naturparks Bayerische Rhön, Fichtelgebirge, Frankenhöhe, Frankenwald, Fränkische Schweiz – Frankenjura, Haßberge, Spessart und Steigerwald in Bayern sowie der Geo-Naturpark Bergstraße-Odenwald in Bayern, Baden-Württemberg und Hessen. Naturparks machen fast die Hälfte der Fläche Frankens aus. 1991 erkannte die UNESCO die Rhön als Biosphärenreservat an. Zu den „schönsten Geotopen Bayerns“ gehören in Franken unter anderem die Fossa Carolina, der Zwölf-Apostel-Felsen, die Ehrenbürg, die Höhlenruine Riesenburg sowie der Frickenhäuser See. Die Europäischen Vogelschutzgebieten in Franken liegen meist in den Mittelgebirgen wie dem Steigerwald, in großen Waldgebieten wie dem Nürnberger Reichswald oder entlang von Gewässern wie der Altmühl. Es sind auch zahlreiche Fauna-Flora-Habitate und Landschaftsschutzgebiete ausgewiesen. In Franken gibt es besonders viele Kalktuffrinnen, quellnahe Hochbetten eines Baches in Karstlandschaften, die Steinerne Rinnen genannt werden. Beispiele sind die unter Schutz stehenden Käsrinne bei Heidenheim und Steinerne Rinne bei Wolfsbronn.
Franken besitzt wie große Teile Deutschlands nur noch relativ wenige Großtierarten. Im Wald leben unter anderem verschiedene Marderarten, Dam- und Rothirsche, Rehe sowie Wildschweine und Füchse. In naturnahen Gebieten wie dem Fichtelgebirge leben Luchse und Auerhähne, aber auch Biber und Fischotter verbreiten sich wieder. Vereinzelt gibt es Sichtungen von seit längerem in Mitteleuropa ausgerotteten Tieren in Franken, beispielsweise vom Wolf.

### Geologie

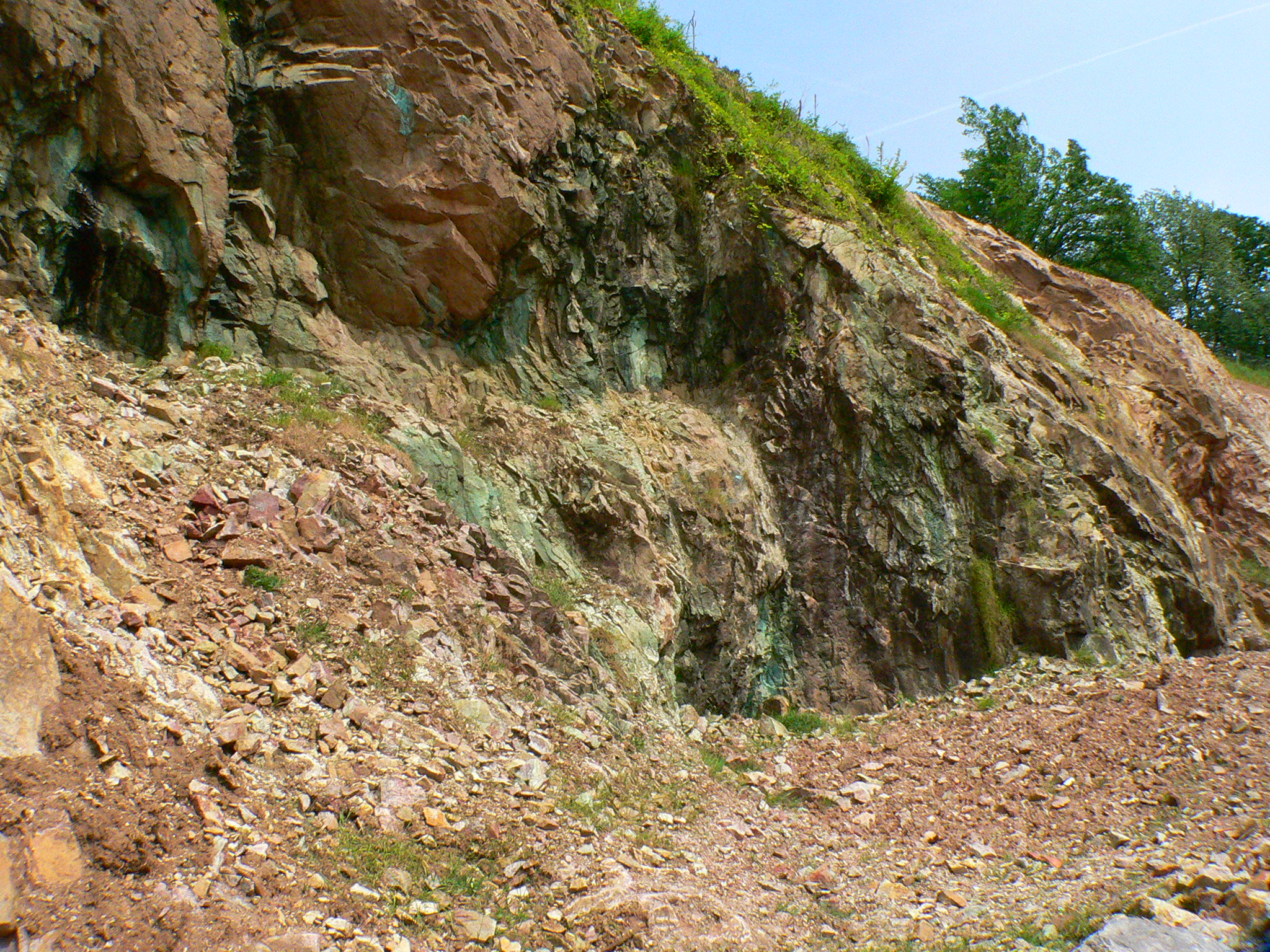
Aufgeschlossenes kupfererzführendes Spessartkristallin in Sommerkahl bei Aschaffenburg

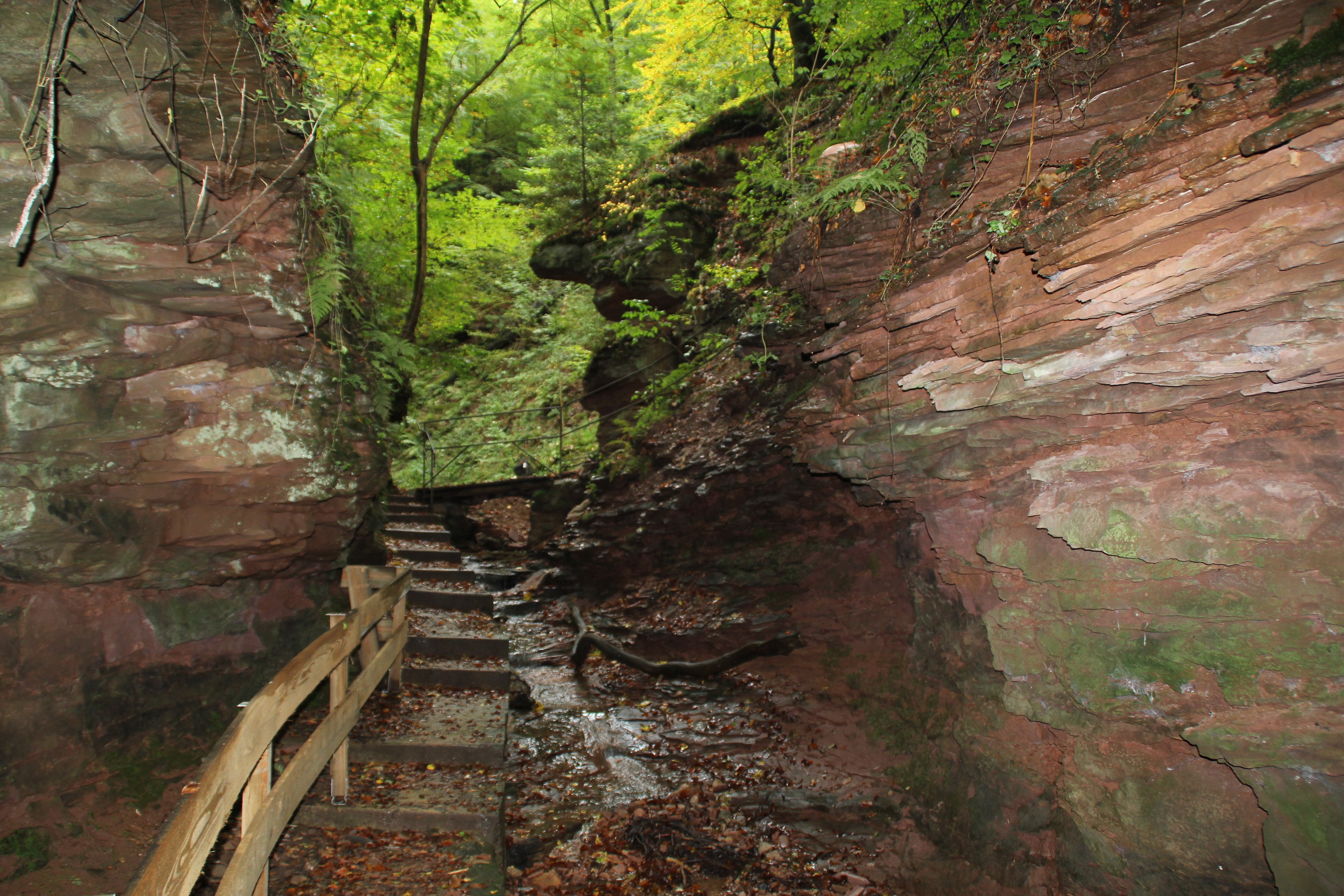
Feinsand-, Silt- und Tonsteine des Buntsandsteins (Untere Trias) in der Seltenbachschlucht im Spessart

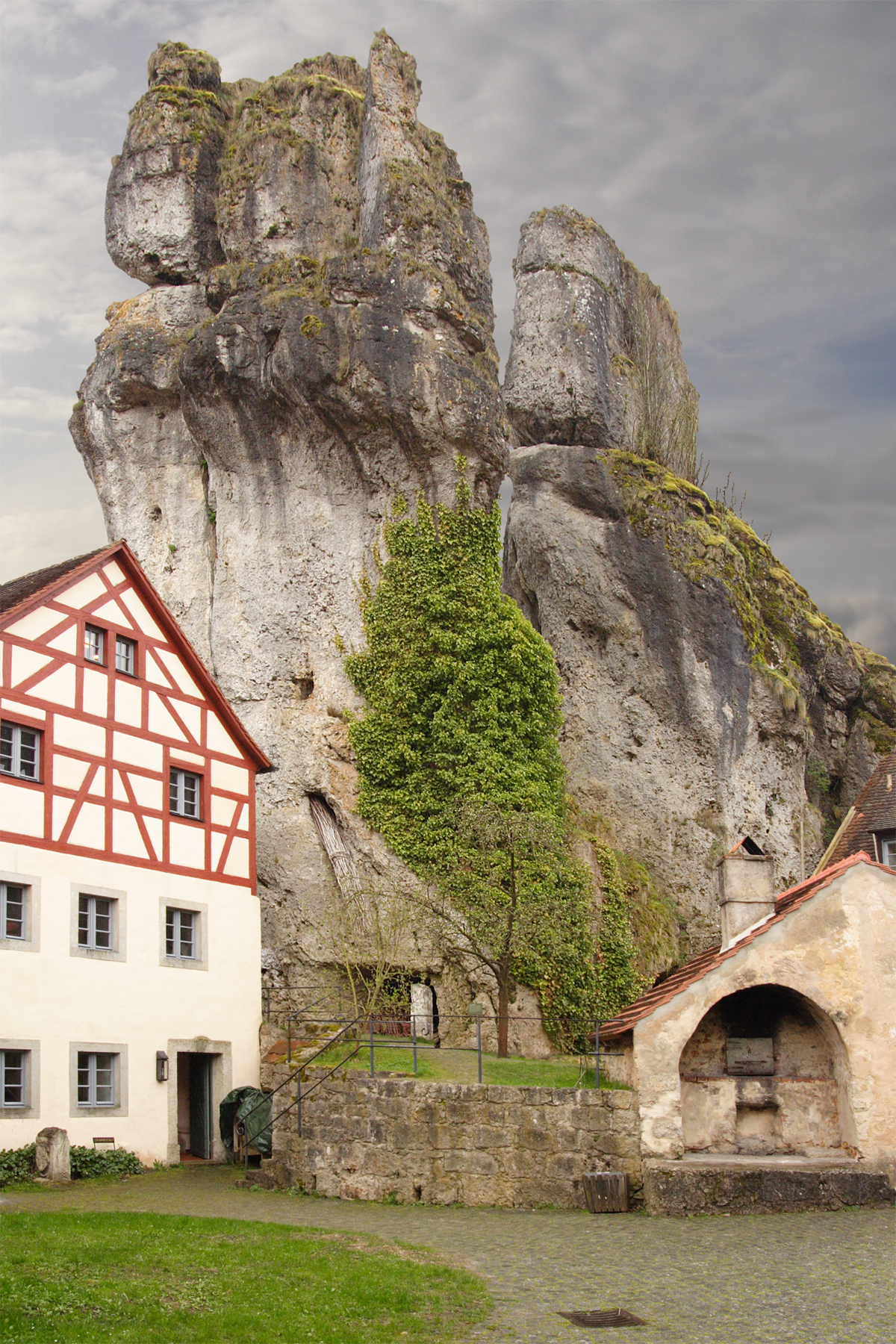
Turmartiger Felsen aus Oberjura-Riffkalkstein in Tüchersfeld, nördliche Frankenalb (Fränkische Schweiz)

#### Allgemeines
Nur im äußersten Nordosten Frankens und im Spessart beißt variszisches Grundgebirge aus, das im Zuge des Norddrucks der Alpen aus dem Untergrund herausgehoben wurde. Es handelt sich um Gesteine präpermischen Alters, die während verschiedener Phasen der Variszischen Gebirgsbildung im Jungpaläozoikum vor etwa 380 bis 300 Millionen Jahren gefaltet und teilweise unter hohen Drücken und Temperaturen umgewandelt oder aus aufsteigenden Magma in der Erdkruste kristallisiert sind. Nicht oder nur schwach metamorph, da nur in geringer Krustentiefe deformiert, sind die unterkarbonischen Tonschiefer und Grauwacken des Frankenwaldes. Das Fichtelgebirge, die Münchberger Hochfläche und der Spessart weisen hingegen stärker metamorphe Gesteine (Phyllit, Glimmerschiefer, Amphibolit, Gneis) auf. Das Fichtelgebirge ist zudem gekennzeichnet durch große Granitkörper, sogenannte postkinematische Plutone, die in der Spätphase der variszischen Gebirgsbildung in den metamorphen Gesteinen platzgenommen haben. Meist handelt es sich dabei um S-Typ-Granite, deren Schmelzen tief in die Kruste versenkten, aufgeheizten Sedimentgesteinen entstammten. Während Fichtelgebirge und Frankenwald der Saxothuringischen Zone des mitteleuropäischen Varistikums zugerechnet werden, gehört der Spessart zur Mitteldeutschen Kristallinzone. Die Münchberger Masse wird wahlweise dem Saxothuringikum oder der Moldanubischen Zone zugerechnet.
Ein weitaus größerer Teil des oberflächennahen Untergrundes Frankens wird von mesozoischen, unmetamorphen, ungefalteten Gesteinen des Süddeutschen Schichtstufenlands eingenommen. Die regionalgeologische Entsprechung des Süddeutschen Schichtstufenlandes ist die Süddeutsche Großscholle. An der sogenannten Fränkischen Linie, einer bedeutenden Verwerfung, ist das saxothuringisch-moldanubische Grundgebirge um stellenweise bis zu 2000 Meter gegenüber der Süddeutschen Großscholle herausgehoben worden. In den westlichen zwei Dritteln Frankens dominiert die Trias mit den Sand-, Silt- und Tonsteinen (sogenannte Siliziklastika) des Buntsandsteins, den Kalksteinen und Mergeln des Muschelkalks und den gemischten aber überwiegend siliziklastischen Sedimentgesteinen des Keupers. In der Rhön sind die Triasgesteine überdeckt und durchsetzt von Vulkangestein (Basalt, Basanit, Phonolith, Trachyt) des Tertiärs. Im östlichen Drittel Frankens dominiert der Jura der Fränkischen Alb, mit den dunklen Tonsteinen des Schwarzjura, den Tonsteinen und eisenschüssigen Sandsteinen des Braunjura und, landschaftlich besonders prägend, den verwitterungsresistenten Kalk- und Dolomitsteinen des Weißjura, die den eigentlichen Höhenzug der Alb formen. In der Alb sind zudem meist siliziklastisch ausgebildete Sedimentgesteine der Oberkreide erhalten geblieben.
Die mesozoischen Sedimente wurden in großräumigen Senkungsgebieten abgelagert (vgl. Germanisches Becken). Während in der Trias der fränkische Teil dieser Senkungsgebiete oft festländisch war, war er im Jura die meiste Zeit von einem Randmeer des westlichen Tethys-Ozeans bedeckt. Zur Ablagerungszeit der Kalksteine und Dolomite des Weißen Juras war dieses Meer in Schwammriffe und dazwischenliegende Lagunen gegliedert. Aus den Riffkörpern und den feinkörnigen Lagunenkalken und -kalkmergeln (repräsentiert durch Natursteinsorten wie den Treuchtlinger Marmor bzw. den Solnhofener Plattenkalk) ist der Großteil der Fränkischen Alb aufgebaut. Durch einen Abfall des Meeresspiegels gegen Ende des Oberen Jura wurden größere Flächen zu Beginn der folgenden Kreidezeit zunächst wieder Festland. Im Verlauf der Oberkreide stieß das Meer erneut bis in den Bereich der Fränkischen Alb vor. Zum Ende der Oberkreide zog sich das Meer dann endgültig aus der Region zurück. Zudem erfuhren weite Teile Süd- und Mitteldeutschlands im Zuge der Alpenentstehung im Tertiär eine generelle, im Bereich der Grundgebirgsaufbrüche sogar eine beträchtliche Hebung. Seither ist Franken überwiegend von Erosion und Verwitterung (speziell in der Alb in Form von Karst) geprägt, was schließlich zur Ausformung der heutigen Landschaften führte.

#### Fossilien

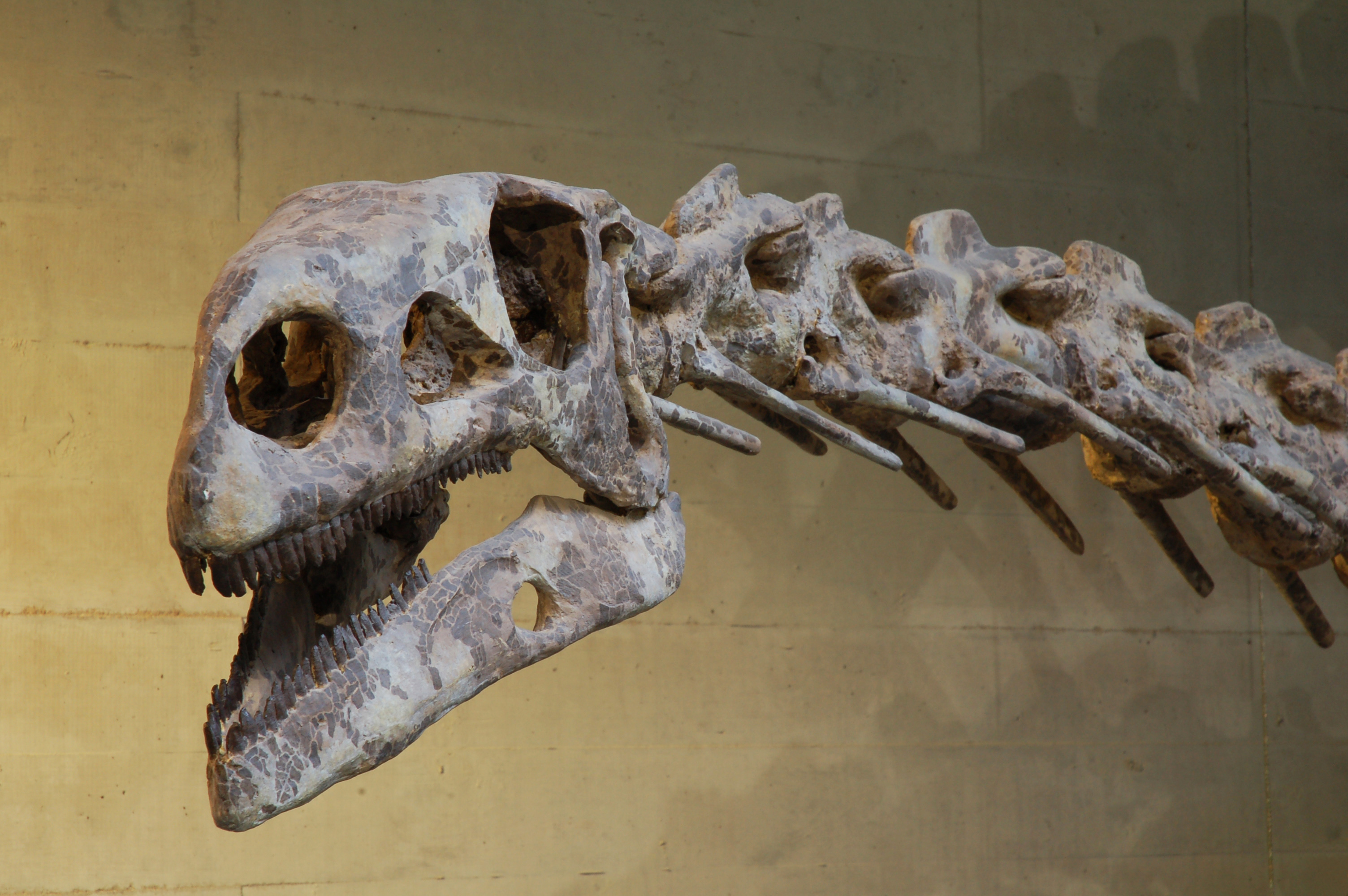
Schädel und vordere Halswirbelsäule von Plateosaurus engelhardti, wahrscheinlich die Kopie eines Skeletts aus Ellingen

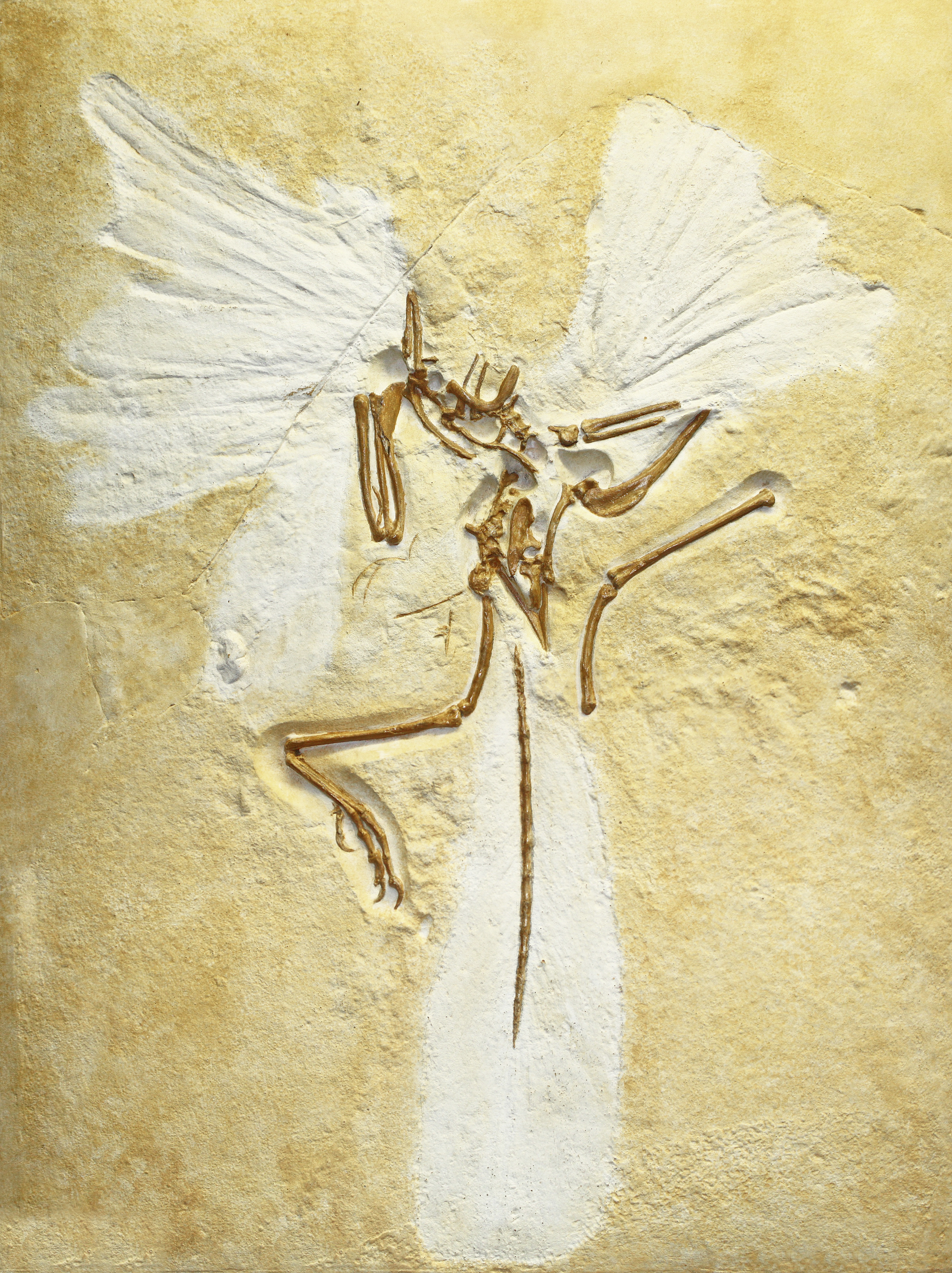
Das sogenannte Londoner Exemplar von Archaeopteryx (hier eine Kopie) stammt aus dem Steinbruch Langenaltheim, westlich von Solnhofen.

Die ältesten Makrofossilien Frankens, zugleich auch die ältesten Makrofossilien Bayerns, sind Archaeocyathen, schwammähnliche, kelchförmige Meeresorganismen, die im Jahre 2013 in einem Kalksteinblock spätunterkambrischen Alters, etwa 520 Millionen Jahre alt, nachgewiesen wurden. Der Block stammt aus der Nähe von Schwarzenbach am Wald aus dem sogenannten Heinersreuther Blockkonglomerat, einem unterkarbonischen Wildflysch. Es handelt sich bei den nachgewiesenen Archaeocyathen jedoch nicht um dreidimensional erhaltene Fossilien, sondern um zweidimensionale Schnitte in Dünnschliffen. Diese Dünnschliffe wurden bereits in den 1970er Jahren angefertigt und untersucht, jedoch sind die Archaeocyathen darin seinerzeit offenbar übersehen worden.
Bekanntere und mehrbeachtete Fossilienfunde in Franken entstammen den ungefalteten Sedimentgesteinen aus Trias und Jura. Der Buntsandstein zeichnet sich allerdings nur durch eine relativ geringe Körperfossilführung aus. Wesentlich häufiger enthält er Spurenfossilien, insbesondere die Landwirbeltierfährte Chirotherium. Typlokalität dieser Fährte ist Hildburghausen im thüringischen Teil Frankens, wo sie im sogenannten Thüringer Chirotheriensandstein (oberster Mittlerer Buntsandstein) auftritt. Chirotherium ist aber auch im bayerischen und württembergischen Teil Frankens vertreten. Fundstellen sind unter anderem Aura nahe Bad Kissingen, Karbach, Gambach und Külsheim. Dort sind die Vorkommen etwas jünger (Oberer Buntsandstein), und das entsprechende stratigraphische Intervall wird Fränkische Chirotherienschichten genannt. Zu den wenigen bedeutenden Körperfossilfunden von Wirbeltieren zählen die Procolophonoiden Anomoiodon liliensterni aus Reurieth im thüringischen Teil Frankens und Koiloskiosaurus coburgiensis aus Mittelberg bei Coburg, beide aus dem Thüringer Chirotheriensandstein, sowie der Temnospondyle Mastodonsaurus ingens (möglicherweise identisch mit dem Mastodonsauriden Heptasaurus cappelensis) aus dem Oberen Buntsandstein von Gambach.
Bereits im ersten Jahrzehnt des 19. Jahrhunderts begann Georg zu Münster im Oberen Muschelkalk von Bayreuth mit systematischen Fossilaufsammlungen und -grabungen. So wurde der Oschenberg bei Laineck zur Typlokalität zweier relativ bekannter, später auch in anderen Gegenden Mitteleuropas gefundener Meeresreptilien der mittleren Trias, der „Pflasterzahnechse“ Placodus und der „Bastardechse“ Nothosaurus.
Im mittleren Keuper (Feuerletten) Frankens kommt eine der bekanntesten und häufigsten Dinosaurierarten Mitteleuropas vor: Plateosaurus engelhardti, ein früher Vertreter der Sauropodomorpha. Seine Typlokalität befindet sich bei Heroldsberg nordöstlich von Nürnberg. Als dort 1834 erstmals Überreste von Plateosaurus entdeckt wurden, war dies der erste Fund eines Dinosauriers auf deutschem Boden, noch bevor der Name „Dinosauria“ geprägt wurde. Eine weitere bedeutende Fundstelle von Plateosaurus in Franken ist Ellingen.
Weitaus berühmter als Plateosaurus, Placodus und Nothosaurus ist wohl der erdgeschichtlich erste Vogel Archaeopteryx. Er wurde in der südlichen Fränkischen Alb, unter anderem in der berühmten Fossilfundstätte Solnhofen im Solnhofener Plattenkalk (Solnhofen-Formation, frühes Tithonium, Oberjura) gefunden. In den sehr feinkörnigen, laminierten lagunären Kalksteinen sind neben Archaeopteryx, dem Flugsaurier Pterodactylus und verschiedenen Knochenfischen auch zahlreiche Wirbellose extrem detailliert überliefert, zum Beispiel Haarsterne und Libellen. Eichstätt, die andere „große“ und ähnlich berühmte Fossillokalität in der Solnhofen-Formation, in der neben Archaeopteryx unter anderem auch die theropoden Dinosaurier Compsognathus und Juravenator gefunden wurden, liegt am Südrand der Alb in Oberbayern.
Auch eine unrühmliche Episode in der Geschichte der Paläontologie trug sich in Franken zu: Gefälschte Fossilien, die sogenannten Würzburger Lügensteine, wurden in den 1720er Jahren vom Würzburger Arzt und Naturforscher Johann Beringer für viel Geld erworben und anschließend in einer Monografie zusammen mit echten Fossilien aus dem Würzburger Raum beschrieben und abgebildet. Allerdings ist nicht ganz klar, ob Beringer die Fälschungen wirklich untergeschoben wurden oder ob er sie selbst hat anfertigen lassen.

### Klima
Franken hat ein humides kühlgemäßigtes Übergangsklima, das weder sehr kontinental noch sehr maritim ausgeprägt ist. Die monatlichen Durchschnittstemperaturen schwanken je nach Gebiet zwischen etwa −1 bis −2 °C im Januar und 17 bis 19 °C im August, jedoch werden an einigen Tagen im Sommer besonders in Großstädten Spitzentemperaturen von über 35 °C erreicht. Das Klima Frankens ist sonnenreich und relativ warm, im Sommer gehört beispielsweise Unterfranken zu den sonnigsten Gegenden in Deutschland. Die Tagestemperaturen liegen im bayerischen Teil Frankens im Mittel um 0,1 °C höher als das gesamtbayerische Mittel. In Franken wie auch in ganz Nordbayern fällt vergleichsweise weniger Regen als es für die geographische Lage üblich ist; selbst Sommergewitter sind oft weniger ergiebig als in anderen Gebieten Süddeutschlands. Im südlichen Bayern fällt etwa 2000 mm Niederschlag jährlich und damit fast dreimal so viel wie in Teilen von Franken (etwa 500–900 mm) im Regenschatten von Spessart, Rhön und Odenwald.

### Lebensqualität
Franken als Teil Deutschlands ist von einer hohen Lebensqualität gekennzeichnet. Die Stadt Nürnberg gelangte in der Studie Worldwide Quality of Living Survey des Beratungsunternehmens Mercer zum wiederholten Mal unter die ersten 25 Plätze der Städte mit der besten Lebensqualität weltweit und erreichte 2010 unter den deutschen Städten den sechsten Platz. Im Umweltranking schnitt Nürnberg als beste deutsche Stadt auf Platz 13 ab. In einem Ranking des Magazins Focus zum Thema Lebensqualität aus dem Jahr 2014 erreichten die Landkreise Eichstätt und Fürth Spitzenplätze in der Gesamtwertung. Im Glücksatlas der Deutschen Post AG erreichte Franken im Jahr 2019 unter den 19 deutschen Regionen Platz 4. Das Frankenlied macht die besondere Atmosphäre in dieser Region nachvollziehbar.

## Geschichte

### Frühgeschichte und Antike

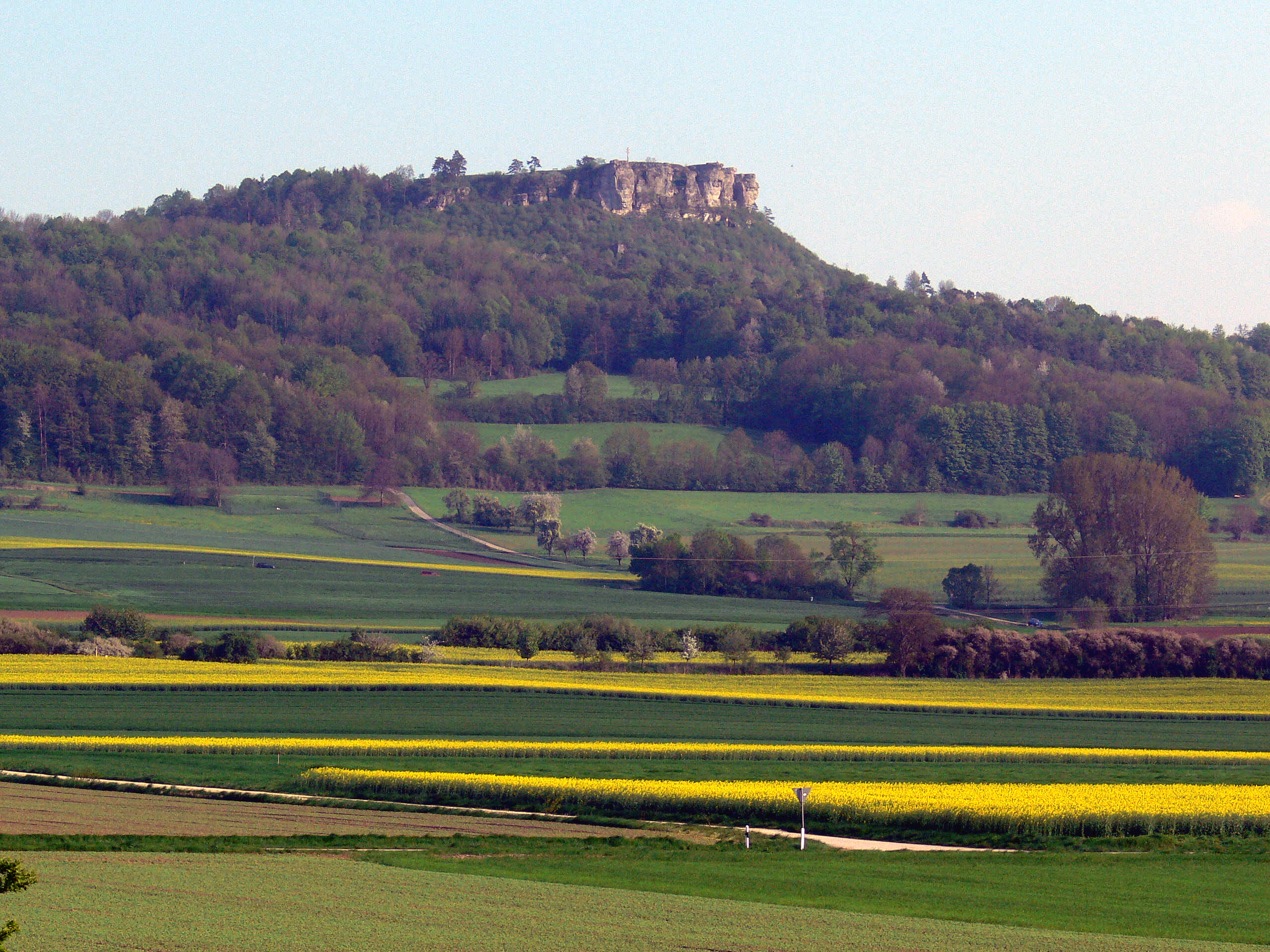
Auf dem Staffelberg errichteten die Kelten eine mächtige Zentralsiedlung

Fossilfunde belegen, dass die Region bereits im mittleren Eiszeitalter vor etwa 600.000 Jahren vom Urmenschen Homo erectus besiedelt wurde. Aus der Höhlenruine von Hunas bei Pommelsbrunn im Landkreis Nürnberger Land stammt der wohl älteste menschliche Überrest im bayerischen Teil Frankens. In der späteren Bronzezeit war die Region vermutlich nur relativ dünn besiedelt, da wenige Edelmetalle vorkommen und die Böden nur mäßig fruchtbar sind. In der darauffolgenden Eisenzeit (ab etwa 800 v. Chr.) wird als erstes Volk der Region das der Kelten greifbar. Im nördlichen Franken errichteten sie eine Kette von Gipfelburgen als Verteidigungslinie gegen die von Norden vordringenden Germanen. So erbauten sie auf einem Gipfelplateau das Oppidum auf dem Staffelberg, das möglicherweise bei Claudius Ptolemäus als Menosgada erwähnt wird, sowie auf den Gleichbergen das größte in Mitteldeutschland noch erhaltene Oppidum Steinsburg. Mit der verstärkten Expansion Roms im ersten vorchristlichen Jahrhundert und dem gleichzeitigen Vorstoß elbgermanischer Stämme von Norden her wurde der Niedergang der keltischen Kultur eingeleitet. Die südlichsten Teile des heutigen Frankens gerieten bald darauf unter römische Kontrolle; der größte Teil der Region befand sich jedoch im freien Germanien. Anfangs versuchte Rom seinen unmittelbaren Einfluss weit nach Nordosten auszudehnen, auf längere Sicht bildete sich die germanisch-römische Grenze allerdings weiter südwestlich.

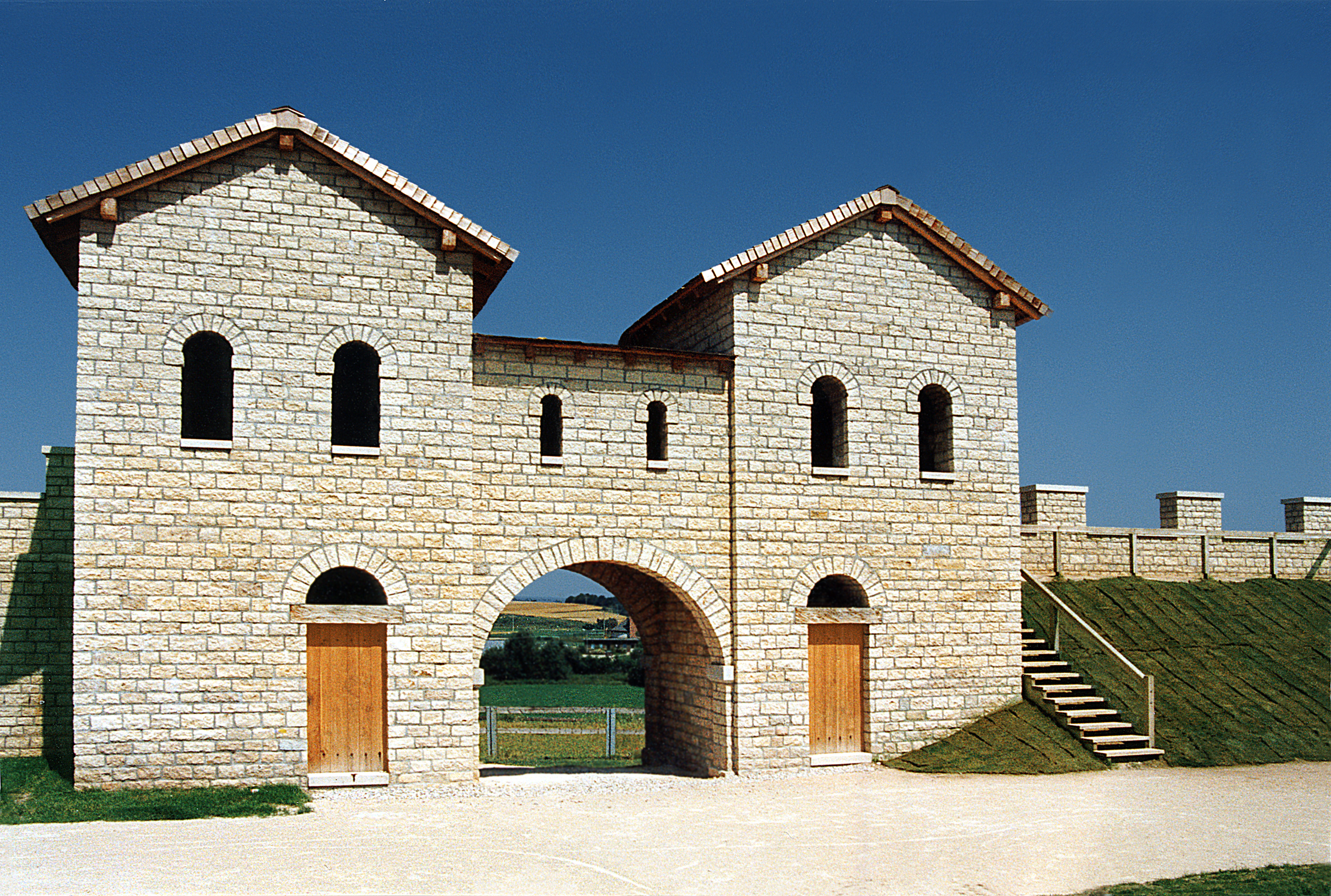
1990 fertiggestellter Nachbau der Porta decumana im Kastell Weißenburg, Blick über die Lagerringstraße

Unter den Kaisern Domitian (81–96), Trajan (98–117) und Hadrian (117–138) wurde der Rätische Limes als Grenze zu den germanischen Stämmen im Norden angelegt. Diese Verteidigungslinie durchschnitt den Süden Frankens und beschrieb in der Region einen Bogen, dessen nördlichster Punkt beim heutigen Gunzenhausen lag. Zu seiner Absicherung errichteten die Römer mehrere Kastelle wie Biriciana bei Weißenburg. Schon ab der Mitte des dritten Jahrhunderts konnte die Grenze jedoch nicht mehr gehalten werden und die Alamannen besetzten um 250 n. Chr. die Gebiete bis hin zur Donau. Befestigte Ansiedlungen wie etwa auf der Gelben Bürg bei Dittenheim kontrollierten die neuen Gebiete. Aber auch nördlich des einstigen Limes konnten mehrere derartige Gauburgen nachgewiesen werden. Welchem Volk die Bewohner angehörten, ist in den meisten Fällen unbekannt. Vor allem in den südlichen Teilen dürfte es sich zumeist um Alamannen und Juthungen gehandelt haben. Am unteren und mittleren Main setzten sich dagegen Burgunden fest. Bis spätestens 500 n. Chr. scheinen allerdings viele dieser Höhenburgen zerstört gewesen zu sein. Die Ursachen dafür sind nicht ganz klar, könnten aber mit den Hunneneinfällen und der dadurch ausgelösten Völkerwanderung zusammenhängen. In vielen Fällen bedeutete aber wohl die Eroberung durch die Franken das Ende dieser Höhensiedlungen.

### Mittelalter

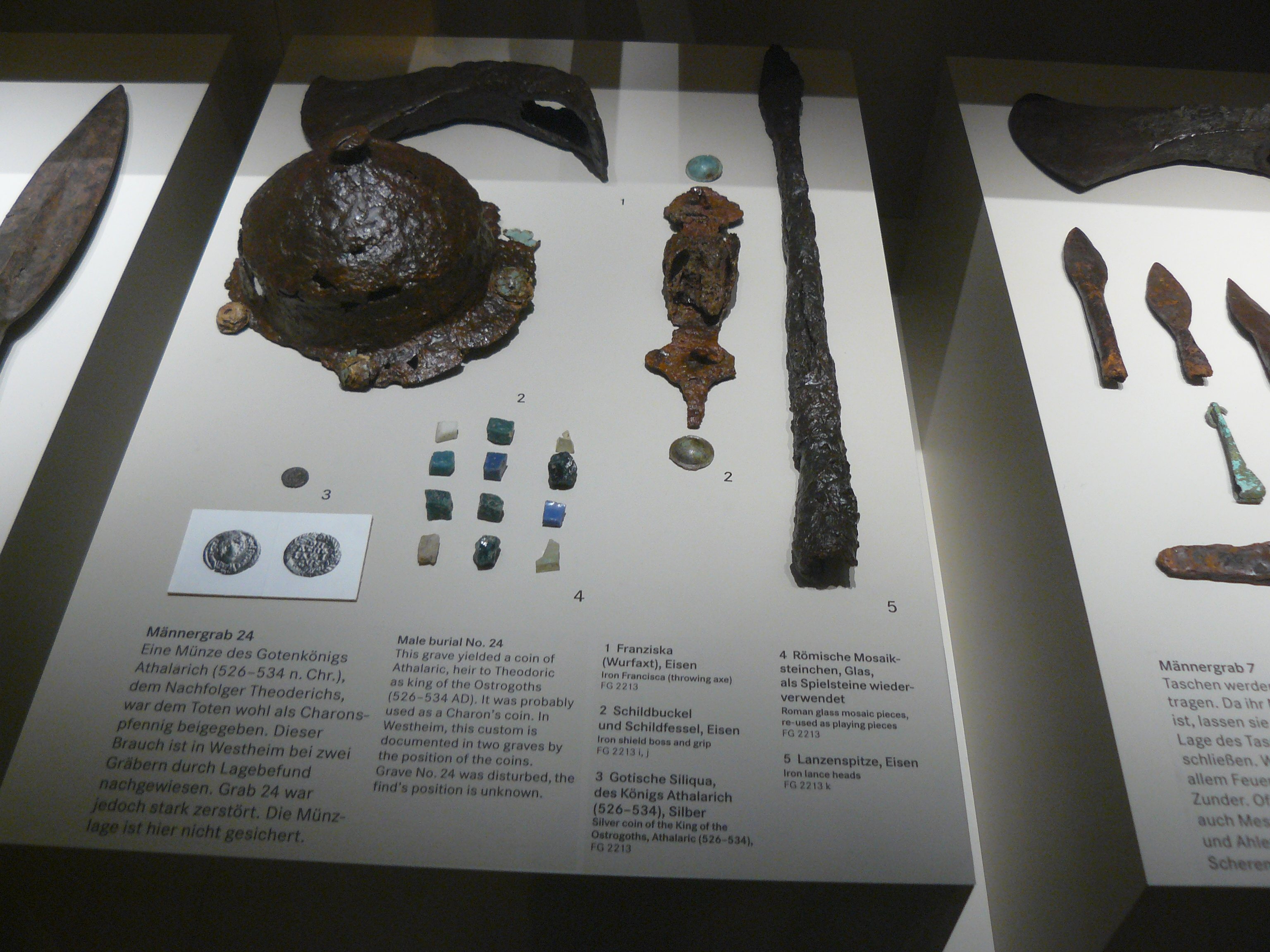
Fränkisches Kriegergrab aus dem frühmittelalterlichen Gräberfeld von Westheim

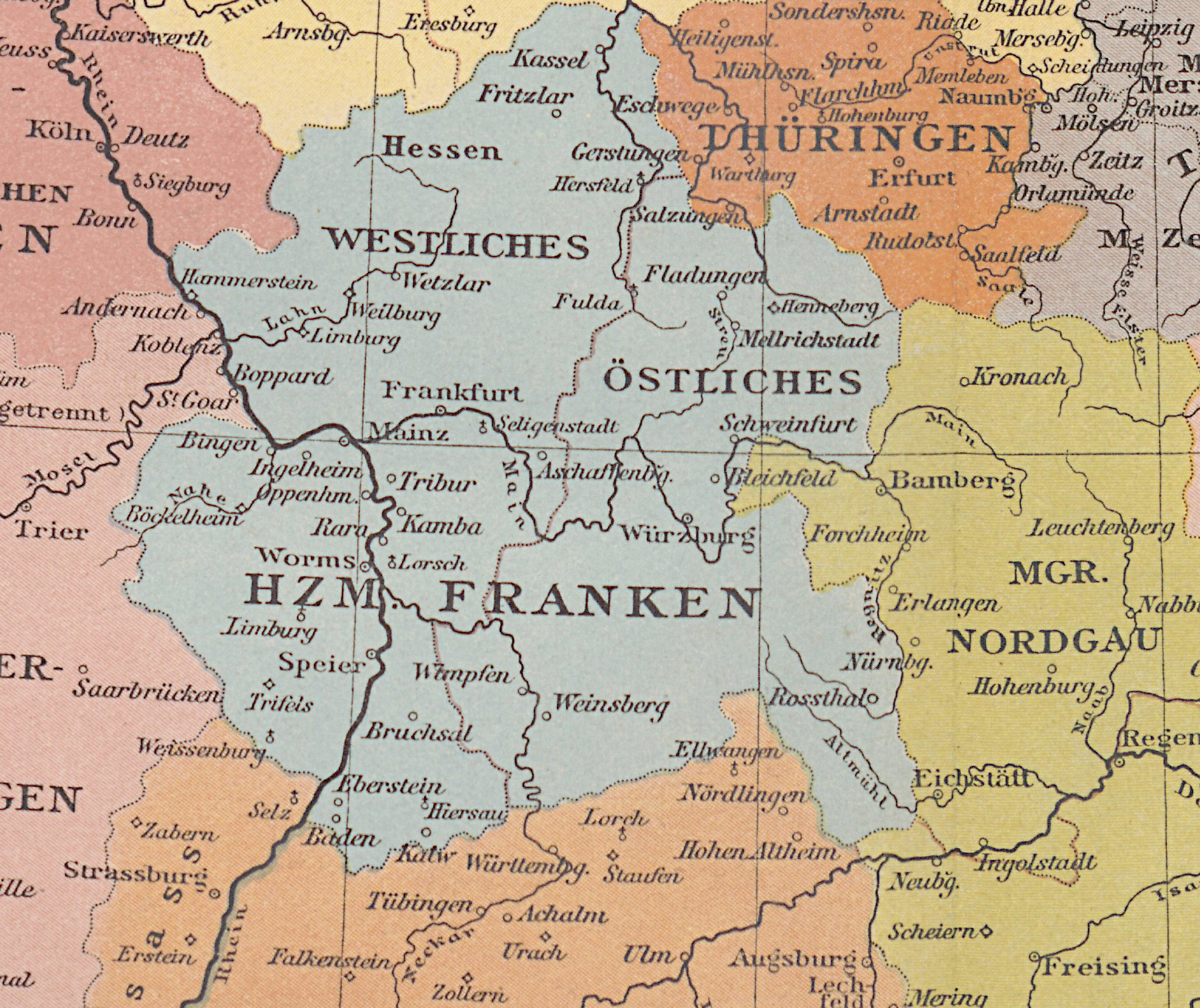
Herzogtum Franken um 900

Den Franken fiel mit ihren Siegen über die Alamannen und Thüringer im 6. Jahrhundert in deren Kerngebieten auch die heutige Region Franken zu. Nach den Fränkischen Teilungen wurde aus den Gebieten der Diözesen Mainz, Worms, Würzburg und Speyer die Francia orientialis, später kam noch die Diözese Bamberg hinzu. Im 7. Jahrhundert begannen die Slawen die nordöstlichen Teile der Region von Osten her zu besiedeln, da die Gebiete des heutigen Oberfrankens sehr dünn besiedelt waren (→ Mainslawen). Im 10. und 11. Jahrhundert gaben sie jedoch ihre eigene Sprache und kulturelle Tradition weitgehend auf. Der Großteil der Bevölkerung Frankens war bis weit ins Frühmittelalter heidnisch. Die Ersten, die versuchten, den christlichen Glauben in Franken bzw. Mainfranken nachdrücklich zu verbreiten, waren seit Anfang des 7. Jahrhunderts iroschottische Wandermönche. Kilian, der zusammen mit seinen Wegbegleitern Kolonat und Totnan als Apostel der Franken gilt und in Würzburg gegen Ende des 7. Jahrhunderts den Märtyrertod erlitt, traf am Herzogshof vermutlich keine heidnischen Verhältnisse mehr an. (Christliches Leben ist bereits für des frühe 7. Jahrhundert im Landkreis Aschaffenburg bezeugt). Eine tiefgreifende Missionierung der einfacheren Bevölkerungsschichten Frankens aber erfolgte erst durch Bonifatius.
Karl der Große baute die Gebiete um den Main zu einer Königsprovinz aus. Das geistliche Zentrum der Herrschaftszentren wurde Würzburg.
Ab Mitte des 9. Jahrhunderts entstand das Stammesherzogtum Franken, eines der fünf Stammesherzogtümer des Ostfränkischen Reiches. Das Gebiet des Stammesherzogtums umfasste das heutige Hessen, das nördliche Baden-Württemberg, Südthüringen, weite Teile von Rheinland-Pfalz und Teile der heutigen fränkischen Gebiete in Bayern. Es zerfiel 939 nach dem Tod Herzog Eberhards in Ostfranken und Westfranken (Francia Orientalis und Francia Rhenensis) und wurde unmittelbar dem Reich unterstellt. Erst danach wurde die damalige Francia Orientalis im Machtbereich der Bischöfe von Würzburg als eigentliches Franken angesehen, wodurch sich das Territorium Frankens in der heutigen Form langsam eingrenzte. Aber auch die Bewohner von Teilen des heutigen Ober- und Mittelfrankens, die nicht im Einflussbereich Würzburgs lagen, sahen sich zur damaligen Zeit vermutlich als Franken und grenzten sich mit ihrem Dialekt von den Bewohnern Bayerns und Schwabens ab. Um die Macht in Franken stritten sich am Anfang des 10. Jahrhunderts die Popponen und die Konradiner. Letztlich mündete der Zwist in die Babenberger Fehde. Das Ergebnis der – von der Krone angeheizten und gesteuerten – Fehde war für die Babenberger der Verlust der Macht, für die Konradiner mittelbar der Gewinn des ostfränkischen Königsthrons. Franken war im Gegensatz zu den anderen Stammesherzogtümern nach dem Aussterben der Ottonen 1024 Stammland und Machtbasis der ostfränkischen bzw. deutschen Könige. Dadurch bildete sich dort im Hochmittelalter keine ähnlich starke Regionalgewalt heraus wie etwa in Sachsen, Bayern und Schwaben. Im Jahr 1007 gründete der später heiliggesprochene Heinrich II. das Bistum Bamberg und stattete es mit reichen Gütern aus. Bamberg wurde zu einer bevorzugten Pfalz und einem wichtigen Zentrum des Reiches. Da auch Teile des Bistums Würzburg an Bamberg fielen, erhielt Würzburg von Heinrich II. als Entschädigung einige Güter aus dem Besitz des Königs als Lehen.

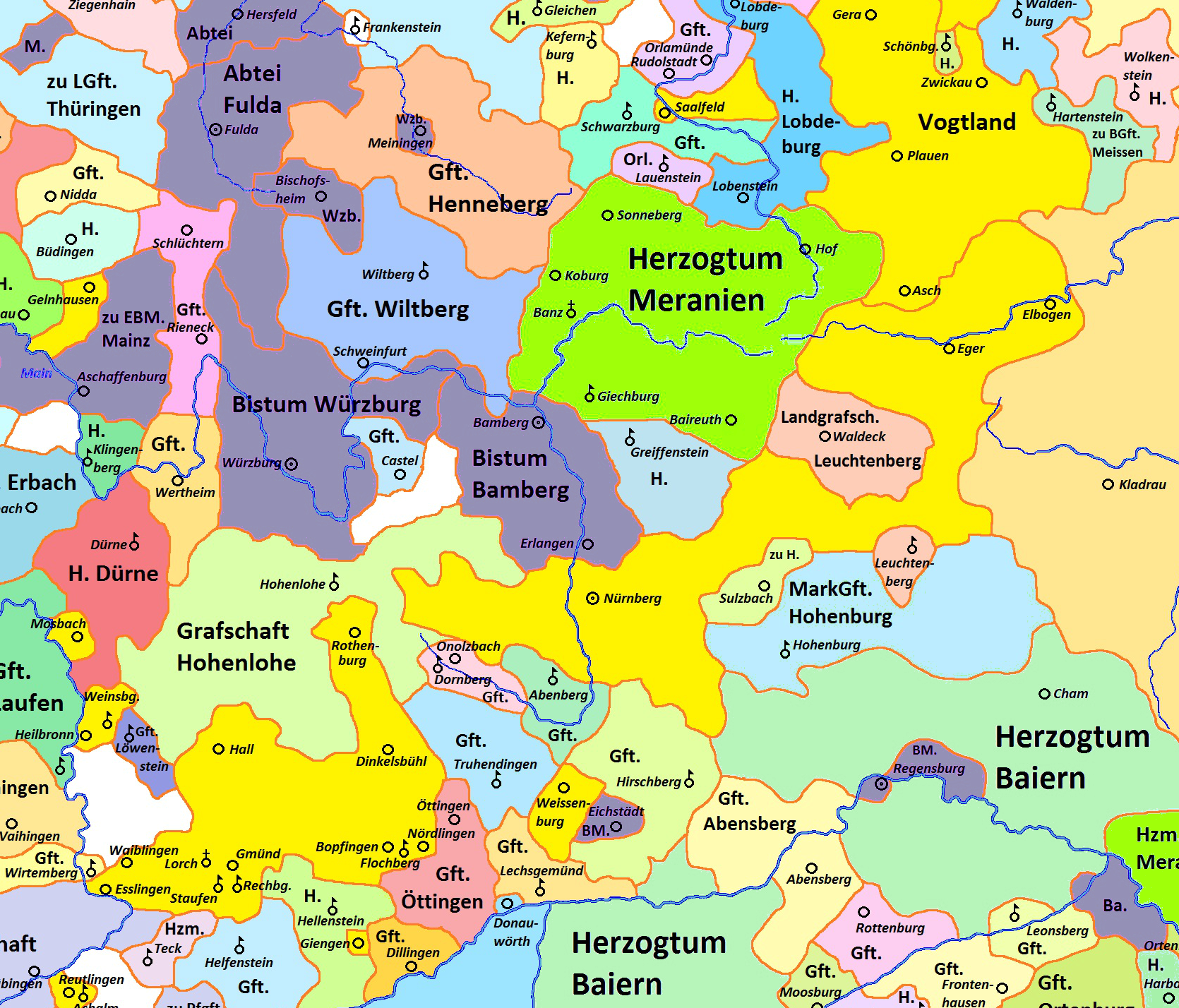
Franken zur Regierungszeit Friedrichs II. um etwa 1250; gelb: Reichs- und Staufisches Gebiet

Ab dem 12. Jahrhundert war die Nürnberger Burg der Sitz der Burggrafschaft Nürnberg. Beherrscht wurde die Burggrafschaft ab etwa 1190 von den Zollern, der fränkischen Linie der späteren Hohenzollern, die im 19. und 20. Jahrhundert den deutschen Kaiser stellten. Unter den Stauferkönigen Konrad III. und Friedrich Barbarossa wurde Franken zum Mittelpunkt der Herrschaft im Reich. In der kaiserlosen Zeit, dem Interregnum (1254–1273), wurden einzelne Landesherren immer mächtiger. Nach dem Ende des Interregnums gelang es den Herrschern jedoch, wieder eine stärkere königliche Herrschaft in Franken zu etablieren. Franken spielte für das Königtum bereits in der Zeit Rudolfs von Habsburg wieder eine wichtige Rolle, die Itinerare der folgenden Könige belegen die Favorisierung des Rhein-Main-Raums. 1376 gründete sich der Schwäbische Städtebund, dem sich später auch mehrere fränkische Reichsstädte anschlossen. Im Laufe des 13. Jahrhunderts bildete der Deutsche Orden, der ab 1209 erstmals Besitzungen in Franken besaß, die Ballei Franken. Auf ihn geht die Gründung zahlreicher Schulen und Spitäler sowie der Bau vieler Kirchen und Schlösser im Verwaltungsgebiet zurück. Residenzort der Ballei war bis 1789 Ellingen, bis er ins heutige Bad Mergentheim verlegt wurde. Andere Orden wie etwa der Templerorden konnten nicht in Franken Fuß fassen, der Johanniterorden war in Gebieten des Bistums Würzburg tätig und besaß kurzfristig Kommenden.

### Neuzeit

#### Frühe Neuzeit

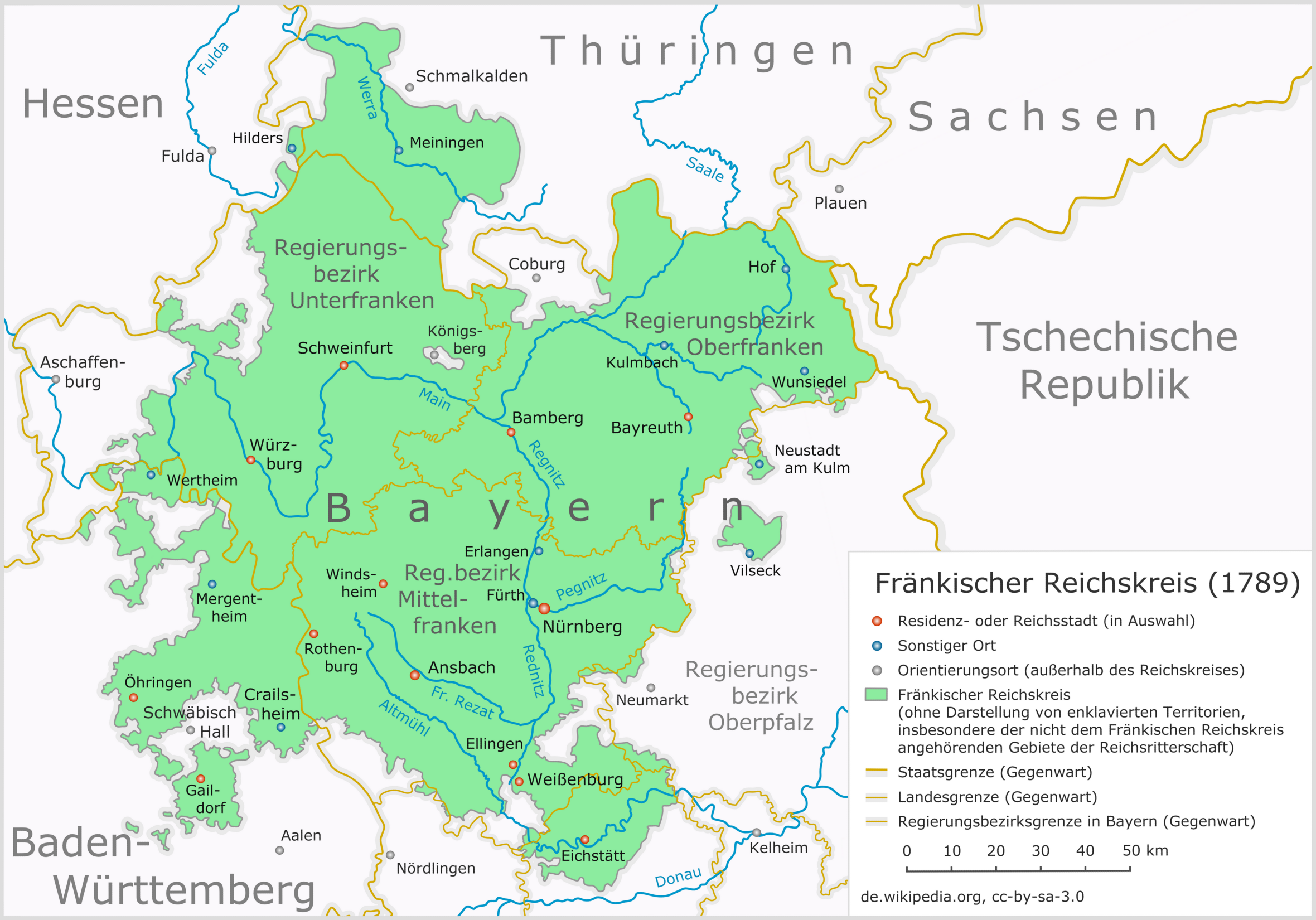
Der Fränkische Reichskreis 1789

Am 2. Juli 1500 wurde während der Regierungszeit Kaiser Maximilians I. das Reich im Zuge der Reichsreformbewegung in Reichskreise eingeteilt, was 1512 zur Entstehung des Fränkischen Reichskreises führte. Der Fränkische Reichskreis gilt aus heutiger Sicht bisweilen als wichtige Grundlage für die Entstehung eines bis heute bestehenden fränkischen Gemeinschaftsgefühls. Der Fränkische Reichskreis prägte die Eingrenzung des heutigen Frankens. Der Reichskreis war jedoch im späten Mittelalter und in der Neuzeit besonders stark von der Kleinstaaterei in Deutschland betroffen. Wie auch während des Spätmittelalters nutzten die Bischöfe von Würzburg auch zu Zeiten des Fränkischen Reichskreises den nominellen Titel der fränkischen Herzogswürde. 1559 bekam der Fränkische Reichskreis die Münzaufsicht und erließ 1572 als einziger Reichskreis eine eigene Polizeiordnung. Mitglied im Reichskreis waren unter anderem die Reichsstädte, die Hochstifte, die Ballei Franken des Deutschen Ordens und mehrere Grafschaften. Die in Franken besonders zahlreichen Reichsritter mit ihren Kleinstterritorien (siehe auch Liste fränkischer Rittergeschlechter) standen außerhalb der Kreisorganisation und bildeten bis 1806 den aus sechs Ritterkantonen bestehenden Fränkischen Ritterkreis. Da die Eingrenzung Frankens wie oben bereits genannt umstritten ist, lagen viele Gebiete, die heute zu Franken gezählt werden können, außerhalb des Fränkischen Reichskreises. So gehörte der Raum Aschaffenburg zu Kurmainz und war damit ein Teil des Kurrheinischen Reichskreises, der Raum Coburg gehörte zum Obersächsischen Reichskreis, der Raum Heilbronn zum Schwäbischen Reichskreis. Im 16. Jahrhundert gründete sich die fränkische Grafenbank als Interessenvertretung der Reichsgrafen aus Franken.
Franken hatte eine wichtige Rolle bei der Ausbreitung der Reformation Martin Luthers. Unter anderem wurde die Lutherbibel in Nürnberg gedruckt. Die meisten anderen fränkischen Reichsstädte und Reichsritter bekannten sich vielfach zur neuen Konfession. Im Zuge der Gegenreformation wurden einige Gebiete Frankens jedoch wieder rekatholisiert, dabei kam es zu zahlreichen Hexenverfolgungen. Neben dem Luthertum hatte sich ebenfalls die radikal-reformatorische Täuferbewegung bereits früh im fränkischen Raum verbreitet. Wichtige Zentren der Täufer waren Königsberg und Nürnberg.

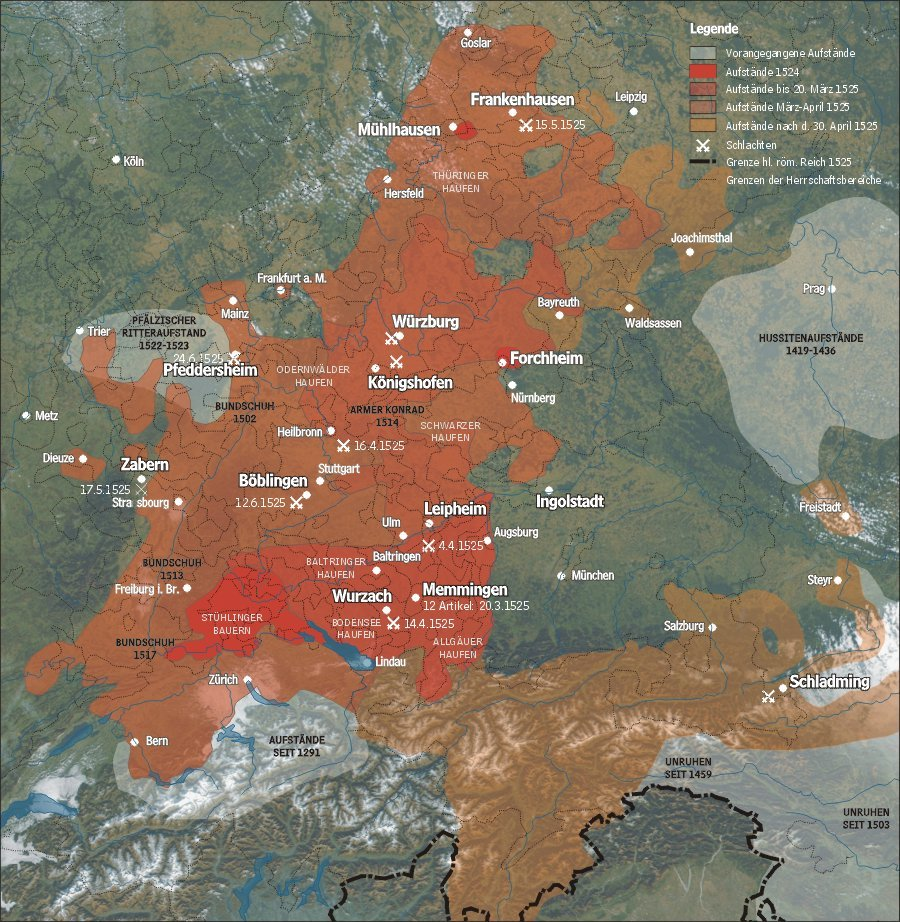
Ausdehnung der Aufstände im Bauernkrieg

Vor allem drückende Steuerlasten und Fronarbeiten in Verbindung mit den neuen, freiheitlichen Ideen, die mit der Reformationsbewegung Einzug hielten, entfesselten im Jahr 1525 den Deutschen Bauernkrieg. Besonders hart betroffen war das Würzburger Gebiet, wo zahlreiche Burgen und Klöster niedergebrannt wurden. Letzten Endes wurden die Aufstände jedoch niedergeschlagen. Für Jahrhunderte blieben die einfachen Volksschichten von fast allen politischen Vorgängen ausgeschlossen.
Ab 1552 versuchte der Markgraf Albrecht II. Alcibiades im Zweiten Markgrafenkrieg die Vormachtstellung der mächtigen Reichsstadt Nürnberg zu brechen und die Besitzungen der Hochstifte zu säkularisieren, um ein von ihm beherrschtes Herzogtum zu erschaffen. In den Kämpfen wurden schließlich große Gebiete Frankens verwüstet, bis König Ferdinand I. mit mehreren Herzögen und Fürsten die Unterwerfung Albrechts beschloss.

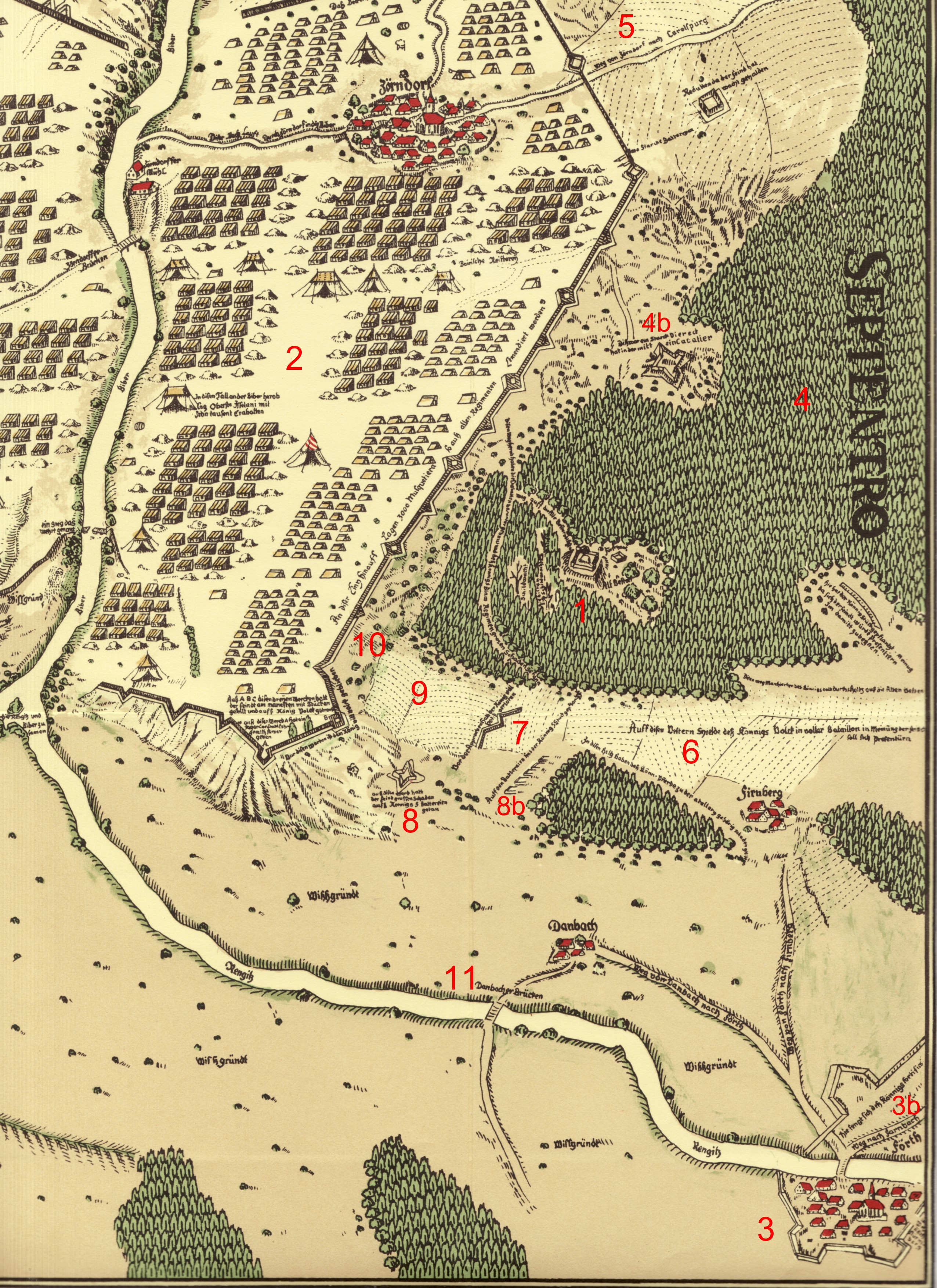
Ausschnitt aus Wallensteins Lager um Zirndorf und die Alte Veste

Im Jahr 1608 hatten sich evangelische Landesfürsten im Reich zur so genannten Union zusammengeschlossen. In Franken gehörten die Markgrafen von Ansbach und Bayreuth sowie die Reichsstädte zu diesem Bündnis. Die katholische Seite reagierte 1609 mit einem Gegenbündnis, der Liga. Die Gegensätze zwischen beiden Lagern mündeten schließlich im Dreißigjährigen Krieg, der zur größten Belastung des Zusammenhalts innerhalb des Fränkischen Reichskreises wurde. Am Beginn des Krieges war Franken kein unmittelbarer Kriegsschauplatz, wobei aber immer wieder plündernde Heere durchzogen. Erst nach dem Sieg der schwedisch-sächsischen Truppen unter Gustav II. Adolf im September 1631 bei Breitenfeld nahe Leipzig, rückten die schwedischen Truppen bis nach Franken vor, erreichten am 7. Oktober Königshofen im Grabfeld (Schweinfurt) und, nach Übernachtung des Schwedenkönigs am 13. Oktober in Unterpleichfeld, am 14. Oktober Würzburg, fanden in der Stadt Nürnberg Unterstützung und konnten von hier aus im Mai 1632 bis nach München vorstoßen. Als im Juli 1632 der kaiserliche Feldherr Wallenstein mit einem großen Heer bei Zirndorf nahe Nürnberg ein befestigtes Lager eingerichtet hatte, waren die Schweden gezwungen, sich wieder von Bayern nach Franken zurückzuziehen. Auch die Schweden richteten bei Nürnberg für drei Monate ein Lager ein, das aber von Nürnberg nicht ausreichend versorgt werden konnte. Zwar versuchten die Schweden eine Entscheidung zu erzwingen, jedoch konnten sie die Schlacht an der Alten Veste gegen Wallensteins Truppen nicht gewinnen und zogen sich nach schweren Verlusten Richtung Württemberg zurück. Nach dem Abzug der kaiserlichen Truppen und nach dem Tod des schwedischen Königs in der Schlacht bei Lützen kam Franken in die Hand des schwedischen Feldherren Bernhard von Sachsen-Weimar, der im Juni 1633 vom schwedischen Reichskanzler Axel Oxenstierna mit dem Herzogtum Franken belehnt wurde. Nach der totalen Niederlage der Schweden in der Schlacht bei Nördlingen im September 1634 verlor er das fränkische Lehen wieder.
Franken wurde nun zu einer der ärmsten Regionen im Reich und verlor seine reichspolitische Bedeutung. Im Laufe des Krieges verlor etwa die Hälfte der ansässigen Bevölkerung ihr Leben. Zum Ausgleich dieser Verluste wurden in den protestantischen Gebieten etwa 150.000 vertriebene Protestanten, darunter österreichische Exulanten, angesiedelt.
In Franken kam es nie zu einer Herausbildung eines einheitlichen Flächenstaates, da die von der Kleinstaaterei geprägte Struktur das Mittelalter überdauerte und bis in das 18. Jahrhundert bestehen blieb. Der Fränkische Reichskreis bekam daher die bedeutende Aufgabe der Wahrung des Friedens, Vermeidung von Missständen und Beseitigung von Kriegsschäden und besaß bis zum Ende des Alten Reiches eine Ordnungsfunktion in der Region. Bis zum Spanischen Erbfolgekrieg entwickelte sich der Fränkische Reichskreis zu einer nahezu selbstverantwortlichen Organisation und trat als beinahe schon souveränes Objekt der Großen Allianz gegen Ludwig XIV. bei. Im Reichskreis gestalteten sich frühe Formen eines Wohlfahrtsstaates heraus. Auch in der Seuchenbekämpfung spielte der Reichskreis eine große Rolle im 16. und 17. Jahrhundert. Nach dem Verzicht Karl Alexanders auf seine Herrschaft im Jahre 1792 wurden die ehemaligen Markgrafentümer Ansbach und Bayreuth nach Preußen eingegliedert. Bevollmächtigter der Gebiete wurde Karl August von Hardenberg.

#### 19. Jahrhundert
Ab 1803 erhielt das spätere Königreich Bayern mit dem Reichsdeputationshauptschluss unter dem Druck Napoleon Bonapartes über Säkularisation und Mediatisierung große Teile Frankens. Über die Rheinbundakte begann eine stärkere Anbindung Bayerns, Württembergs, Badens und anderer Gebiete an Frankreich, wodurch das Heilige Römische Reich wie auch der Fränkische Reichskreis im Jahr 1806 zerfiel. Als Dank bekam Bayern weitere Gebiete zugesprochen, darunter die Reichsstadt Nürnberg. Im sogenannten Rittersturm bekamen Bayern, Württemberg und Baden ab 1803 auch die oftmals nur wenige Dörfer umfassenden Kleinstterritorien der Reichsritter und der fränkischen Ritterschaft, obgleich der Reichsdeputationshauptschluss diese nicht erwähnt hatte. 1806 und 1810 musste Preußen seine 1792 erworbenen Besitztümer Ansbach und Bayreuth an Bayern abgeben, wodurch Preußen seine Vormachtstellung in der Region verlor. Als Ergebnis des Wiener Kongresses fielen 1814 die Territorien des Fürstentums Aschaffenburg und des Großherzogtums Würzburg an das Königreich Bayern. Um den von der Kleinstaaterei geprägten Flickenteppich Frankens und Schwabens in einem bayerischen Gesamtstaat zu einen, reformierte Maximilian Joseph von Montgelas die Verwaltung. Dabei entstanden im Januar 1838 die fränkischen Regierungsbezirke mit den heutigen Namen Mittel-, Ober- und Unterfranken. In den fränkischen Gebieten herrschten teilweise erhebliche Ressentiments gegen die neue Zugehörigkeit zu Bayern. Es gab liberale Forderungen nach republikanischen Strukturen, die in den Revolten 1848 und 1849 oder auf dem Gaibacher Fest 1832 aufblühten. Einerseits durch die Versöhnungspolitik der Wittelsbacher und die bereits erwähnte Einheitspolitik von Montgelas’, andererseits durch die Eingliederung Bayerns in das Deutsche Reich 1871, wodurch sich die Macht Bayerns leicht abschwächte, milderte sich der Gegensatz zwischen Franken und Bayern erheblich ab. Von 1836 bis 1846 baute das Königreich Bayern zwischen Bamberg und Kelheim den Ludwig-Donau-Main-Kanal, der 1950 aufgelassen wurde. Allerdings verlor der Kanal bereits kurz nach der Einweihung durch die Eisenbahn einen Großteil seiner Bedeutung. Zwischen 1843 und 1854 wurde die Ludwig-Süd-Nord-Bahn eingerichtet, die innerhalb Frankens von Lindau über Nürnberg, Bamberg und Kulmbach nach Hof fuhr. Die erste Lokomotive mit einer Fahrt auf deutschem Boden fuhr am 7. Dezember 1835 von Nürnberg nach Fürth.

#### Seit dem 20. Jahrhundert
Nach dem Ersten Weltkrieg wurde die Monarchie in Bayern abgeschafft, man konnte sich jedoch nicht auf einen Kompromiss zwischen einem Rätesystem und dem Parlamentarismus einigen. Es kam zu Tumulten zwischen den gegnerischen Lagern und der damalige Ministerpräsident wurde erschossen. Daher floh die Regierung 1919 nach Bamberg, wo die Bamberger Verfassung verabschiedet wurde, während in München kurzzeitig die Bayerische Räterepublik auflebte. 1919 entschied sich der Freistaat Coburg in einem Referendum gegen einen Beitritt zu Thüringen und kam stattdessen am 1. Juli 1920 zu Bayern.

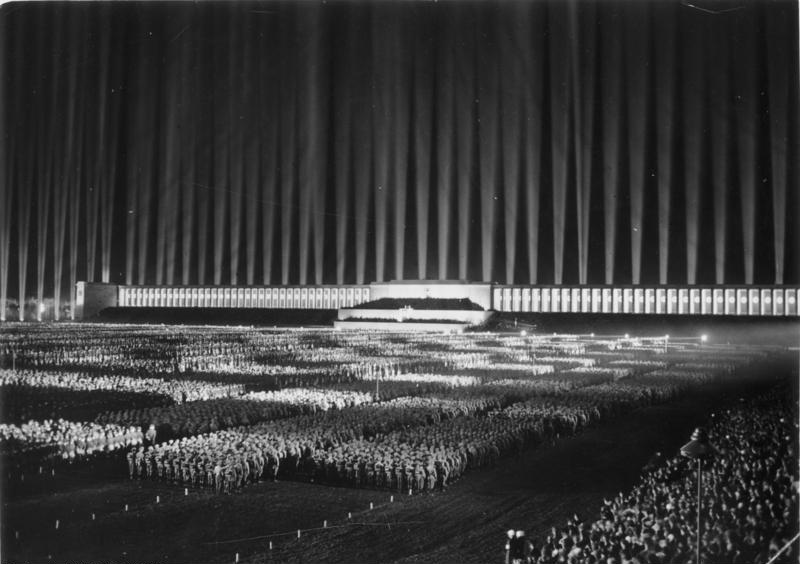
Reichsparteitag 1936

Erste Ortsgruppen der NSDAP in Franken entstanden 1921 (etwa in Kitzingen, Scheinfeld und Markt Bibart). Der Gau Unterfranken wurde 1927 gegründet, 1928 folgten die Gaue Mittelfranken und Oberfranken. Zur Zeit des Nationalsozialismus spielte Nürnberg als ständiger Sitz der Reichsparteitage eine herausgehobene Rolle in der Selbstdarstellung der Nationalsozialisten. Als eine der ersten Städte im Reichsgebiet tat sich Gunzenhausen mit der Diskriminierung der jüdischen Bevölkerung hervor. Im April 1933 wurde dort das erste Hitler-Denkmal im Deutschen Reich errichtet. Das Gesetz über den Neuaufbau des Reichs vom 30. Januar 1934 annullierte entscheidende Grundsätze der am 14. August 1919 verabschiedeten Bamberger Verfassung und förderte die nationalsozialistische Gleichschaltung. Mit Eintreten der Gleichschaltungsgesetze gingen die Hoheitsrechte Bayerns an das Reich über, die demokratisch gewählte Landesregierung wurde der Reichsregierung unterstellt und das Parlament aufgehoben. Dem Ziel der Nationalsozialisten, alle Deutschen in einem großen Reich zu vereinen, stand die Existenz der einzelnen Länder mit eigener Verfassung entscheidend im Weg. Zwar behielt die Bamberger Verfassung nach wie vor ihre Gültigkeit, wurde durch die neuen Gesetze jedoch in entscheidenden Punkten beschnitten: Der ehemalige „Freistaat Bayern“ war nun das „Land Bayern“ geworden. De facto veränderte sich innerhalb Bayerns jedoch recht wenig. Das Land war zwar nun direkt dem Reich unterstellt, grundlegende Verwaltungsstrukturen wurden jedoch beibehalten.
Am 25. März 1934 kam es in Gunzenhausen zum ersten Juden-Pogrom in Bayern. Der Übergriff brachte der Stadt weltweit ein negatives Presseecho. Am 15. September 1935 verabschiedete der Reichsparteitag in Nürnberg die Rassengesetze, womit die antisemitische Ideologie der Nationalsozialisten zur juristischen Grundlage wurde.

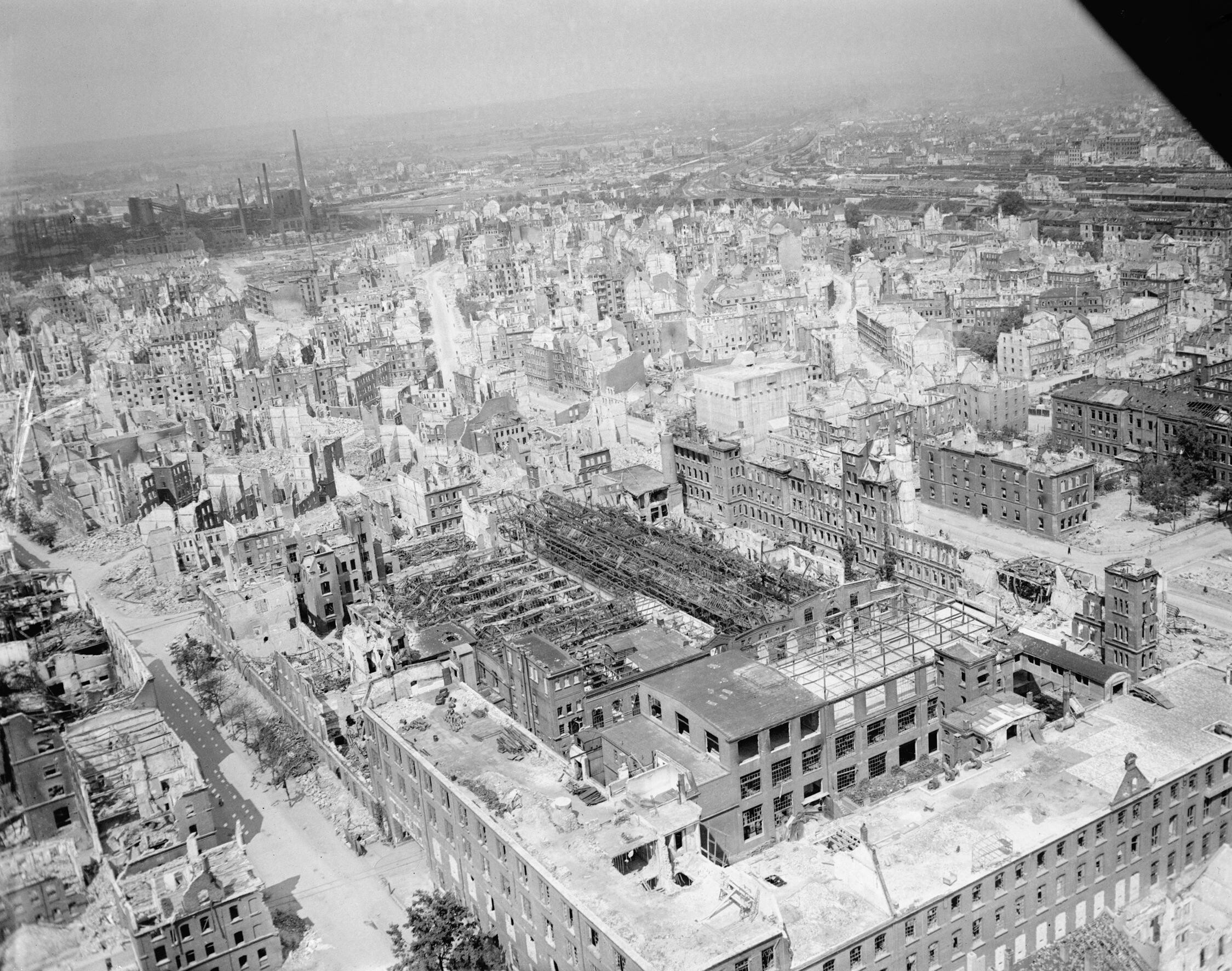
Zerstörungen in der Nürnberger Südstadt 1945

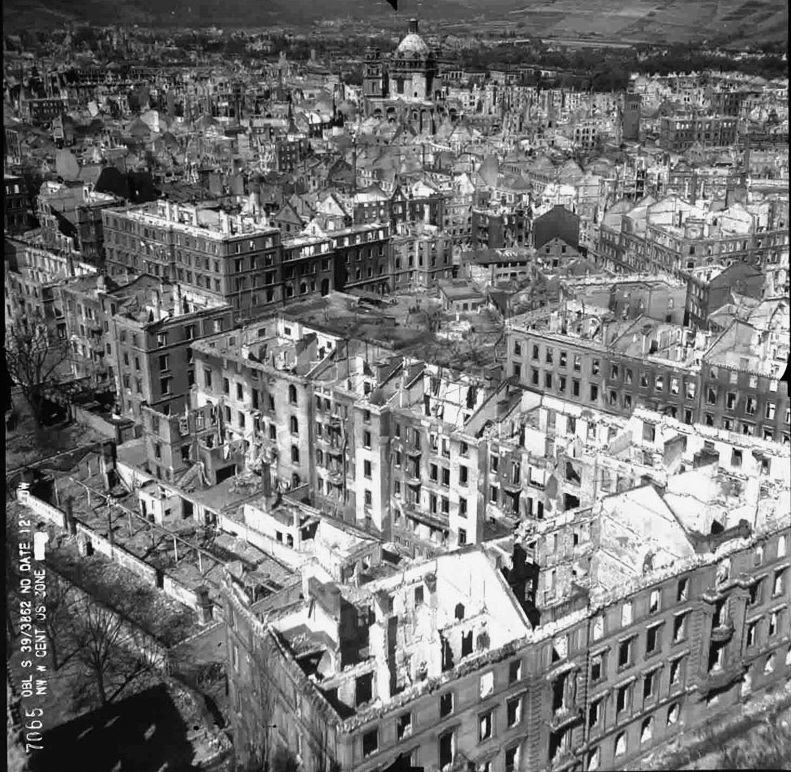
Das zerstörte Würzburg 1945

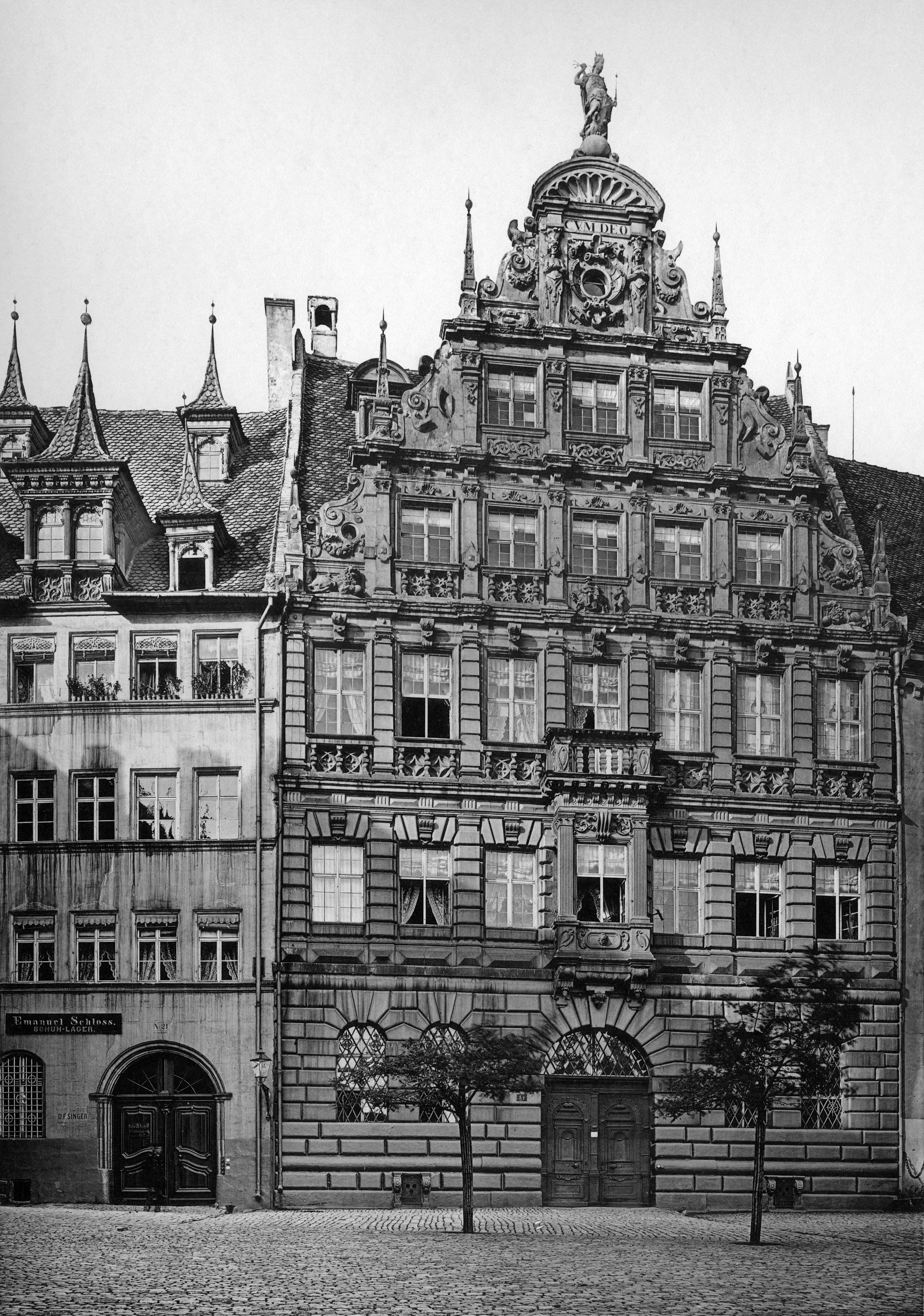
Das Nürnberger Pellerhaus von 1605 galt bis zur Zerstörung seiner Fassade 1945 als eines der bedeutendsten Bauwerke der Renaissance.

Wie alle Teile des Deutschen Reichs war auch Franken stark von alliierten Luftangriffen betroffen. Nürnberg als wichtiger Industriestandort und Verkehrsknotenpunkt wurde besonders hart getroffen. Zwischen 1940 und 1945 war die Stadt das Ziel dutzender Luftangriffe. Auch viele andere Orte waren von Luftangriffen betroffen. So wurde zum Beispiel für Heilbronn der Luftangriff am 4. Dezember 1944 zur Katastrophe, für Würzburg der Bombenangriff am 16. März 1945, bei denen beide Altstädte fast vollständig zerstört wurden. Fast vollständig verschont blieb jedoch die Altstadt Bambergs. Zur Sicherung von Kulturgut wurde unterhalb der Nürnberger Burg der Historische Kunstbunker angelegt. In der Schlussphase des Zweiten Weltkrieges wurden Ende März sowie April 1945 die fränkischen Städte von Verbänden der US Army eingenommen, die nach dem Scheitern der Ardennenoffensive und des Unternehmens Nordwind von Westen her vordrangen. Die Schlacht um Nürnberg dauerte fünf Tage; sie forderte mindestens 901 Tote. Die Schlacht um Crailsheim dauerte 16 Tage, die Schlacht um Würzburg sieben und der Kampf um Merkendorf drei Tage.
Nach der bedingungslosen Kapitulation am 8. Mai 1945 kam der bayerische Teil Frankens zur amerikanischen Besatzungszone, Südthüringen mit Ausnahme kleinerer Exklaven wie Ostheim vor der Rhön zur Sowjetischen Besatzungszone und die fränkischen Teile des heutigen Baden-Württemberg zur Amerikanischen Zone. Der wichtigste Bestandteil des alliierten Anklageprogramms gegen führende Vertreter des NS-Regimes waren die vom 20. November 1945 bis zum 14. April 1949 stattfindenden Nürnberger Prozesse gegen Verantwortliche des Deutschen Reichs zur Zeit des Nationalsozialismus. Die Nürnberger Prozesse gelten als Durchbruch des Prinzips, dass es für einen Kernbestand von Verbrechen keine Immunität geben darf. Erstmals wurden die Vertreter eines zum Zeitpunkt ihrer Taten souveränen Staates für ihr Handeln zur Rechenschaft gezogen. Im Herbst 1946 gründete sich mit Inkrafttreten der Bayerischen Verfassung der Freistaat Bayern. Das Land Württemberg-Baden gründete sich am 19. September 1945. Am 25. April 1952 fusionierte dieses Land anschließend mit Baden und Württemberg-Hohenzollern (beide aus der früheren Französischen Besatzungszone) zum heutigen Bundesland Baden-Württemberg. Am 1. Dezember 1945 gründete sich das Land Hessen. Ab 1945 wurden Flüchtlinge und Vertriebene aus den osteuropäischen Ländern besonders in ländlichen Gebieten angesiedelt. Wirtschaftlich bewältigten Bayern und Baden-Württemberg nach 1945 mit dem einsetzenden „Wirtschaftswunder“ den Strukturwandel von überwiegend landwirtschaftlich geprägten zu führenden Industrieländern. Problematisch war jedoch die periphere Lage Unter- und Oberfrankens im Zonenrandgebiet, geprägt von wirtschaftlicher Marktferne, Abwanderung und relativ hoher Arbeitslosigkeit, weswegen die Gebiete von Bund und Ländern speziell gefördert wurden.

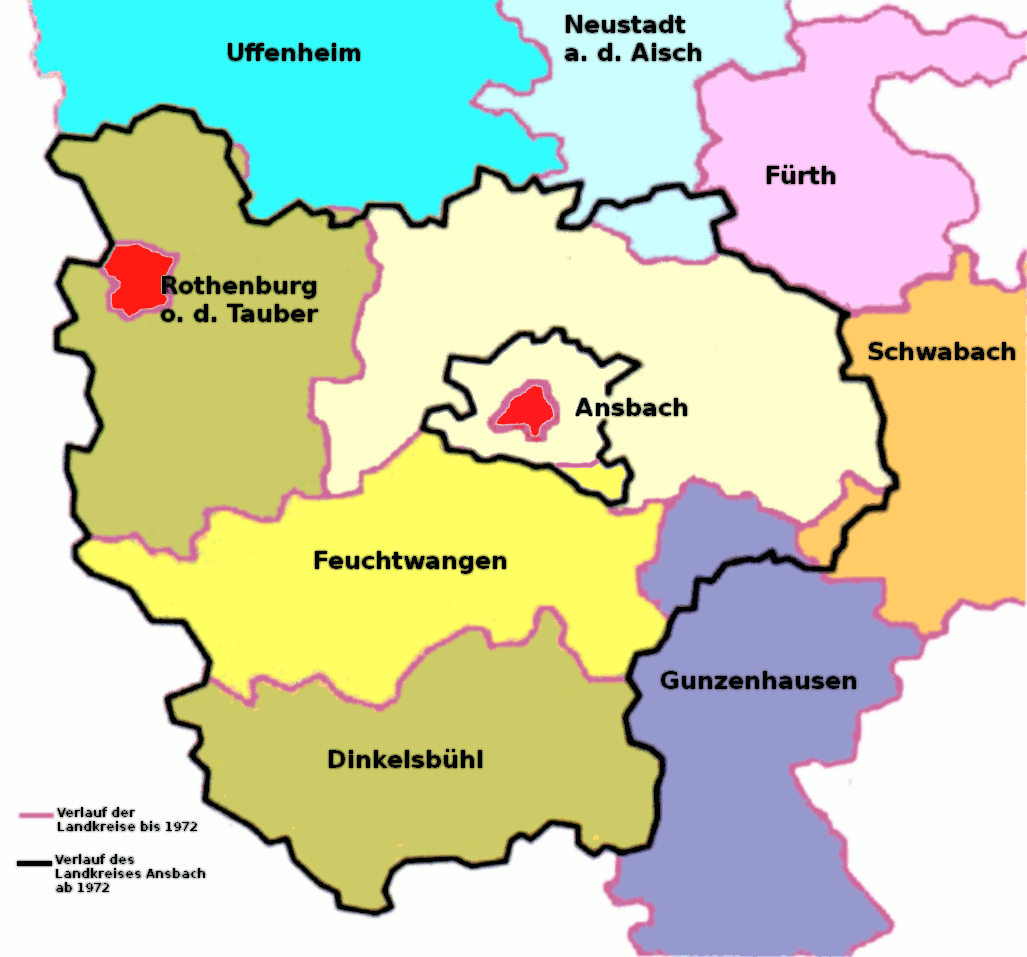
Die Gebietsreform in Bayern am Beispiel des fränkischen Landkreises Ansbach

Das Land Thüringen hingegen wurde 1945 von der Sowjetischen Militäradministration wiederhergestellt, wobei größere preußische und hessische Enklaven darin aufgingen. Am 7. Oktober 1949 gründete sich die Deutsche Demokratische Republik. 1952 wurde im Zuge einer Verwaltungsreform in der DDR das Land Thüringen seiner Funktion enthoben. Der in Südthüringen gebildete Bezirk Suhl verfügte mit den Kreisen Sonneberg, Hildburghausen und Meiningen über fränkische Gebiete. Die sowjetische Besatzungsmacht sorgte mit hohen Reparationsforderungen (vor allem Demontagen) für schwierige Startbedingungen auf dem Gebiet der DDR. Zusammen mit der misslungenen Wirtschaftspolitik der DDR führte dies zu einer allgemeinen Frustration, die in den Aufstand vom 17. Juni 1953 mündete. Auch in den fränkischen Gebieten kam es dabei zu Protesten. Bekanntheit erlangte das Dorf Mödlareuth, das 41 Jahre lang durch die innerdeutsche Grenze geteilt war und den Spitznamen Klein-Berlin bekam. Nach der politischen Wende in der DDR, dem Fall der Mauer am 9. November 1989 und der deutschen Wiedervereinigung am 3. Oktober 1990, maßgeblich von den Massendemonstrationen in der DDR sowie der dortigen Ausreisebewegung ermöglicht, wurde das Land Thüringen mit Wirkung zum 14. Oktober 1990 wieder gebildet.
In den Jahren 1971 bis 1980 wurde die Gebietsreform in Bayern durchgeführt und hatte das Ziel, leistungsfähigere Gemeinden und Landkreise zu schaffen. Unter teilweise großem Protest der Bevölkerung wurde die Anzahl der Gemeinden um zwei Drittel, die Zahl der Landkreise um etwa die Hälfte vermindert. Unter anderem kam der bis dahin mittelfränkische Landkreis Eichstätt zu Oberbayern. Der Bayerische Landtag hat am 18. Mai 2006 die Einführung des Tags der Franken in den fränkischen Gebieten des Freistaates beschlossen.
Seit der Wende entstanden für die fränkischen Regionen Bayerns in den neuen Bundesländern und Tschechien neue Absatzgebiete, wodurch sich die Wirtschaft erholte. Seit dem EU-Austritt des Vereinigten Königreichs befindet sich der Mittelpunkt der EU im Landkreis Würzburg, im Ortsteil Gadheim der Gemeinde Veitshöchheim.

## Bevölkerung

### Franken als Volksgruppe

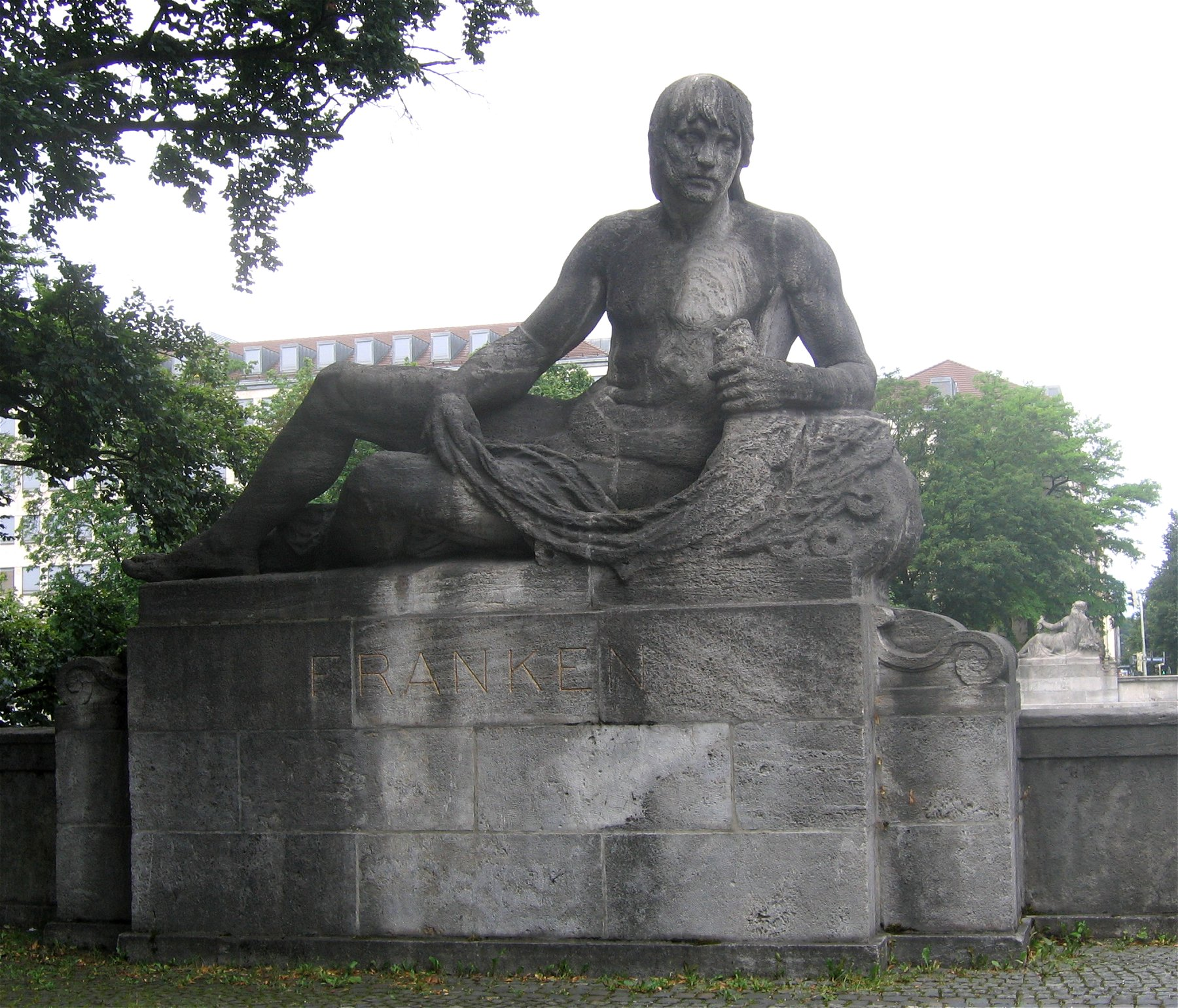
Allegorie Frankens – Skulptur von Balthasar Schmitt an der Luitpoldbrücke in München

Ein großer Teil der Bewohner der Region Franken versteht sich selbst als Franken. Die Region wird von etwa 5 Millionen Menschen bewohnt. Die Bewohner der meisten anderen Teile des fränkischen Sprachraums bezeichnen sich selbst nicht als Franken. In Anlehnung an den soziologischen Begriff der Deutschen Stämme zählt der Freistaat Bayern die Franken zusammen mit den Baiern, Schwaben und Sudetendeutschen zu den „vier Stämmen Bayerns“. Laut Landesportal der Bayerischen Staatsregierung zeichnen den Stamm der Franken „ausgeprägter Gemeinschaftssinn, Organisationstalent, Heiterkeit und ein schnelles Auffassungsvermögen“ aus. Als Volksstamm existieren die Franken etwa seit Mitte des 10. Jahrhunderts, als sich auch ein nachweisbares Eigenbewusstsein herausgebildet hatte.

### Städte
| Rang (2024) | Stadt               | Land | Einwohner am 31. Dez. 2000 | Einwohner am 31. Dez. 2020 | Einwohner am 31. Dezember 2024 | Veränderung 2000–2020 in Prozent | Bild |
| ----------- | ------------------- | ---- | -------------------------- | -------------------------- | ------------------------------ | -------------------------------- | ---- |
| 01.         | Nürnberg            | BY   | 0.488.400                  | 0.515.543                  | 529.508                        | +5.6                             |      |
| 02.         | Würzburg            | BY   | 0.127.966                  | 0.126.954                  | 133.258                        | -0.8                             |      |
| 03.         | Fürth               | BY   | 0.110.477                  | 0.128.223                  | 132.036                        | +16.1                            |      |
| 04.         | Erlangen            | BY   | 0.100.778                  | 0.112.385                  | 115.928                        | +11.5                            |      |
| 05.         | Bamberg             | BY   | 0.069.036                  | 0.076.674                  | 77.150                         | +11.1                            |      |
| 06.         | Aschaffenburg       | BY   | 0.067.592                  | 0.070.858                  | 73.091                         | +4.8                             |      |
| 07.         | Bayreuth            | BY   | 0.074.153                  | 0.074.048                  | 72.940                         | -0.1                             |      |
| 08.         | Schweinfurt         | BY   | 0.054.325                  | 0.053.319                  | 54.481                         | -1.9                             |      |
| 09.         | Hof (Saale)         | BY   | 0.050.741                  | 0.045.173                  | 46.778                         | -12.3                            |      |
| 10.         | Schwäbisch Hall     | BW   | 0.035.192                  | 0.040.679                  | 42.598                         | +15.6                            |      |
| 11.         | Coburg              | BY   | 0.043.277                  | 0.040.842                  | 41.064                         | -6.2                             |      |
| 12.         | Schwabach           | BY   | 0.037.947                  | 0.041.056                  | 40.835                         | +7.6                             |      |
| 13.         | Ansbach             | BY   | 0.040.163                  | 0.041.681                  | 40.742                         | +3.6                             |      |
| 14.         | Crailsheim          | BW   | 0.032.063                  | 0.034.661                  | 35.755                         | +8.1                             |      |
| 15.         | Suhl                | TH   | 0.048.025                  | 0.036.395                  | 34.685                         | -24.2                            |      |
| 16.         | Forchheim           | BY   | 0.030.665                  | 0.032.374                  | 33.017                         | +5.5                             |      |
| 17.         | Kulmbach            | BY   | 0.028.258                  | 0.025.781                  | 26.625                         | -8.8                             |      |
| 18.         | Zirndorf            | BY   | 0.024.950                  | 0.025.748                  | 26.243                         | +3.2                             |      |
| 19.         | Lauf an der Pegnitz | BY   | 0.025.770                  | 0.026.434                  | 26.106                         | +2.6                             |      |
| 20.         | Öhringen            | BW   | 0.022.208                  | 0.024.925                  | 25.673                         | +12.2                            |      |
| 21.         | Roth                | BY   | 0.024.858                  | 0.025.323                  | 25.458                         | +1.9                             |      |
| 22.         | Meiningen           | TH   | 0.022.240                  | 0.025.097                  | 25.002                         | +12.8                            |      |
| 23.         | Herzogenaurach      | BY   | 0.023.108                  | 0.023.616                  | 24.237                         | +2.2                             |      |
| 24.         | Bad Mergentheim     | BW   | 0.022.172                  | 0.024.034                  | 24.023                         | +8.4                             |      |
| 25.         | Sonneberg           | TH   | 0.024.837                  | 0.023.229                  | 22.843                         | –6,5                             |      |

Mit Ausnahme Schwäbisch Halls befinden sich alle Städte Frankens mit mehr als 40.000 Einwohnern im Freistaat Bayern. Die mit Abstand größte Stadt Frankens ist Nürnberg mit über 500.000 Einwohnern. Die anderen drei Großstädte sind Würzburg, Fürth und Erlangen. Nürnberg bildet zusammen mit seinen Nachbarstädten Fürth, Erlangen und Schwabach ein dichtbevölkertes Städteband, den 1,4 Millionen Einwohner fassenden Großraum Nürnberg. Nürnberg befindet sich an dreizehnter Stelle der deutschen Städte nach Einwohnerzahl und an zweiter Stelle in Bayern.
Die größten Städte des baden-württembergischen Frankenlandes sind Schwäbisch Hall (42.598 Einwohner), Crailsheim (35.755 Einwohner), Öhringen (25.673 Einwohner) und Bad Mergentheim (24.023 Einwohner). Die größten Orte im thüringischen Teil sind Suhl (34.685 Einwohner), Meiningen (25.002 Einwohner) und Sonneberg (22.843 Einwohner). Der größte Ort im hessischen Teil Frankens ist Gersfeld mit 5352 Einwohnern. Die größten Städte des bayerischen Teils sind Nürnberg (529.508 Einwohner), Fürth (132.036 Einwohner), Würzburg (133.258 Einwohner) und Erlangen (115.928 Einwohner).
Im Mittelalter grenzte sich Franken mit seinen zahlreichen Städten von anderen Regionen wie etwa dem Herzogtum Bayern ab. Im Spätmittelalter dominierten meist kleinere Städte mit wenigen hundert bis tausend Einwohnern, deren Größe sich kaum von Dörfern unterschied. Viele Städte entstanden entlang großer Flüsse oder wurden von den Fürstbischöfen und Adelsgeschlechtern gegründet. Auch die Staufer wirkten in vielen Städten, die sich später meist zu Reichsstädten mit starker Orientierung an Nürnberg entwickelten. Kleinste Stadt Frankens ist das thüringische Ummerstadt mit 455 Einwohnern.

### Religion und Weltanschauung

#### Christentum
Der Anteil an Katholiken und Protestanten an der Bevölkerung Frankens ist etwa gleich groß, jedoch ist die Verteilung von Region zu Region unterschiedlich. Vor allem weite Teile Mittel- und Oberfrankens sind evangelisch geprägt. Die konfessionelle Ausrichtung spiegelt noch heute die territoriale Struktur Frankens zur Zeit des Fränkischen Reichskreises wider. So sind Regionen, die im ehemaligen Einflussgebiet der Hochstifte Bamberg, Würzburg und Eichstätt lagen, bis heute katholisch geprägt. Andererseits sind alle ehemaligen Territorien der Reichsstädte und der Markgrafentümer Ansbach und Bayreuth bis heute lutherisch geprägt. Das zum Bayreuther Markgrafentum gehörende Gebiet um die Stadt Erlangen war ein Rückzugsgebiet der nach der Bartholomäusnacht geflohenen Hugenotten. Nürnberg war seit der Durchsetzung der Reformation durch Andreas Osiander eine ausschließlich evangelische Reichsstadt und gehörte dem Corpus Evangelicorum des Reichstags an. Spätere geschichtliche Ereignisse wie die Flüchtlingsströme nach dem Zweiten Weltkrieg und auch die zunehmende Mobilität verwischen jedoch die Grenzen der Konfessionen.
Durch den Zuzug von Einwanderern aus Osteuropa entstanden auch etliche orthodoxe Gemeinden in Franken. Die Rumänische Orthodoxe Metropolie für Deutschland, Zentral- und Nordeuropa hat ihren Sitz in Nürnberg.

#### Judentum
Vor der Zeit des Nationalsozialismus galt Franken als eine Region mit bedeutenden jüdischen Gemeinden, die meist den Aschkenasim angehörten. Im 12. und 13. Jahrhundert und damit später als beispielsweise in Regensburg gründeten sich erste jüdische Gemeinden in Franken. Franken galt im Mittelalter als eine Hochburg des Torastudiums. Allerdings tat sich Franken auch besonders früh bei der Ausgrenzung der jüdischen Bevölkerung hervor. So gab es beispielsweise mit dem Rintfleisch-Pogrom 1298 und der Armledererhebung 1336–1338 zwei Judenmassaker und im 15. und 16. Jahrhundert verbannten viele Städte ihre jüdische Bevölkerung, weswegen sich viele Juden besonders in ländlichen Gemeinden niederließen. Auch zur Zeit des Nationalsozialismus trat Franken besonders früh bei der Diskriminierung der Juden hervor. Zu den ersten Todesopfern der organisierten nationalsozialistischen Judenverfolgung kam es am 21. März in Künzelsau und am 25./26. März 1933 in Creglingen, wo Polizei und SA unter Führung des Standartenführers Fritz Klein sogenannte „Waffensuchaktionen“ durchführten. Das nationalsozialistische Hetzblatt Der Stürmer wurde von Julius Streicher, Gauleiter des Gaus Franken, herausgegeben.
Während 1818 etwa 65 Prozent aller bayerischen Juden im bayerischen Teil Frankens lebten, existieren heute jüdische Gemeinden nur noch in Bamberg, Bayreuth, Erlangen, Fürth, Hof, Nürnberg und Würzburg sowie im baden-württembergischen Heilbronn.

#### Islam
Von wachsender Bedeutung ist durch den Zuzug von Gastarbeitern und anderen Einwanderern aus muslimischen Ländern insbesondere in Großstädten der Islam. So gibt es einige schiitische, sunnitische und alevitische Moscheen und Kulturvereine. Viele Moscheegemeinden versuchen, ihre bisherigen Hinterhofmoscheen durch repräsentative Neubauten zu ersetzen.

#### Weitere Religionen und Konfessionslose
Es gibt kleinere buddhistische, alevitische und hinduistische Gemeinden. Die Bahai-Religion ist in Nürnberg mit einer Gemeinde vertreten. Zuflucht gefunden hat in Nürnberg die fast ausgestorbene Religionsgemeinschaft der mandäischen Gemeinde.
In Nürnberg gibt es den Landesverband Bayern des Humanistischen Verbandes Deutschland, der den Turm der Sinne in Nürnberg, 19 Kindertagesstätten, die Humanistische Grundschule Fürth und ein Wohnprojekt für Studierende betreibt.

### Sprache

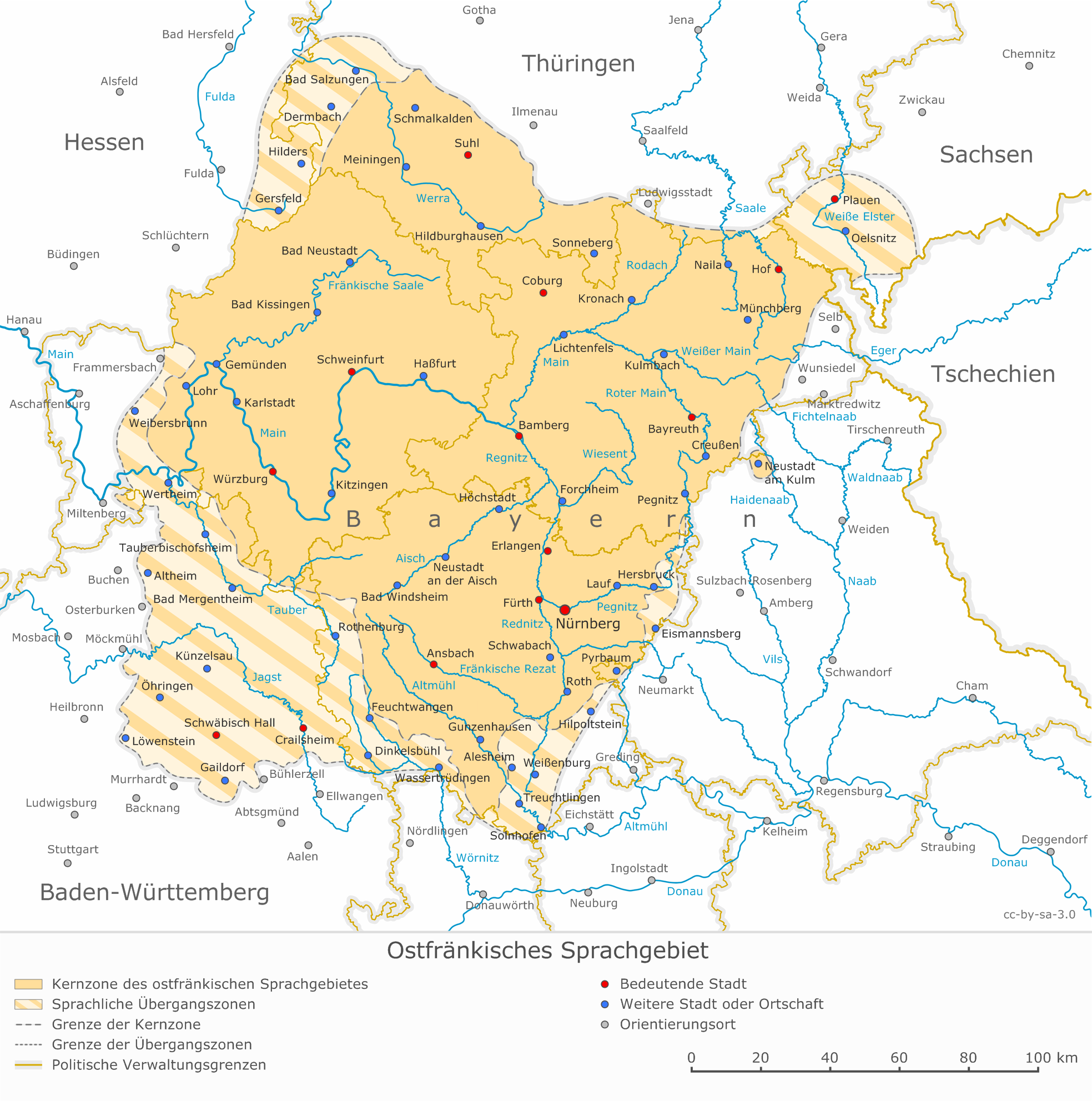
Verbreitung der Ostfränkischen Dialekte mit Übergangszonen

Amts- und Verkehrssprache ist Deutsch. Zahlreiche weitere Sprachen werden von jenen gesprochen, die aus anderen Sprachregionen kommen oder den entsprechenden Migrationshintergrund haben.
Der in Franken gesprochene Dialekt wird im Allgemeinen als fränkisch bezeichnet, tatsächlich handelt es sich jedoch nur um eine Untergruppe der fränkischen Sprachen. In der Sprachwissenschaft wird er als Ostfränkisch deklariert, bildet die südöstlichste Dialektgruppe der fränkischen Sprachen und wird im Rahmen des Vorhabens Fränkisches Wörterbuch der Bayerischen Akademie der Wissenschaften erfasst. Diese Dialektgruppe erstreckt sich über ein Gebiet, das zum Übergangsbereich des mitteldeutschen und oberdeutschen Sprachraums gehört und sich über nordöstliche Teile Baden-Württembergs, den Nordwesten Bayerns, den Südwesten Thüringens, einige südöstliche Randgebiete Hessens und den äußersten Südwesten Sachsens erstreckt. Die Grenzen zu den benachbarten Mundartgebieten des deutschen Sprachraums verlaufen dabei in der Regel nicht scharfkantig, sondern werden von mehr oder weniger breiten Übergangszonen gebildet. Lediglich im Norden existiert mit der Kammlinie des Rennsteigs eine klare Abgrenzung, die das Fränkische vom Thüringischen trennt. Das Ostfränkische weist Merkmale auf, die aus anderen Dialekten stammen, weswegen eine Abgrenzung zu anderen Dialekten schwierig ist.
Im Westen des Regierungsbezirks Unterfranken wird das Rheinfränkische gesprochen, welches nicht zum Ostfränkischen gehört, vor allem im ehemals kurmainzischen Gebiet westlich des Spessarts mit Aschaffenburg als Hauptort. Das hier gesprochene Untermainländisch gehört zu den südhessischen Mundarten.
Die Dialekte der fränkischen Teile Baden-Württembergs (etwa die westlichen Teile der Region Heilbronn-Franken) werden zum Teil der südfränkischen Dialektgruppe zugerechnet.
In einigen Randgebieten der heute als Franken bezeichneten Regionen werden jedoch auch nichtfränkische Dialekte gesprochen. Jeweils im Südosten der beiden Regierungsbezirke Ober- und Mittelfranken ist es das Nordbairische, das dort, südöstlich der Städte Wunsiedel und Hilpoltstein, hauptsächlich gesprochen wird.
Der einen Übergang zwischen Hochsprache und Mundart darstellende fränkische Regiolekt ist verbreitet.
Die ostfränkischen Dialekte führten zur Ausprägung einer fränkischen Dialektliteratur, die ihre Schwerpunkte heute in den Gebieten um Würzburg und Nürnberg besitzt.

## Kultur und Bildung

### Kulturlandschaften, Tradition und Feste

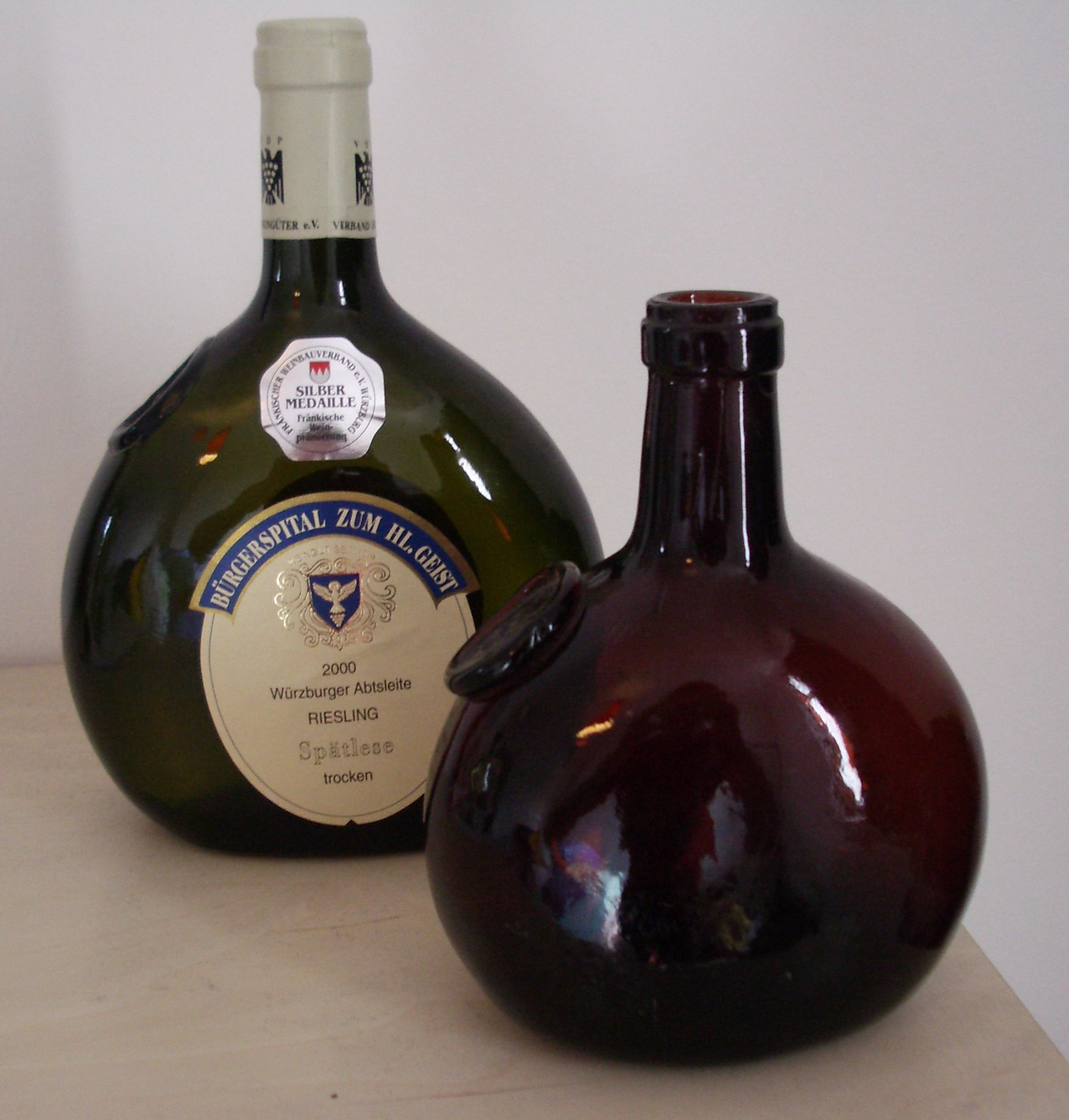
Frankenwein wird traditionell in Bocksbeuteln abgefüllt

#### Weinfranken
Im Fränkischen Weinland in Unterfranken sowie Teilen Mittel- und Oberfrankens wird seit etwa 1.200 Jahren Wein angebaut. Ein möglicher römischer Einfluss auf den Weinbau ist nicht nachweisbar. Der Sage nach beginnt der fränkische Weinbau mit der Gründung der Klöster in Kleinochsenfurt und Kitzingen im 8. Jahrhundert. Im Mittelalter war Franken mit einer Anbaufläche von rund 40.000 Hektar das größte zusammenhängende Anbaugebiet Europas. Die älteste noch angebaute Rebsorte in Franken ist der Silvaner, der 1659 eingeführt worden ist. Weitere bekannte Rebsorten sind Müller-Thurgau, Bacchus, Riesling, Spätburgunder und Domina. Eine typische Eigenart ist die Abfüllung des Frankenweins in Bocksbeuteln (→ siehe auch: Geschichte des Weinbaus in Franken).
Die Anbaugebiete in Hohenlohe und Tauberfranken gehören zu den Weinbaugebieten Württemberg beziehungsweise Baden.

#### Bierfranken
Franken ist für sein Bier bekannt. Oberfranken besaß bis in die 1960er Jahre die höchste Brauereidichte der Welt. In Franken befinden sich daher die meisten Brauereien Bayerns, die meisten Brauereien sind jedoch klein. Mönche führten die Braukunst in Franken ein. Eines der größten Hopfenanbaugebiete Deutschlands ist das Spalter Hopfenland. Traditionell wird in Franken das Bier direkt am Felsenkeller getrunken. In Abgrenzung zu anderen bayerischen Gebieten werden Steinkrüge von einem halben Liter Volumen, genannt Seidla, bevorzugt. Die beiden ältesten, noch aktiven Brauereien Frankens sind die Klosterbrauerei Weißenohe und die Brauerei Wurm, beide aus dem 12. Jahrhundert.

#### Fränkische Küche
Es existiert eine traditionelle fränkische Küche, die auf regionalen Besonderheiten beruht. Beim Essen basieren viele traditionelle Gerichte auf regional typischen Wurstsorten (zum Beispiel blaue Zipfel, fränkische Bratwürste), Karpfen und Schweinefleisch (zum Beispiel das Schäufele oder Schlachtplatten). Auch bekannt sind Nürnberger Lebkuchen, deren Rezeptur seit dem Ende des 15. Jahrhunderts bekannt ist. Die Schweinfurter Schlachtschüssel erfolgt gemäß überlieferten Ritualen. Im Hofer Land ist vor allem Schnitz beliebt. Es ist eine Suppe, vergleichbar mit einem Pichelsteiner.

#### Brauchtum
Franken verfügt über verschiedene kulturelle Eigenheiten. So übernimmt in den protestantischen Teilen der Region der Pelzmärtel die Rolle des Nikolauses. Eine fränkische Schreckgestalt ist der Nachtgiger.
Fränkische Trachten unterscheiden sich erheblich von denen in Altbayern, wobei bei Männern ein typischer Bestandteil der Dreispitz ist. Zentren fränkischer Tracht sind der Ochsenfurter Gau und das Schweinfurter Land, mit dem Plantanz. Kein traditionelles Volksbrauchtum, sondern eine Dichtung des 19. Jahrhunderts, ist das Frankenlied.
Ab etwa zwei Wochen vor Ostern sind in vielen Orten (vor allem in der Fränkischen Schweiz) die Osterbrunnen geschmückt. Vielerorts werden auch Maibäume aufgestellt. Der Brauch, mit dem der Beginn der vorösterlichen Fastenzeit gefeiert wird, wird in Franken als Fasenacht oder Fasnacht bezeichnet.

#### Feste

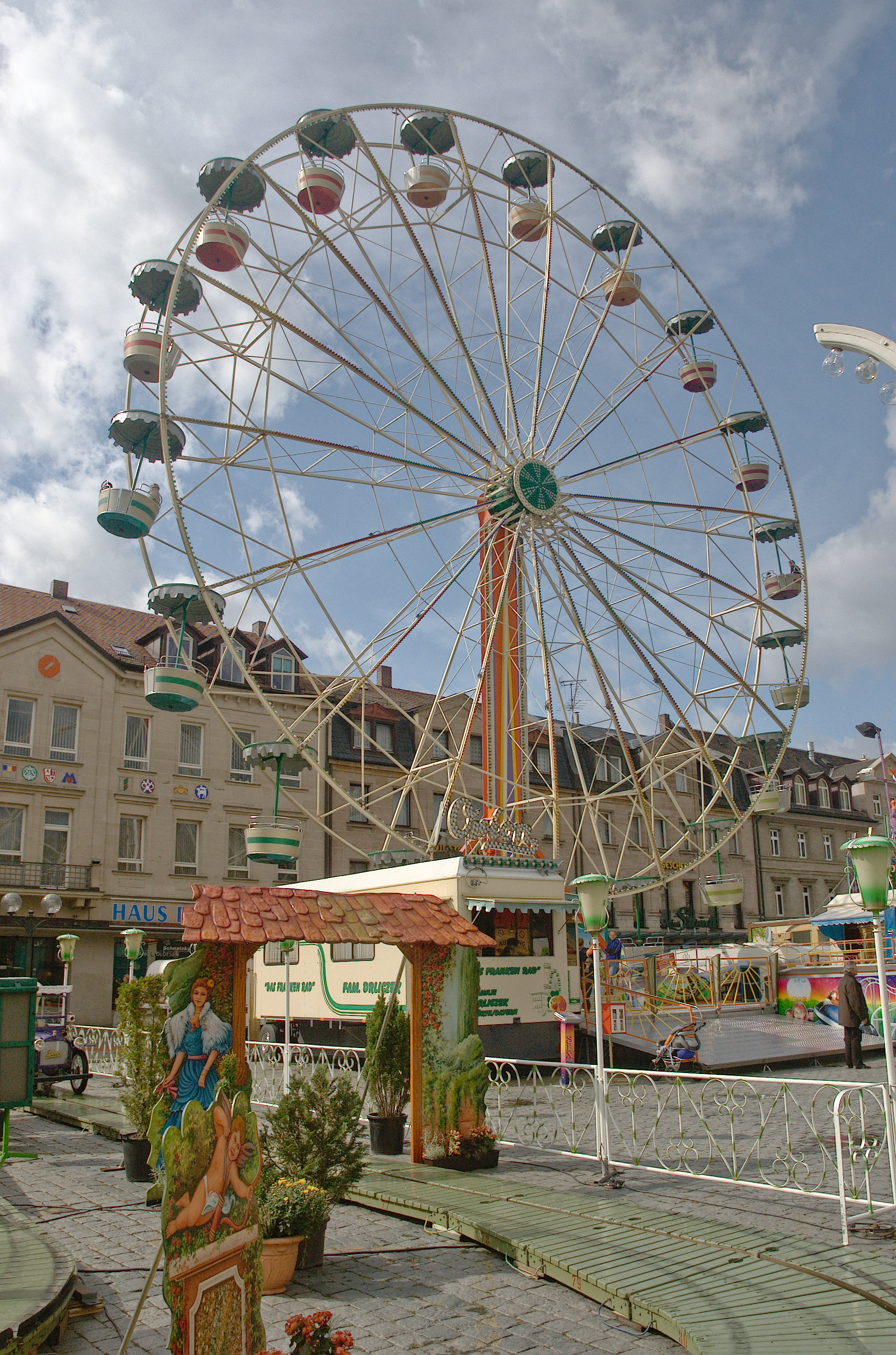
Riesenrad auf der Fürther Freiheit

Volksfeste und Kirchweihen, sogenannte Kärm (Unterfranken) oder Kärwas (Mittel- und Oberfranken), sind in Franken weit verbreitet. Anfänglich gedachte man damit der Kirchweihe. Vielerorts gibt es viele Kirchweih-Traditionen, wie etwa das Aufstellen eines Kirchweihbaumes. In größeren Städten wird anstatt oder zusätzlich zu den Kirchweihen (Schweinfurt) ein Volksfest begangen, darunter das seit 1826 stattfindende Nürnberger Volksfest, das zweimal jährlich im Herbst und im Frühling stattfindet. Mit 1,9 Millionen Besuchern ist das Nürnberger Frühlings-Volksfest das größte in Franken. Die seit 900 Jahren begangene Michaeliskirchweih in Fürth zählt zu den ältesten Frankens und ist mit über einer Million Besuchern die größte Straßenkirchweih Süddeutschlands. Die Bergkirchweih in Erlangen findet seit 1755 statt und ist mit etwa einer Million Besuchern das drittgrößte Volksfest Frankens. Schließlich folgt das Würzburger Kiliani-Volksfest mit etwa 800.000 Besuchern. Der Nürnberger Christkindlesmarkt ist ein Weihnachtsmarkt auf dem Hauptmarkt und gehört mit rund 2,4 Millionen Besuchern im Jahr 2013 zu den größten Weihnachtsmärkten Deutschlands und den bekanntesten weltweit.
Die Sennfelder und Gochsheimer Friedensfeste der beiden ehemals kaiserlich unmittelbaren und freien Reichsdörfer vor den Toren Schweinfurts und die Limmersdorfer Lindenkirchweih im oberfränkischen Thurnau, alle mit Plantanz, wurden als Jahrhunderte alte Feste 2016 in die Nationale Liste des Immateriellen Kulturerbes aufgenommen.
Relativ jung sind dagegen die Wein- und Winzerfeste, die heute die Weinorte insbesondere in Unterfranken prägen. Sie gehen nicht auf eine kirchliche Tradition zurück, sondern wurden zur Vermarktung des lokalen Weines ins Leben gerufen. Sie finden zumeist in den Sommermonaten statt. Besonders viele und große Weinfeste werden um die Volkacher Mainschleife veranstaltet, dort wird mit dem Fränkischen Weinfest in Volkach das größte Weinfest Frankens gefeiert.

### Schauspiel, Oper und Musik

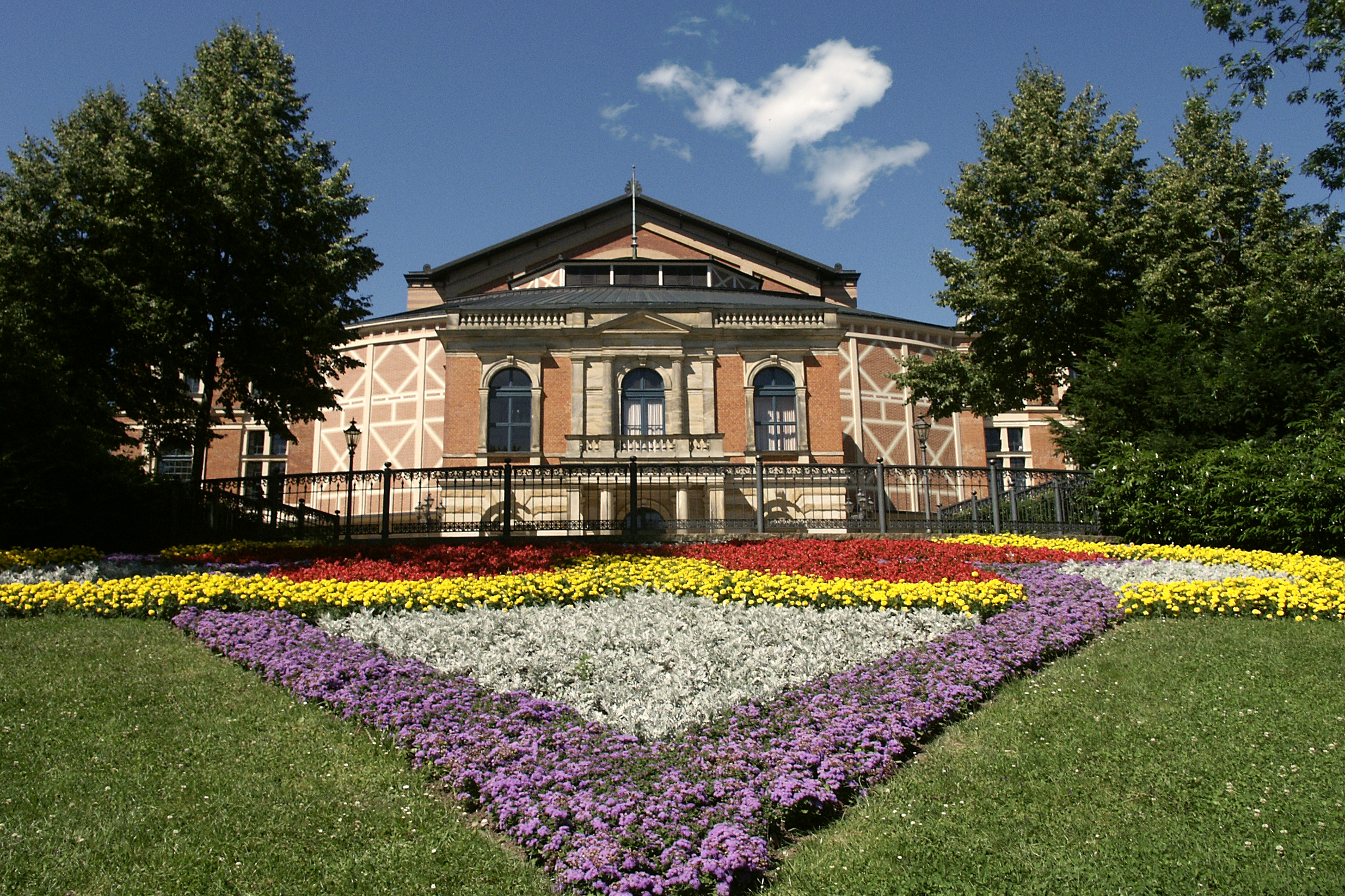
Das Bayreuther Festspielhaus auf dem Grünen Hügel

Von den vier Staatstheatern des Freistaats Bayern liegen das Staatstheater Nürnberg und das Landestheater Coburg als einzige in Franken. Ein weiteres Staatstheater befindet sich mit dem Staatstheater Meiningen in Südthüringen, zu dessen Einzugsbereich weite Teile von Unterfranken und Osthessen gehören. Weitere Theater mit einem Mehrspartentheater sind in Franken das Mainfranken Theater in Würzburg, das E.T.A.-Hoffmann-Theater in Bamberg, Das Theater Erlangen, das Stadttheater Fürth und das Theater Hof. Des Weiteren gibt es eine Vielzahl an freien und privaten Theatern sowie Volks- und Bauerntheatergruppen. Das international bekannteste Festival sind die von Richard Wagner gegründeten Bayreuther Festspiele, das den zehn letzten Opern Wagners gewidmet ist. Das Festival findet seit 1876 mit Unterbrechungen, seit 1951 alljährlich statt.

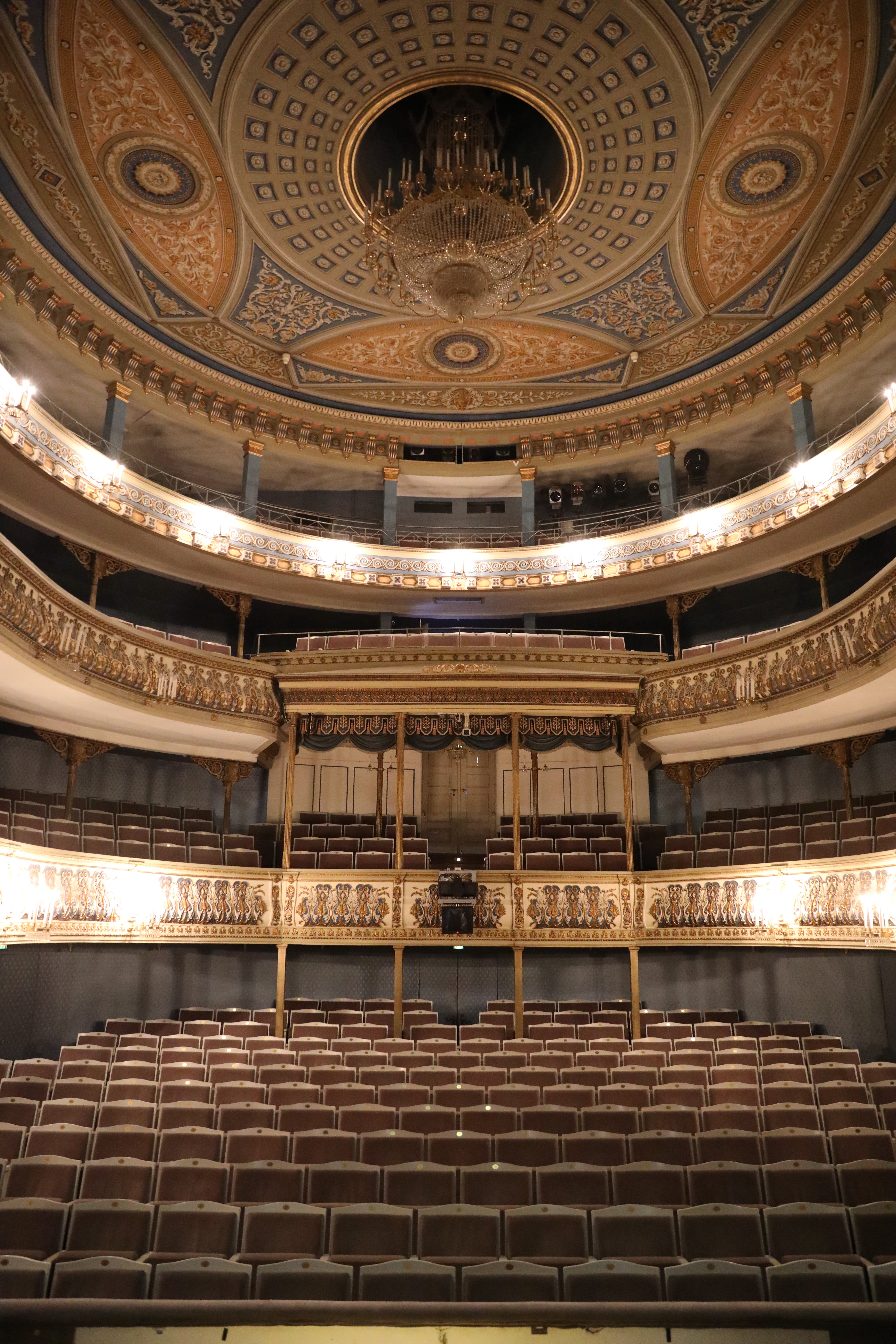
Zuschauerraum des Landestheater Coburg

Von den seit 1983 jährlich in wechselnden Städten stattfindenden Bayerischen Theatertagen fanden etliche bereits in Franken statt. Zu den bekanntesten Chören gehört der weltweit angesehene Windsbacher Knabenchor, zu den großen Konzertorchestern gehören die Bamberger Symphoniker und die Nürnberger Symphoniker.

### Kino und Film

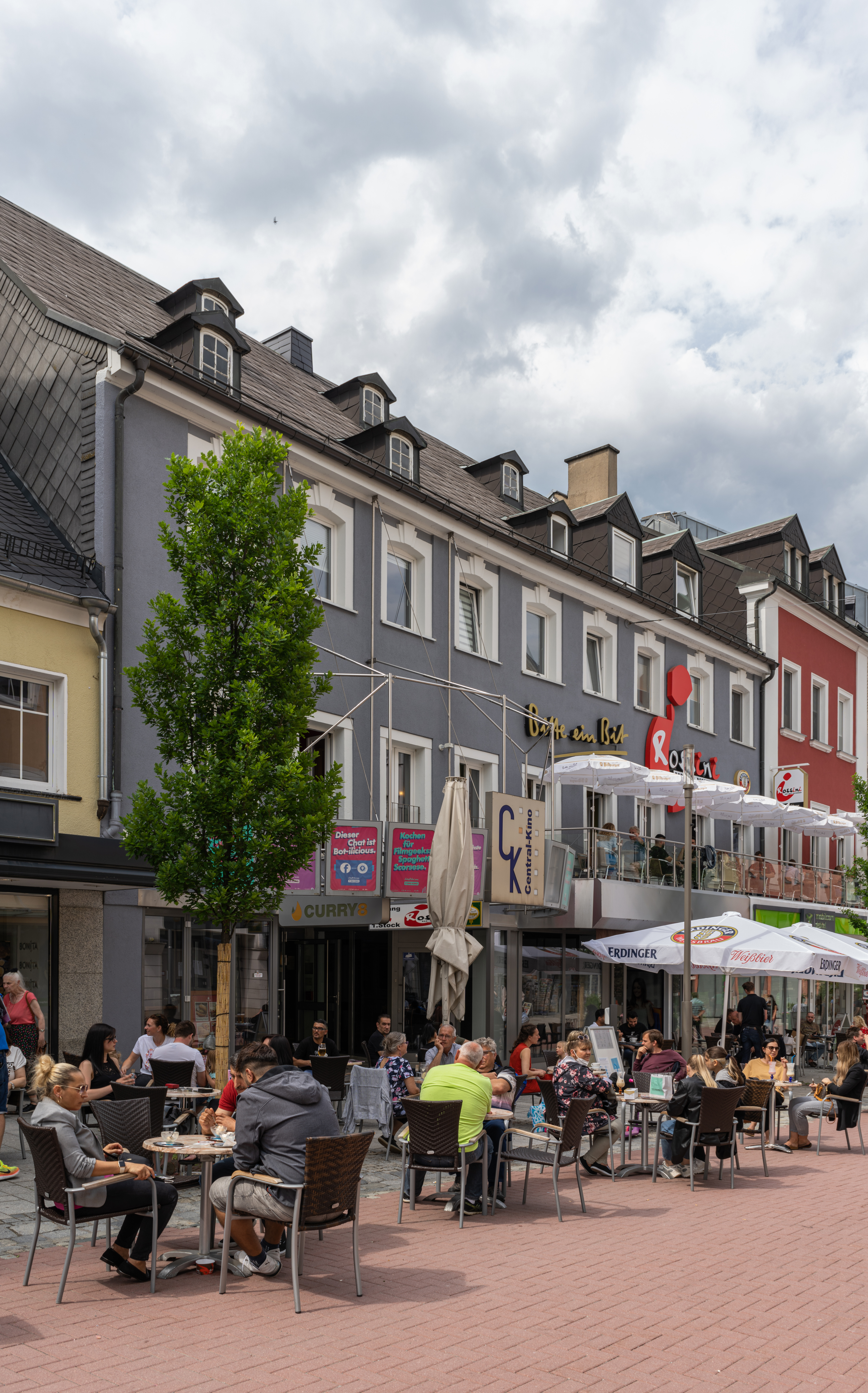
Central-Kino in Hof

Die Internationalen Hofer Filmtage sind das bekannteste Filmfestival in Franken. Sie finden alljährlich im Oktober in Hof (Saale) in Oberfranken statt. 130 ausländische, vor allem aber deutsche Produktionen werden dabei in zwei Kinos in 200 Vorstellungen gezeigt. Berühmte Gäste waren unter anderem Wim Wenders und Doris Dörrie. Es werden mehrere Preise für die besten Filme verliehen, zum Beispiel der Förderpreis Neues Deutsches Kino oder der Filmpreis der Stadt Hof. Das Festival wurde von Uwe Brandner und Heinz Badewitz gegründet. Badewitz verstarb im Jahr 2016. Ihm zu Ehren wurde der mit 5.000 Euro dotierte Heinz-Badewitz-Preis initiiert.

### Universitäten und Hochschulen

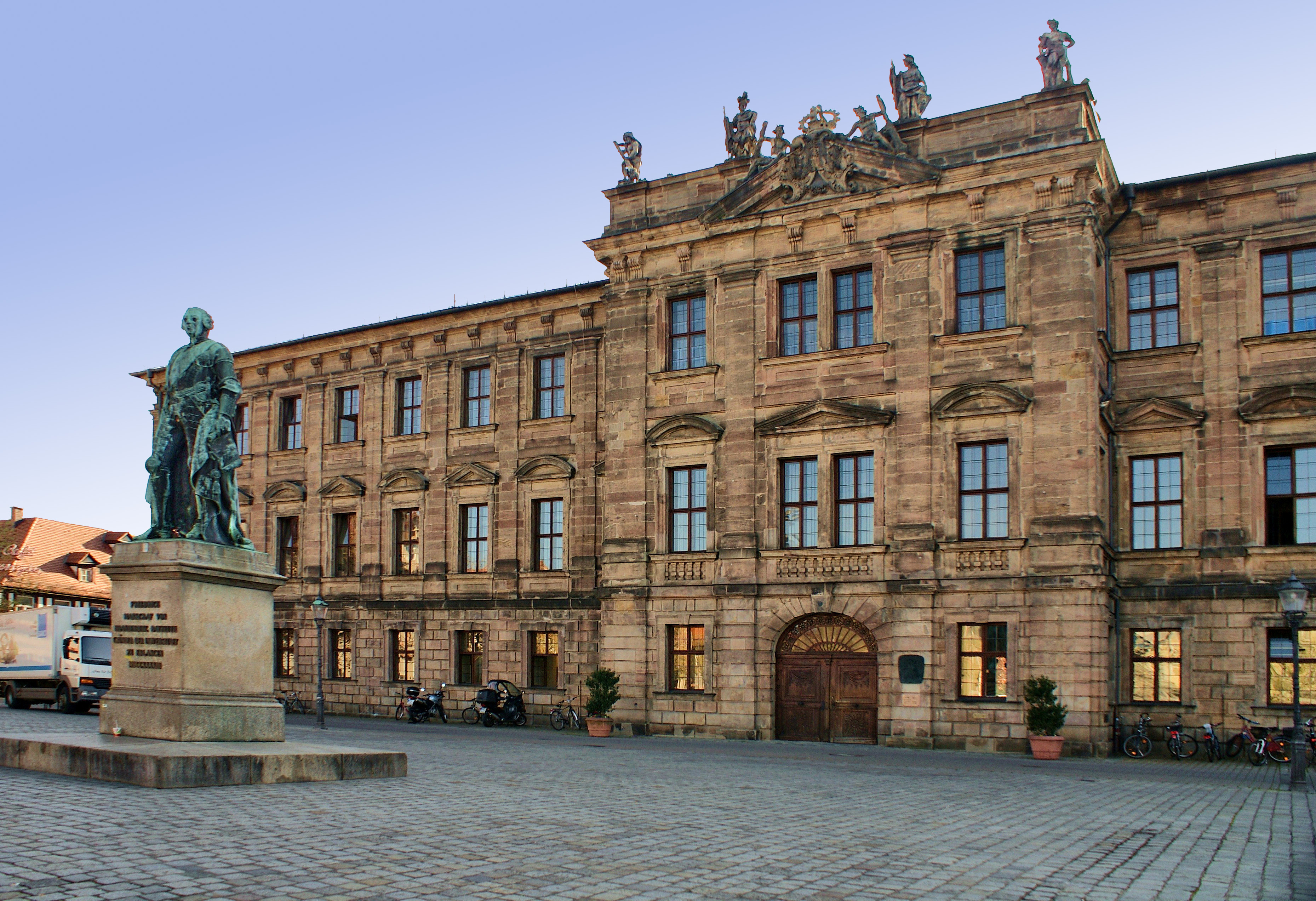
Erlanger Schloss: Sitz der Universitätsleitung der FAU

Zu den vier Universitäten Frankens gehört die Friedrich-Alexander-Universität Erlangen-Nürnberg (FAU). Sie ist mit etwa 39.000 Studenten die größte Universität Frankens und zählt zu den größten Deutschlands. Die Volluniversität wurde 1743 gegründet und ist nach dem fränkischen Markgrafen Friedrich von Brandenburg-Bayreuth, ihrem Gründer, sowie Karl Alexander von Brandenburg-Ansbach benannt. Mit einem Ausgabevolumen von über 800 Millionen Euro pro Jahr stellt die FAU einen Wirtschaftsfaktor in Franken dar.
Die Julius-Maximilians-Universität Würzburg wurde 1402 gegründet und 1582 auf Initiative des Fürstbischofs Julius Echter von Mespelbrunn neugegründet, womit sie zu den ältesten Universitäten im deutschsprachigen Raum gehört. Vierzehn Nobelpreisträger haben an der Volluniversität geforscht und gelehrt. Benannt ist die Universität nach ihrem Gründer Julius Echter von Mespelbrunn sowie nach dem bayerischen König Maximilian I. Joseph. Sie ist Mitglied der Coimbra-Gruppe.
Die Otto-Friedrich-Universität Bamberg gehört zu den führenden Universitäten für Psychologie, Wirtschafts- und Sozialwissenschaften. Benannt wurde die Universität nach Melchior Otto Voit von Salzburg, der sie 1647 gründete, sowie nach Adam Friedrich von Seinsheim.
Die erste Universität in Bayreuth wurde 1742 von Markgraf Friedrich von Brandenburg-Bayreuth gegründet, aber bereits nach kurzer Zeit wegen Unruhen nach Erlangen verlegt. Zur erneuten Universitätsgründung kam es 1970. Die Universität Bayreuth hat 12.536 Studenten (Stand April 2013). Sie gehört zu den führenden Universitäten in den Bereichen Physik und Jura. Außerdem ist sie eine von wenigen Universitäten im deutschsprachigen Raum, an der Afrikanistik studiert werden kann.
Ferner gibt es in Franken noch mehrere Dutzend weitere Hochschulen in staatlicher, kirchlicher oder privater Trägerschaft mit teilweise sehr unterschiedlichen Schwerpunkten. Dazu kommen Forschungsinstitute wie das Fraunhofer-Institut für Integrierte Schaltungen in Erlangen, das Fraunhofer-Institut für Silicatforschung in Würzburg, das Leibniz-Institut für Bildungsverläufe in Bamberg, das Bayerische Laserzentrum in Erlangen oder das Max-Planck-Institut für die Physik des Lichts in Erlangen.

### Museen, Bibliotheken und Archive

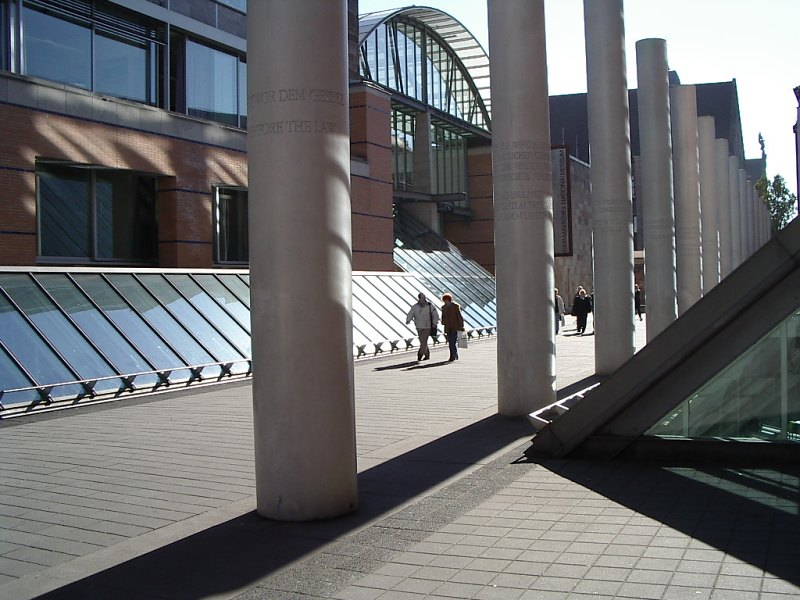
Das Germanische Nationalmuseum in Nürnberg stellt das größte kulturgeschichtliche Museum des deutschsprachigen Raums dar.

Die Museumslandschaft Frankens ist sehr vielfältig. Das bekannteste Museum Frankens ist wohl das Germanische Nationalmuseum (GNM) in Nürnberg, das größte Museum zur Kultur, Kunst und Geschichte des deutschsprachigen Raums von der Frühzeit bis zur Gegenwart. Es beherbergt rund 1,3 Millionen Objekte. Am Museumsstandort Nürnberg, der als einer der größten Deutschlands gilt, befinden sich noch weitere international beachtete Museen, zum Beispiel das Verkehrsmuseum, das Memorium Nürnberger Prozesse, das Dokumentationszentrum Reichsparteitagsgelände oder das Jüdische Museum Franken an seinen drei Standorten Fürth, Schwabach und Schnaittach. Es hat ein Alleinstellungsmerkmal im Bereich des Sammelns, Bewahrens, Erforschens, Präsentierens und Vermittelns jüdischer Geschichte und Kultur. Zu den größten und bedeutendsten ihrer Art gehören das seit 1976 bestehende Fränkische Freilandmuseum in Bad Windsheim mit seinem etwa 45 Hektar großen Museumsgelände und das seit 1990 bestehende Fränkische Freilandmuseum in Fladungen mit einer Ausstellungsfläche von zwölf Hektar. Beide Museen zeigen die fränkische Bau- und Handwerkskunst und vermitteln und bewahren fränkische Regionalkultur. Das Museum für Franken auf der Würzburger Festung Marienberg gehört zu den bedeutendsten Kunstsammlungen Bayerns. Es beherbergt unter anderem die größte Sammlung der Werke des Bildschnitzers Tilman Riemenschneider. Das Museum Bayerisches Vogtland in Hof zeigt die Kultur und Geschichte des bayerischen Vogtlandes und ist eines der ältesten Museen Frankens. In der (ehemaligen) Weltspielwarenstadt Sonneberg befindet sich das Deutsche Spielzeugmuseum.
Die meisten größeren Gemeinden und Städte besitzen Bibliotheken in meist öffentlicher Trägerschaft. Sie sind zumeist organisiert über den Bibliotheksverbund Bayern, das Hessische BibliotheksInformationsSystem (HeBIS), den Südwestdeutschen Bibliotheksverbund des Landes Baden-Württemberg oder den Gemeinsamen Bibliotheksverbund, welchen der Freistaat Thüringen mit mehreren anderen Bundesländern betreibt. In Zusammenarbeit mehrerer fränkischer Bibliotheken in Bayern ist die franken-onleihe entstanden, um die Ressourcen elektronischer Medien zu bündeln. Ferner existiert in Bayern für E-Medien die e-medien franken sowie in Baden-Württemberg die Online-Bibliothek Heilbronn-Franken.

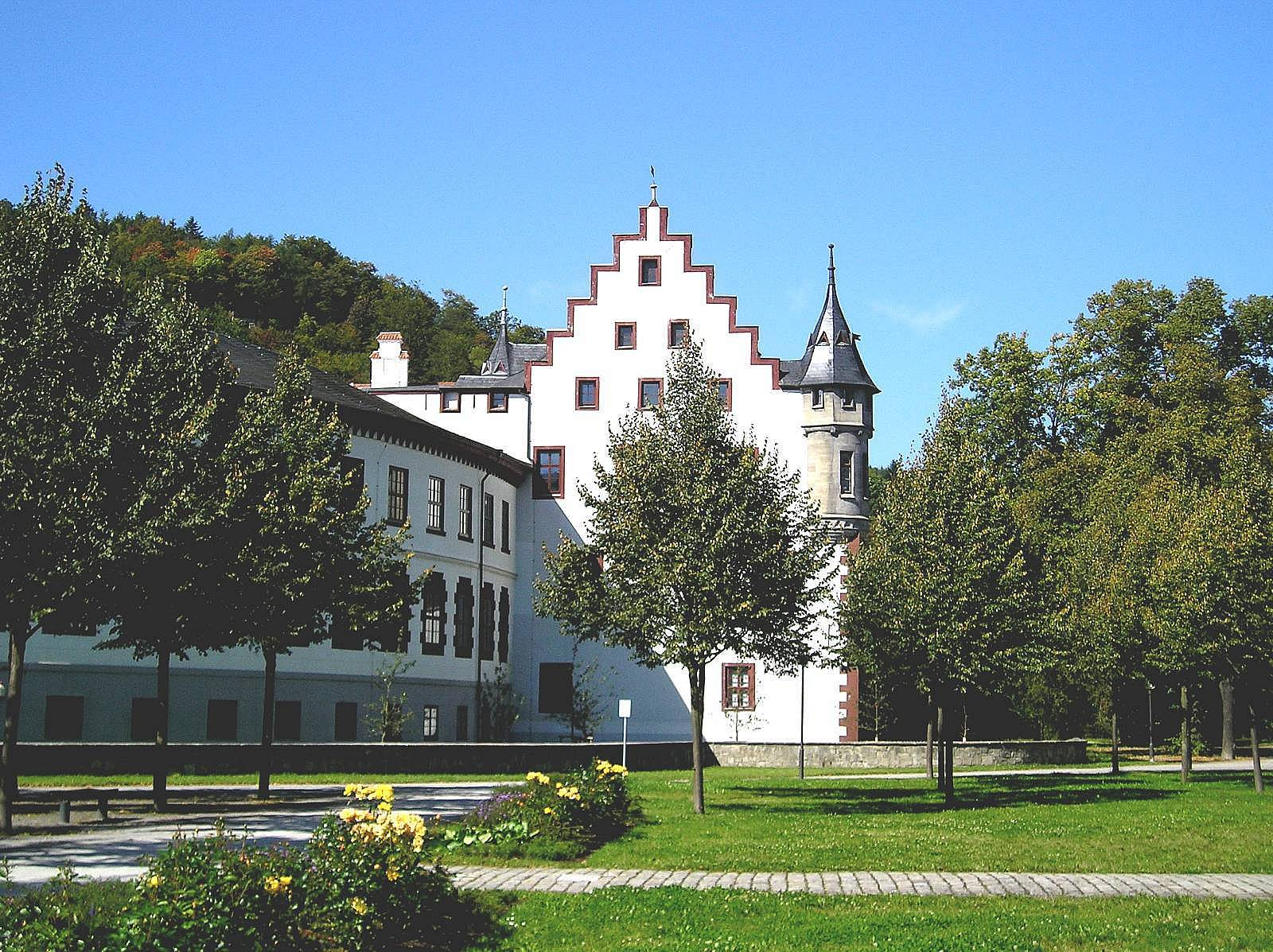
Im Schloss Elisabethenburg befindet sich das Staatsarchiv Meiningen

Zu den staatlichen Bibliotheken des Freistaats Bayern gehören in Franken die Staatliche Bibliothek Ansbach, die Hofbibliothek Aschaffenburg, die Landesbibliothek Coburg und die Staatsbibliothek Bamberg. Größere Universitätsbibliotheken existieren in Erlangen-Nürnberg und Würzburg. Zu den Staatlichen Archiven gehören in Franken das Staatsarchiv Bamberg, das Staatsarchiv Nürnberg, das Staatsarchiv Würzburg, das Staatsarchiv Coburg sowie das Staatsarchiv Meiningen, das überwiegend für den gesamten fränkischen Teil Thüringens zuständig ist. Das Staatsarchiv Coburg und die Landesbibliothek Coburg in Bayern sind Überreste des Freistaats Coburg.

### Tag der Franken
Der Bayerische Landtag hat am 18. Mai 2006 die Einführung eines Tags der Franken in den fränkischen Gebieten des Freistaates beschlossen. Als Datum wurde der 2. Juli festgelegt, weil an diesem Tag im Jahr 1500 das Alte Reich in Reichskreise gegliedert wurde, und so der spätere Fränkische Reichskreis entstand. Dieser Akt wird als Geburtsstunde des heutigen fränkischen Gemeinschaftsgefühls angesehen und dient als Grundlage für den Tag der Franken. Die eigentliche Veranstaltung findet während des ersten Juli-Wochenendes in einem der drei fränkischen Regierungsbezirke in Bayern statt. Veranstalter ist der jeweilige Bezirk. Der Tag der Franken wird jedoch nicht in den baden-württembergischen Regionen Frankens gefeiert.
Die Hauptveranstaltung des ersten Tags der Franken am 2. Juli 2006 fand im Rahmen der Landesausstellung 200 Jahre Franken in Bayern in der Tafelhalle in Nürnberg statt.
Erstmals länderübergreifend wurde der 14. Tag der Franken am 6. und 7. Juli 2019 vom Bezirk Oberfranken gemeinsam mit der bayerischen Staatsregierung und den direkt benachbarten Ausrichterstädten Sonneberg (Südthüringen) und Neustadt bei Coburg (Oberfranken) mit über 25 000 Besuchern gefeiert unter dem Motto GEMEINSAM.FRÄNKISCH.STARK.

### Sport

Vereinslogo des 1. FC Nürnberg
Vereinslogo der Bamberg Baskets

Der vom Erfolg her bedeutendste Fußballverein ist der 1. FC Nürnberg (1. FCN, FCN, der Club), der am 4. Mai 1900 gegründet wurde und 2025 über 35.000 Mitglieder zählte. Mit neun Meisterschaften war der „Club“ bis 1987 über 60 Jahre lang deutscher Fußballrekordmeister, bevor ihn der FC Bayern München ablöste. In der ewigen Tabelle der Fußball-Bundesliga belegt der Verein den 14. Platz. Seit 1995 ist der Club Mitglied im Dachverein des 1. FCN, dem unter anderem der Box-Club 1. FC Nürnberg, der 1. FC Nürnberg Frauen- und Mädchenfußball, der 1. FCN Schwimmen, der 1. FCN Ski und der Tennis-Club 1. FC Nürnberg angehören. Ein weiterer Sportverein in Nürnberg ist der VfL Nürnberg, der eine erfolgreiche Volleyballabteilung besitzt.
Die am 23. September 1903 gegründete SpVgg Greuther Fürth („das Kleeblatt“) spielte 2012/13 erstmals in der Bundesliga. Spiele zwischen dem 1. FC Nürnberg und der SpVgg Greuther Fürth sind die Frankenderbys, mit bislang 274 Begegnungen (Stand: April 2025) das am häufigsten ausgetragene Fußballderby Deutschlands.
Die SpVgg Greuther Fürth und der 1. FC Nürnberg sind auch die einzigen zwei Vertreter des Frankenlandes in der 1. und 2. Bundesliga sowie generell im Profibereich, wobei auch einige andere Vereine zeitweise zumindest der zweithöchsten Spielklasse angehörten: die SpVgg Bayreuth zwölf Jahre, die SpVgg Bayern Hof und der 1. FC Schweinfurt 05 jeweils vier Jahre sowie die Viktoria Aschaffenburg und die Würzburger Kickers jeweils drei Jahre. Aktuell spielen in der viertklassigen Regionalliga Bayern die SpVgg Ansbach 09, Viktoria Aschaffenburg, der TSV Aubstadt, die SpVgg Bayreuth, der 1. FC Eintracht Bamberg, der 1. FC Schweinfurt 05, die Würzburger Kickers sowie die Zweitvertretungen von Fürth und Nürnberg. Bekannte Fußballer aus Franken sind Andreas Kupfer, Albin Kitzinger, Max Morlock, Heinz Strehl, Heiner Stuhlfauth, Lothar Matthäus, Karl Mai, Felix Magath, Bernd Hollerbach, Heiko Westermann, Stefan Kießling, Roberto Hilbert und Johannes Geis.

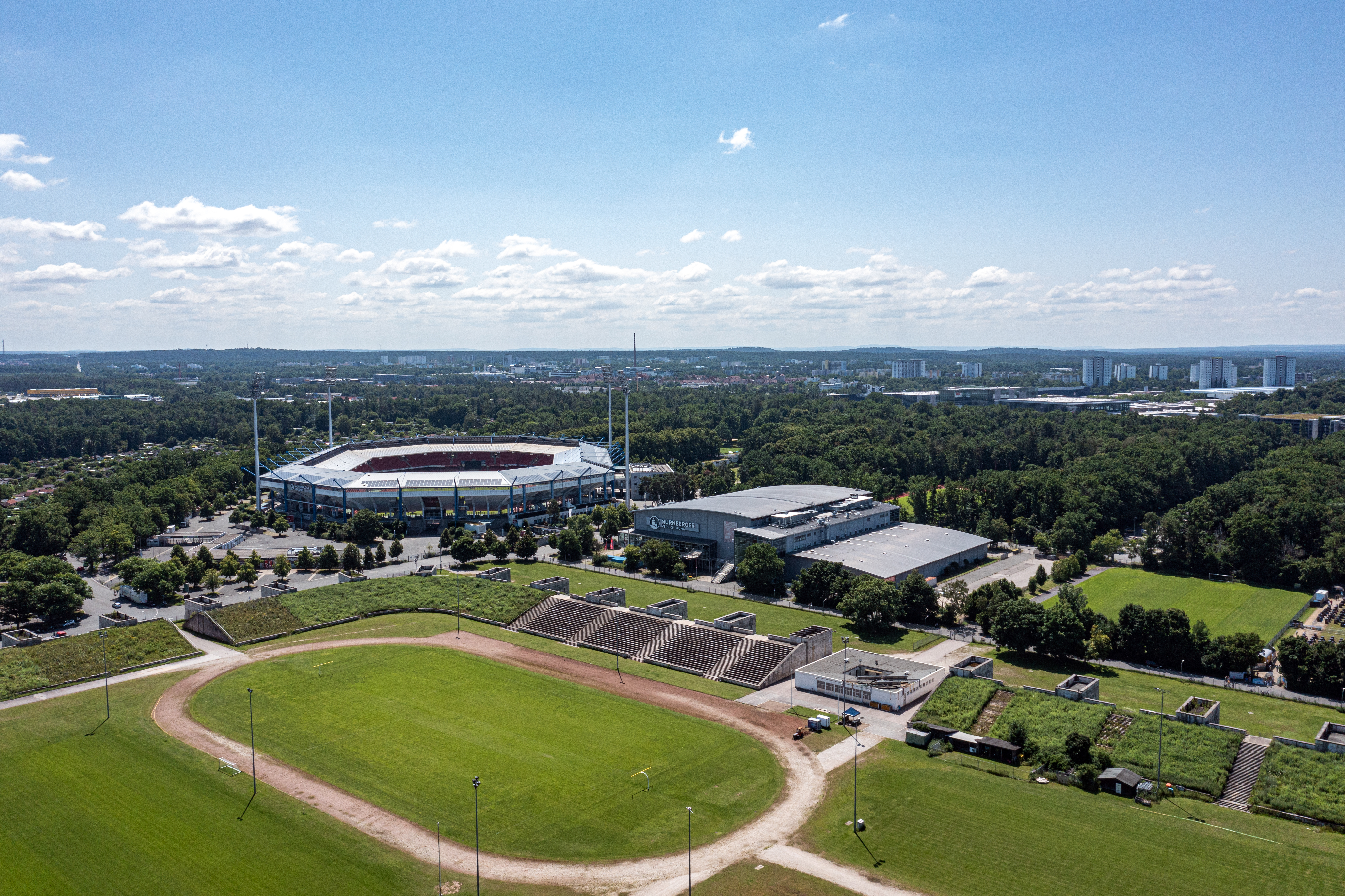
Max-Morlock-Stadion mit der Arena Nürnberger Versicherung und dem Zeppelinfeld in Nürnberg

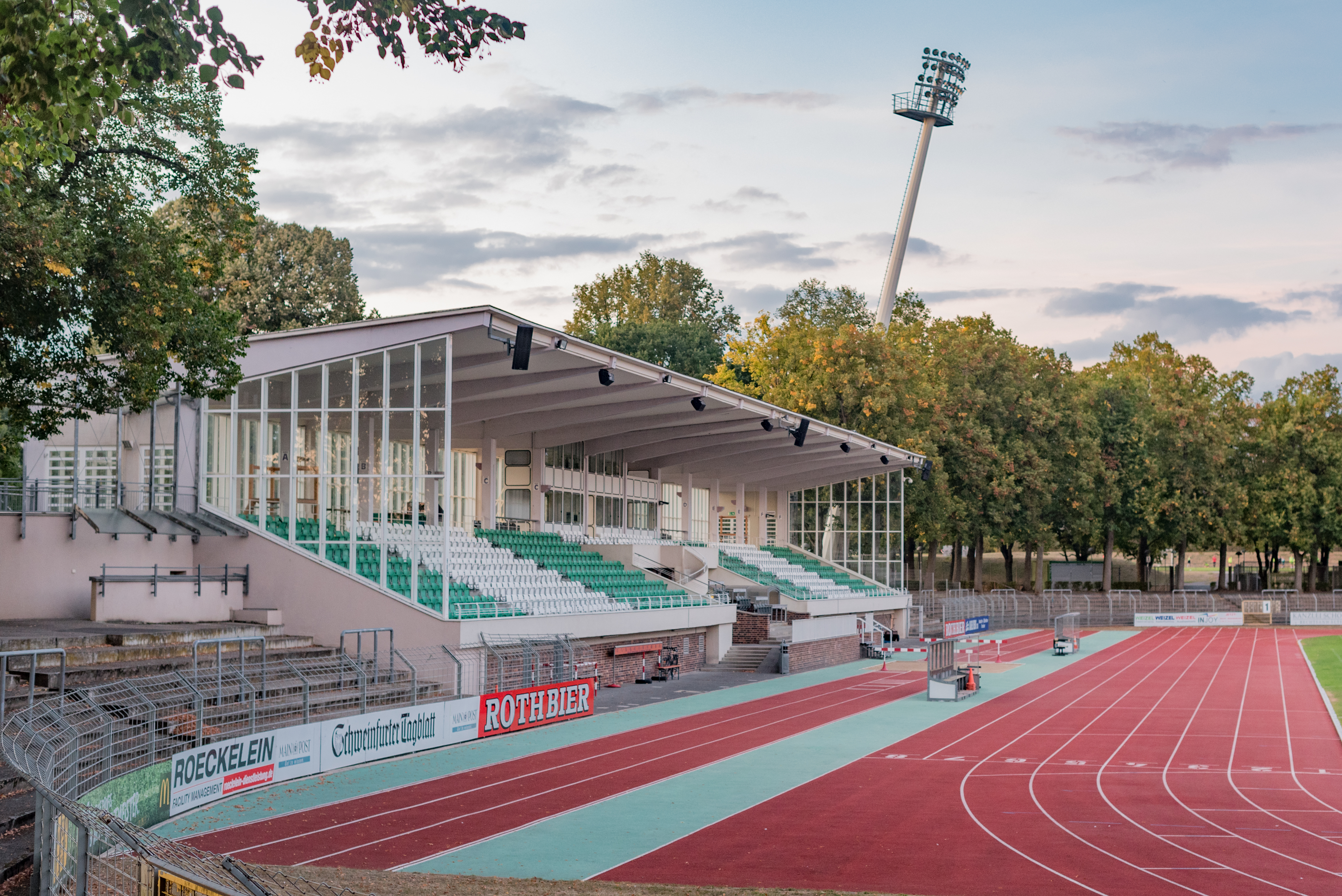
Sachs-Stadion in Schweinfurt

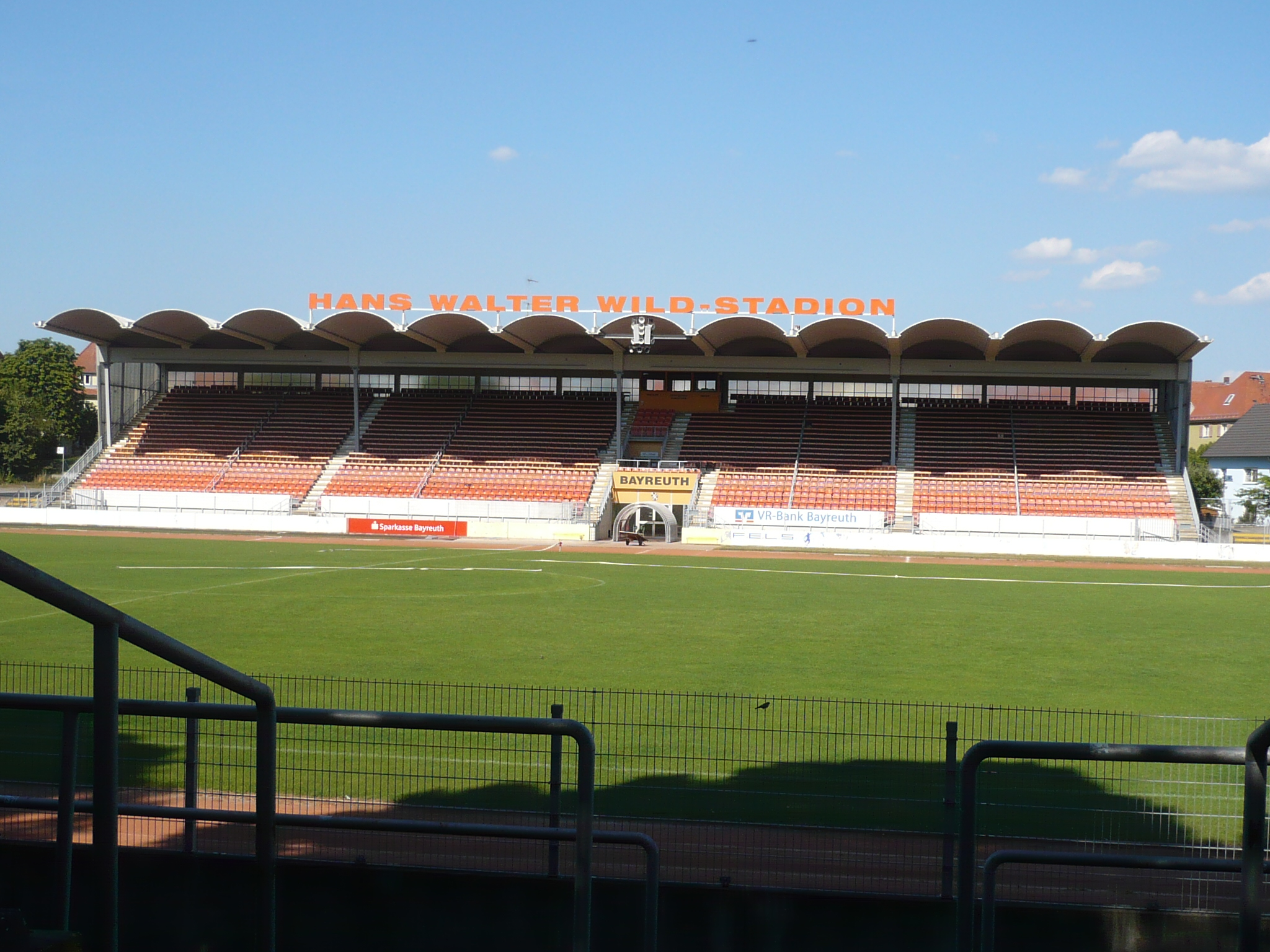
Hans-Walter-Wild-Stadion in Bayreuth

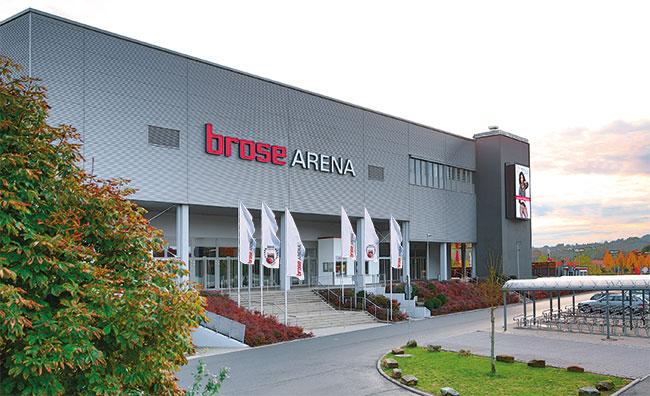
Brose Arena in Bamberg

Der international bekannte Fecht-Club Tauberbischofsheim zählt – gemessen an den Erfolgen mit über 370 Medaillen bei Olympischen Spielen, Welt- und Europameisterschaften, sowie über 650 Medaillen bei deutschen Meisterschaften – zu den erfolgreichsten Vereinen weltweit. Der FC Tauberbischofsheim wurde bereits 1954 von Emil Beck als Fechtabteilung beim TSV Tauberbischofsheim gegründet und besteht seit 1967 als eigenständiger Verein. 1966 wurde vom FC Tauberbischofsheim das Frankenland-Turnier ins Leben gerufen. Neben einem Landes- und Bundesleistungszentrum gab es beim FC TBB von 1986 bis 2017 auch den nationalen Olympiastützpunkt Tauberbischofsheim für die Sportart Fechten.
Ein weiterer für den deutschen Sport bedeutender Verein sind die Bamberg Baskets (ehemals Brose Bamberg), eine deutsche Basketballmannschaft aus Bamberg, die neunmal die deutsche Meisterschaft und sechsmal den deutschen Pokal gewinnen konnte. Der Verein wurde 1955 gegründet. Weitere Basketballvereine der höchsten deutschen Spielklasse aus Franken sind die Würzburg Baskets und die Crailsheim Merlins. In der 2. Basketball-Bundesliga (Pro A) spielen der BBC Bayreuth und die Nürnberg Falcons. Bekannteste Basketballspieler aus Franken sind Dirk Nowitzki, Bastian Doreth und Alex King.
Ein Gründungsmitglied der Deutschen Eishockey Liga (DEL) sind die Nürnberg Ice Tigers. Der bislang größte Erfolg des Clubs war das Erringen der deutschen Vizemeisterschaft in den Jahren 1999 und 2007. In der 2. Deutschen Eishockey Liga (DEL2) spielen derzeit die Heilbronner Falken und die Selber Wölfe. In der Oberliga spielen der EHC Bayreuth und die Höchstadt Alligators. Im Hallenhockey ist der Nürnberger HTC erwähnenswert.
Als bestes American-Football-Team in Franken zählen die Schwäbisch Hall Unicorns, die seit 2001 ununterbrochen in der German Football League (GFL) spielen und bislang fünfmal den German Bowl gewinnen konnten (2011, 2012, 2017, 2018, 2022). Des Weiteren schaffte man es nach zwei Meisterschaften noch dreimal hintereinander ins Finale des German Bowl (2014–2016), die alle gegen die New Yorker Lions aus Braunschweig verloren wurden. Die 2023 drittklassig spielenden Franken Knights aus Rothenburg ob der Tauber spielten lange Zeit in der GFL, auch die Nürnberg Rams spielten bereits erstklassig. Das erfolgreichste Football-Team der 80er Jahre waren die Ansbach Grizzlies mit drei deutschen Meisterschaften und fünf Vizemeisterschaften, die auch ein Gründungsmitglied der GFL waren, heute aber nur noch in regionalen Ligen spielen. In zwei Saisons (1999 und 2000) spielten die Aschaffenburg Stallions in der GFL und stiegen wegen Lizenzabzug ab, wodurch man den Schwäbisch Hall Unicorns den Aufstieg ermöglichte. Mit Mark Nzeocha und Dominik Eberle brachte Franken zwei spätere NFL-Spieler hervor.
Führend im Handball war jahrzehntelang der 1. FC Nürnberg Handball mit zwölf deutschen Meisterschaften, zwei Pokalsiegen und einem Europapokalsieg, der jedoch 2009 insolvent wurde und seither nur noch im regionalen Bereich spielt. In der 1. Handball-Bundesliga ist mit dem HC Erlangen eine fränkische Mannschaft vertreten. Der HSC 2000 Coburg und der TV Großwallstadt spielen in der 2. Handball-Bundesliga.
Äußerst erfolgreich ist die Herrenmannschaft des Tennis-Clubs 1. FC Nürnberg, der zurzeit in der 2. Tennis-Bundesliga spielt. Die ATP Challenger Tour macht in Franken in Heilbronn, Fürth und Eckental halt. Im Baseball wurden in den vergangenen Jahren immer mehr Mannschaften hervorgebracht, darunter die Erlangen White Sox und die Fürth Pirates. Schweinfurt gilt seit 1937 als Zentrum des Korbballs. Im Wintersport wurden in Franken weniger Erfolge erzielt als beispielsweise in Altbayern, wo die Bayerischen Alpen hervorragende Wintersport-Bedingungen bieten. Skifahren und Skilaufen ist in den meisten fränkischen Mittelgebirgen möglich, eine bekannte Schanze ist die Inselbergschanze, wo regelmäßig Continental-Cup-Wettkämpfe stattfinden. Zu den noch erhaltenen Brauchtumssportarten in Franken gehört der Brühtrog oder „Sautrog“, eine Wassersportart. Im Motorsport gibt es alljährliche Tourenwagenrennen zur DTM auf dem Norisring. In Tauberbischofsheim befindet sich das Bundesleistungszentrum für Fechtsport. Athleten des Fecht-Clubs Tauberbischofsheim e. V. errangen viele Medaillen bei Olympischen Spielen, darunter beispielsweise der spätere IOC-Präsident Thomas Bach.
Die Schachspieler vom SC 1868 Bamberg waren dreimal Deutscher Meister (1966, 1976, 1977) und einmal Deutscher Pokalsieger (1983/84). Heute spielt die erste Mannschaft in der drittklassigen Oberliga Bayern. Bei den Frauen ist der SC Bad Königshofen ebenfalls dreifacher deutscher Meister (2014, 2019, 2021).
Bekannte Stadien Frankens sind das Max-Morlock-Stadion (ehemals Frankenstadion) in Nürnberg, der Sportpark Ronhof in Fürth, das Hans-Walter-Wild-Stadion in Bayreuth, das Sachs-Stadion in Schweinfurt, das Stadion Grüne Au in Hof, das Frankenstadion in Heilbronn, die Akon Arena (ehemals Stadion am Dallenberg) in Würzburg und das Fuchs-Park-Stadion (ehemals Volksparkstadion) in Bamberg. Bekannte Multifunktionsarenen sind die Arena Nürnberger Versicherung sowie die Halle am Tillypark in Nürnberg, die Brose Arena in Bamberg, die Oberfrankenhalle in Bayreuth, die HUK-Coburg arena in Coburg, die NETZSCH-Arena in Selb, die Arena Hohenlohe in Ilshofen und die tectake Arena in Würzburg.

### UNESCO-Welterbe
Zum Welterbe der UNESCO innerhalb Frankens gehört unter anderem seit 1981 die Würzburger Residenz, ein Schlossbau des süddeutschen Barocks, samt Hofgarten und angrenzendem Residenzplatz. 1993 wurde die Altstadt von Bamberg zum Weltkulturerbe ernannt. Seit dem 15. Juli 2005 gehört der Obergermanisch-Raetische Limes, mit insgesamt 550 Kilometern Länge das längste Bodendenkmal Europas, zum Welterbe. Auch Teil des Welterbes sind mehrere zum Limes gehörende Bauten wie die Thermen in Weißenburg. 2012 wurde das Markgräfliche Opernhaus in Bayreuth in die Liste aufgenommen.
Zum Weltdokumentenerbe der UNESCO gehören seit 2003 die Bamberger Apokalypse, einer Handschrift des Klosters Reichenau, sowie seit 2013 das Lorscher Arzneibuch. Beide Schriften werden in der Staatsbibliothek Bamberg aufbewahrt.

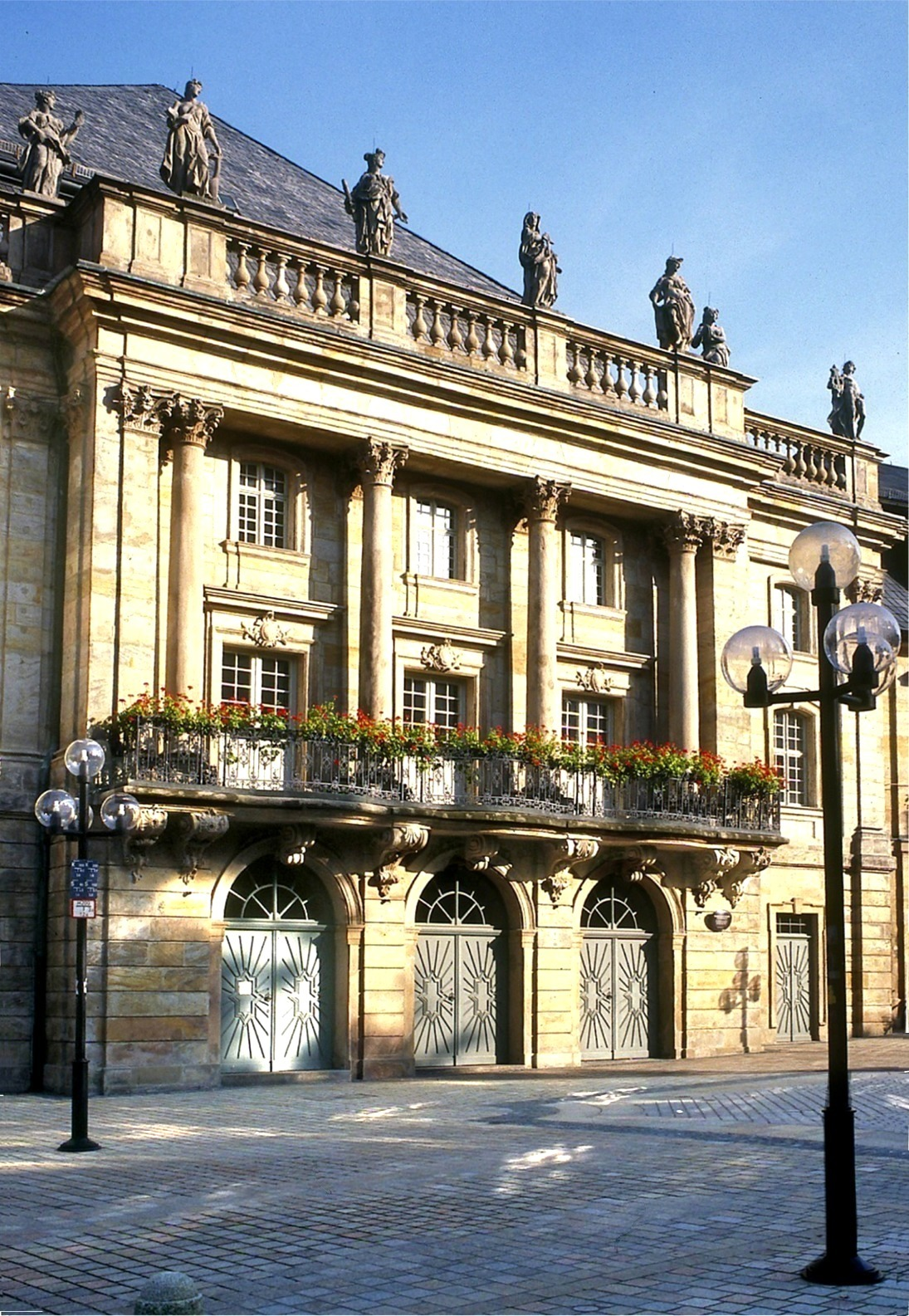
Das Markgräfliche Opernhaus in Bayreuth
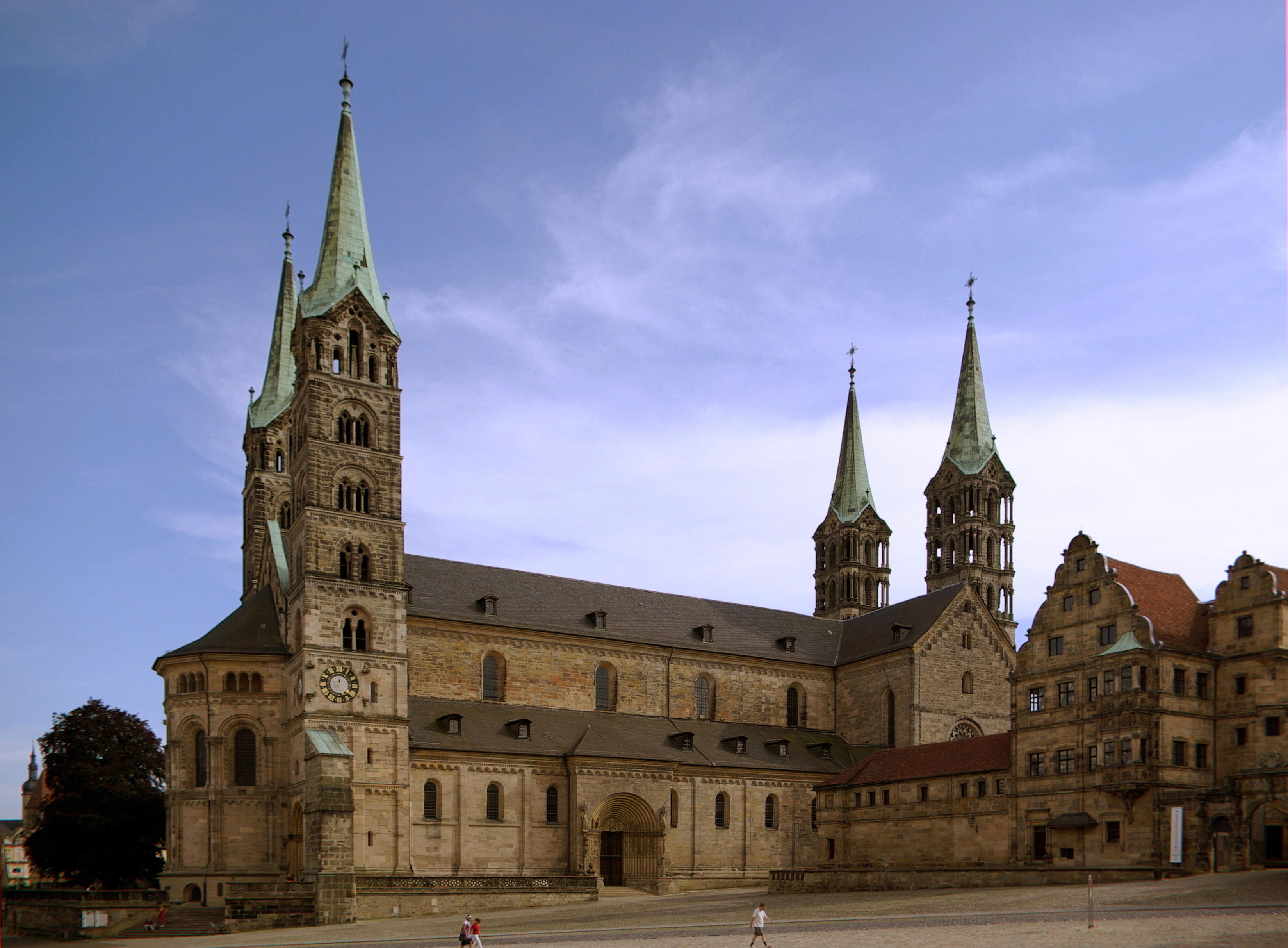
Bamberger Dom (Gesamtansicht)
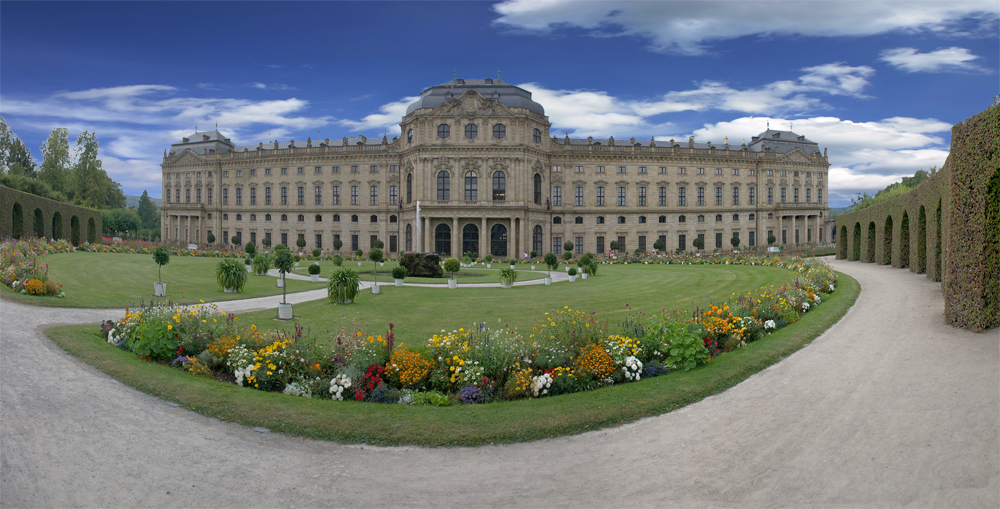
Würzburger Residenz (Ansicht Hofgarten)

### Architektur

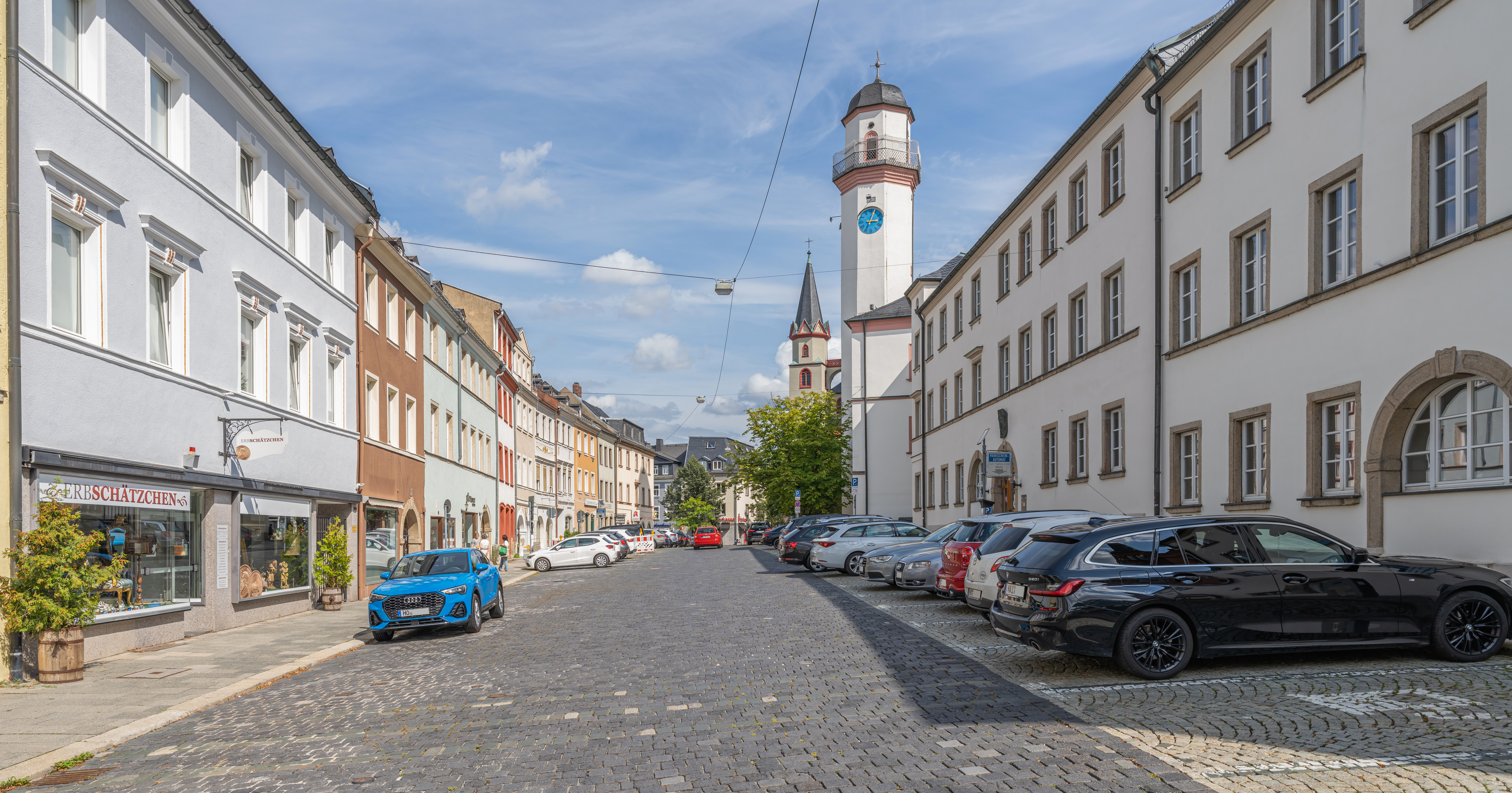
Klassizistische Neustadt in Hof

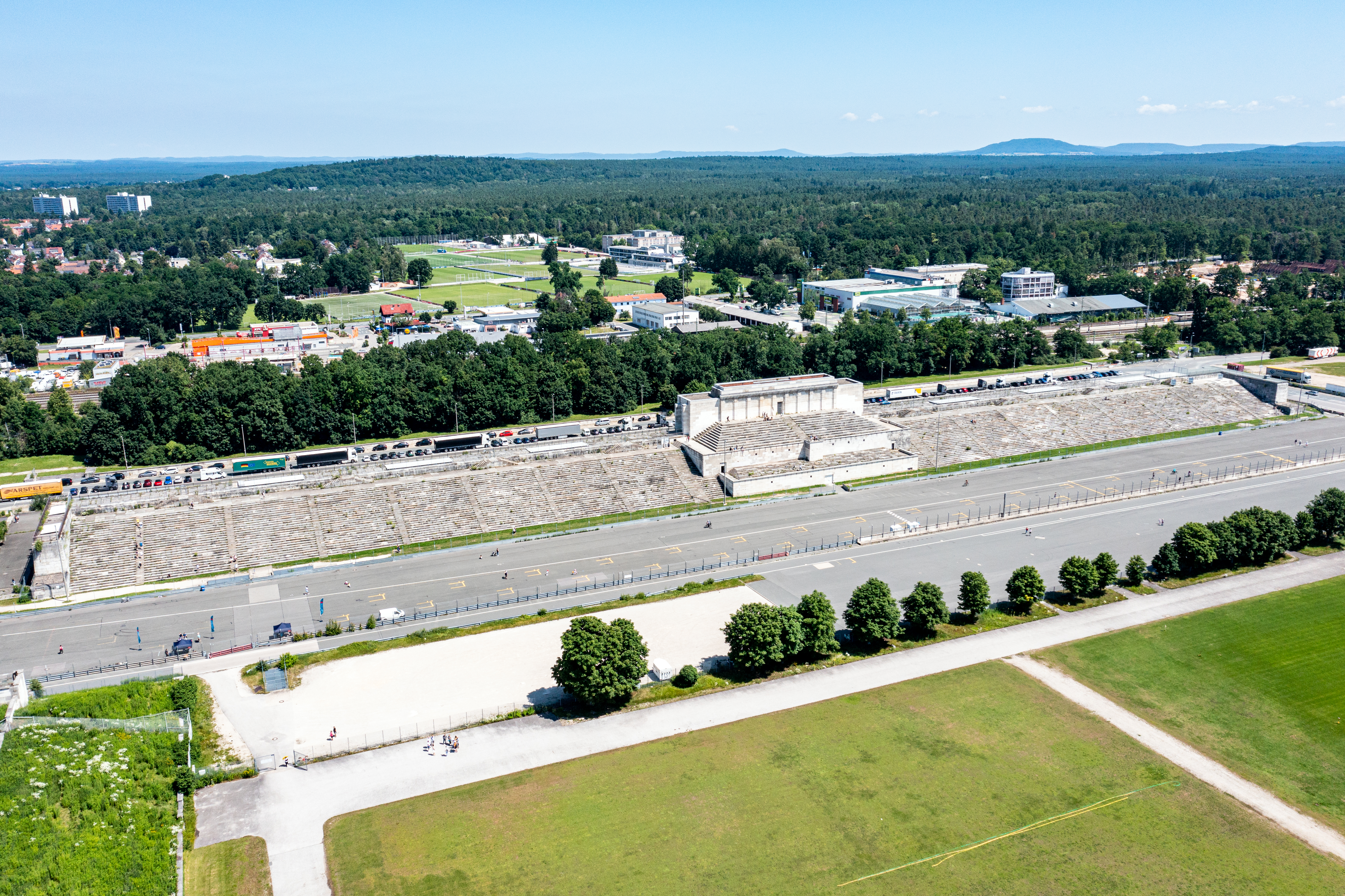
Überreste der Zeppelinhaupttribüne in Nürnberg

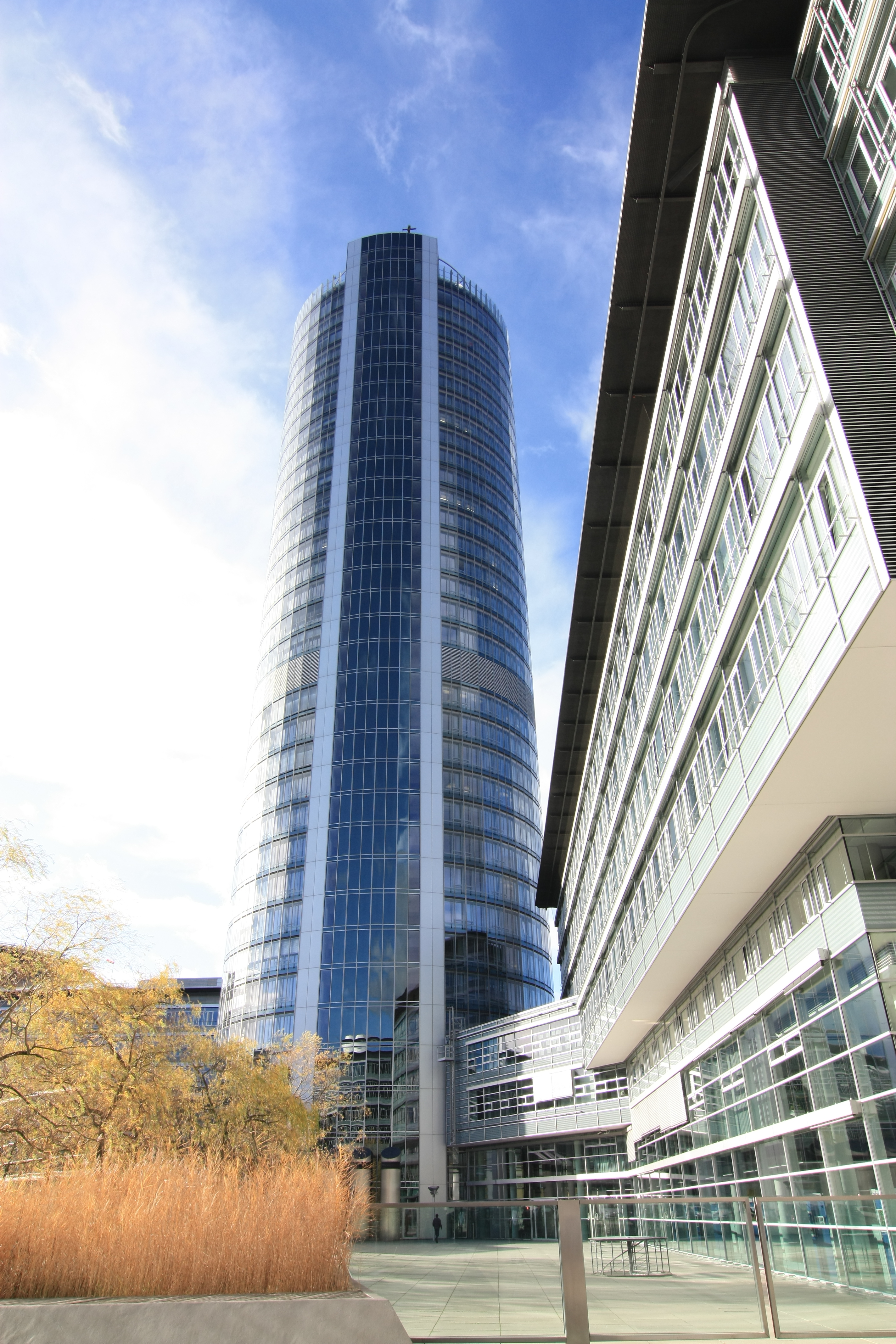
Business Tower Nürnberg

Franken hat eine reiche und vielfältige Architekturgeschichte, die eng verwoben mit der abendländischen Architekturgeschichte der Nachbarländer ist. Eine der Grundlagen war die Architektur der römischen Antike, aus der einige Bauwerke fragmenthaft noch erhalten sind, wie beispielsweise die Römischen Thermen in Weißenburg, die die größten Süddeutschlands sind. Einige vorromanische Bauten wie zum Beispiel die Sola-Basilika in Solnhofen zeigen heute noch die Entwicklung zur Romanik, die etwa 1030 einsetzt. Die Gotik begann in Frankreich, die ersten gotischen Bauwerke in Franken wurden ab etwa 1230 errichtet. Aus der Übergangszeit von Romanik und Gotik stammt der Bamberger Dom, der mit seinen vier Türmen zu den schönsten Dömen Deutschlands zählt. Im Inneren des Doms ist die Skulptur des Bamberger Reiters zu nennen, der zu den kulturellen Höhepunkten der späten Stauferzeit gehört. Besonders im ländlich geprägten Raum hat sich Architektur des Spätmittelalters erhalten, wie etwa in den Reichsstädten Rothenburg ob der Tauber, Dinkelsbühl oder Weißenburg sowie im nördlichen Unterfranken. Der größte unversehrt erhaltene Stadtkern Deutschlands ist die Altstadt Bambergs, der sämtliche Stile des Mittelalters und der Neuzeit vereint.
Die Stilrichtung der Renaissance kam etwa um 1520 aus dem Gebiet des heutigen Italiens ins Frankenland; ein Beispiel hierfür ist die Festung Wülzburg. Sie ist eine von wenigen noch erhaltenen Festungen im deutschsprachigen Raum, die in einmaliger Folge den zeittypischen Wehrbau der Renaissance zeigen. Aus der Spätrenaissance stammt die Fleischbrücke in Nürnberg, die von Zeitgenossen aufgrund ihrer Statik und Stabilität als technisch bedeutsamster Brückenbau Europas bezeichnet wurde. Während des Manierismus am Ende des 16. und Anfang des 17. Jahrhunderts war die Künstlerfamilie Juncker von Bedeutung, die unzählige Bildstöcke, Grabmäler und Portale im fränkischen Raum anfertigten. Sie waren jedoch auch zur Zeit von Renaissance und Barock tätig. Der Barock setzte sich in Franken wie im gesamten Heiligen Römischen Reich erst verzögert (ab 1650) ein. Einer der bedeutendsten Baumeister der damaligen Zeit war Balthasar Neumann. Sein bekanntestes Werk ist die Würzburger Residenz, ein herausragendes Beispiel des fränkischen Barocks, welcher die unterschiedlichen Barockströmungen seiner Zeit zu einem Gesamtkunstwerk von erstaunlicher Universalität zusammenfasste und als ein abschließendes, architekturgeschichtliches Ereignis des europäischen Barocks gilt. Das Spiegelkabinett der Residenz ist laut UNESCO das vollkommenste Raumkunstwerk des Rokoko. Weitere bekannte Baumeister des 17. und 18. Jahrhunderts waren etwa die Dientzenhofer, eine oberbayerische Baumeisterfamilie, die in Franken viele Schlösser, Kirchen und Palais entworfen haben. Einmalig ist für den Klassizismus ist die Hofer Neustadt. Mit der Biedermeierstadt existiert ein nahezu vollständig erhaltenes Ensemble in der Hofer Ludwigstraße, in der Klosterstraße und am Maxplatz. Von etwa 1840 bis 1900 dauerte die Stilepoche des Historismus an, in der ältere Stilrichtungen kopiert und teilweise kombiniert wurden. Darunter fallen auch Neoromanik, Neogotik, Neorenaissance und Neobarock, aber auch der Nürnberger Stil, einer Mischung aus Neogotik und Neorenaissance. Die monumentale Architektur im Nationalsozialismus wie etwa das Nürnberger Reichsparteitagsgelände, das zu den größten Monumenten der Bautätigkeit der Nationalsozialisten zählt, stellte einen markanten Einschnitt in der Architekturgeschichte dar. Seit dem Wiederaufbau spielt in Franken wie in ganz Deutschland der Denkmalschutz eine bedeutendere Rolle.

#### Burgen und Schlösser

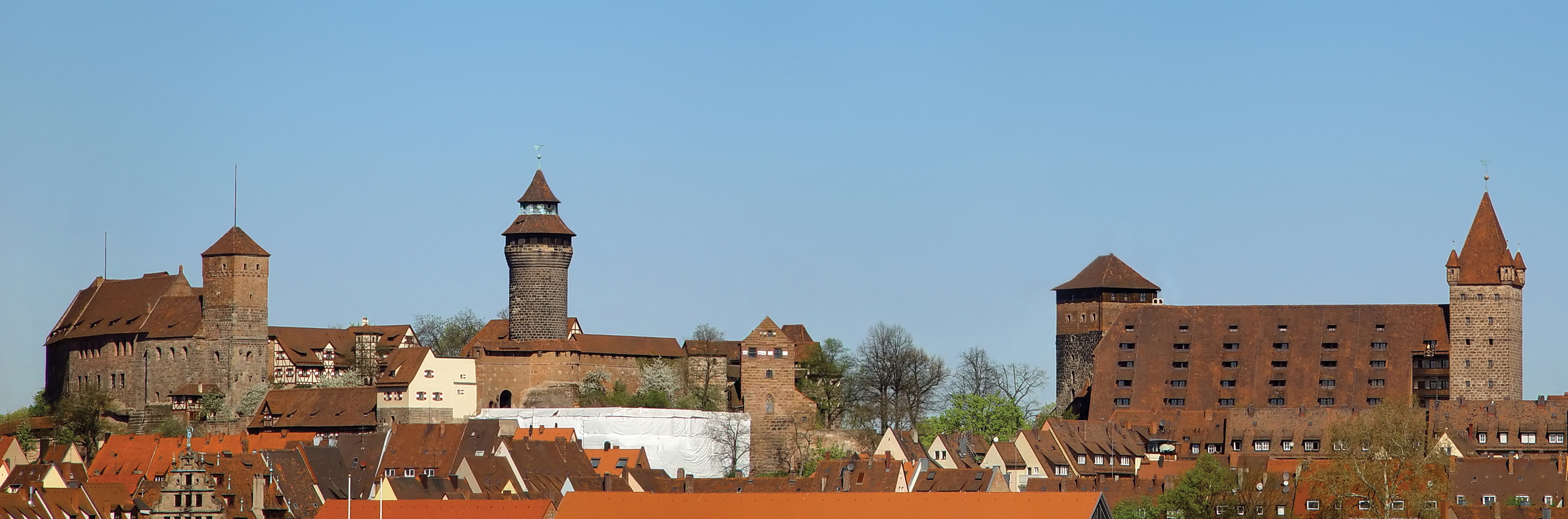
Die Nürnberger Doppelburg aus Kaiser- und Burggrafenburg

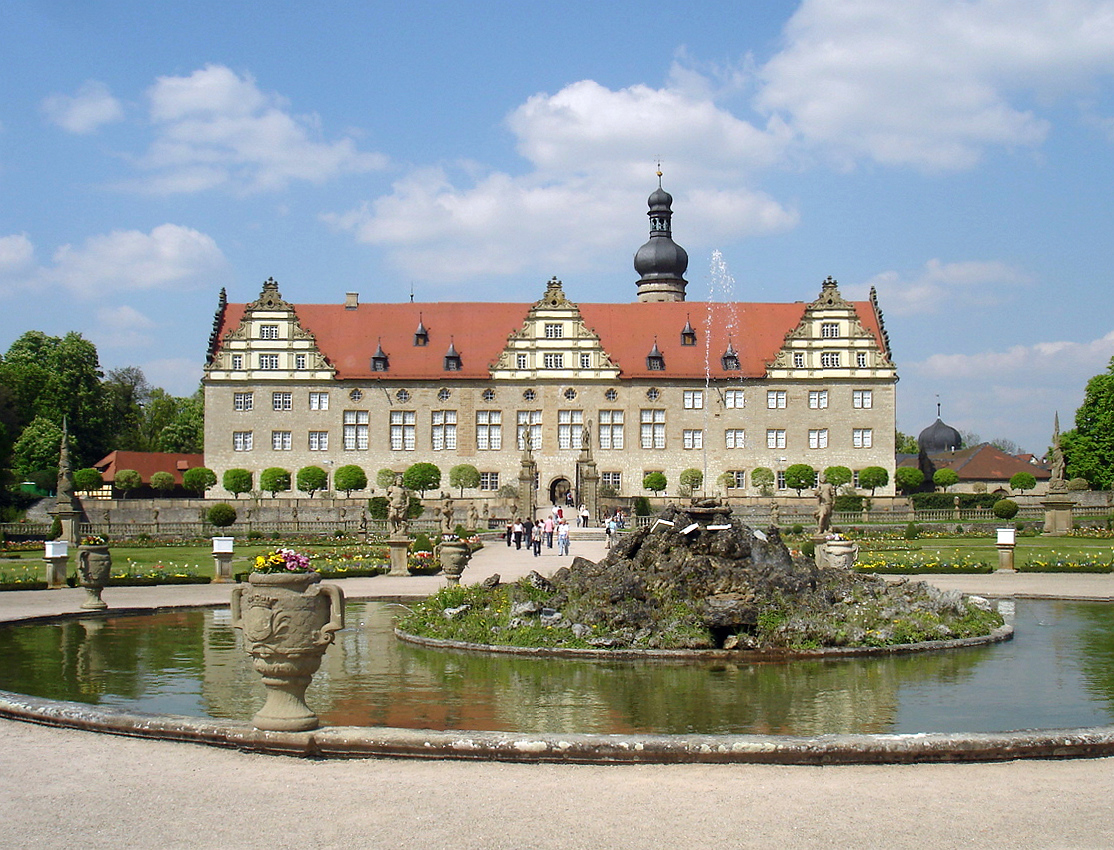
Das Schloss Weikersheim

Die hügelige Landschaft mit vielen Taleinschnitten sowie die zentrale Lage im deutschen Kulturraum begünstigten schon seit dem frühen Mittelalter die Anlage von Burgen in Franken. Aber auch die starke Zersplitterung Frankens in viele kleine Territorien begünstigten den Bau von Burgen und Schlössern, da jeder Landesherr damit seine Macht demonstrieren oder festigen wollte. Höhepunkt des Burgenbaus war die Zeit von 1180 bis 1250. Ihre Bedeutung sank ab dem 14. Jahrhundert zunehmend. Repräsentative Schlösser lösten sie ab dem 16. Jahrhundert als Herrschaftssitze ab. Ab dem 14. Jahrhundert entstanden in Franken auch verstärkt Kirchenburgen und Wehrkirchen. Für in Staatsbesitz befindliche Burgen und Schlösser sind im Freistaat Bayern die Bayerische Verwaltung der staatlichen Schlösser, Gärten und Seen, die nach dem Ende der Monarchie am 20. November 1918 als Verwaltung des ehemaligen Kronguts hervorging, in Baden-Württemberg die Staatliche Schlösser und Gärten Baden-Württemberg, in Hessen die Verwaltung der Staatlichen Schlösser und Gärten Hessen und in Thüringen die Stiftung Thüringer Schlösser und Gärten zuständig. Diese Verwaltungen betreuen viele Objekte in Franken wie beispielsweise die Nürnberger Burg, die Residenz Ellingen, die Veste Heldburg oder das Schloss Weikersheim.

#### Fränkisches Fachwerkhaus
Ein in einigen Regionen Frankens verbreiteter Bautyp ist das Fachwerkhaus, dessen Bau zur Zeit der Renaissance aufblühte. Das sogenannte Fränkische Fachwerkhaus ist ein Nebenname des Ernhauses, einer in Süd- und Mitteldeutschland verbreiteten Bauform. Elemente des fränkischen Fachwerks sind typischerweise gerade und geschwungene Andreaskreuze, lange Fuß- und Kopfstreben, Sonnenräder, Rauten, Feuerböcke sowie Schnitzereien und farbige Fassungen an den Querriegeln. Nach dem Dreißigjährigen Krieg wurden jedoch Fachwerkhäuser in einigen Regionen, wie beispielsweise in und um Würzburg, unbeliebt, weswegen viele Fachwerkhäuser verputzt wurden, um ein Steinhaus zu imitieren. Im Obermaingebiet blühte jedoch nach dem Dreißigjährigen Krieg die Fachwerkhaus-Architektur nochmals auf.

#### Fränkische Bauernhäuser

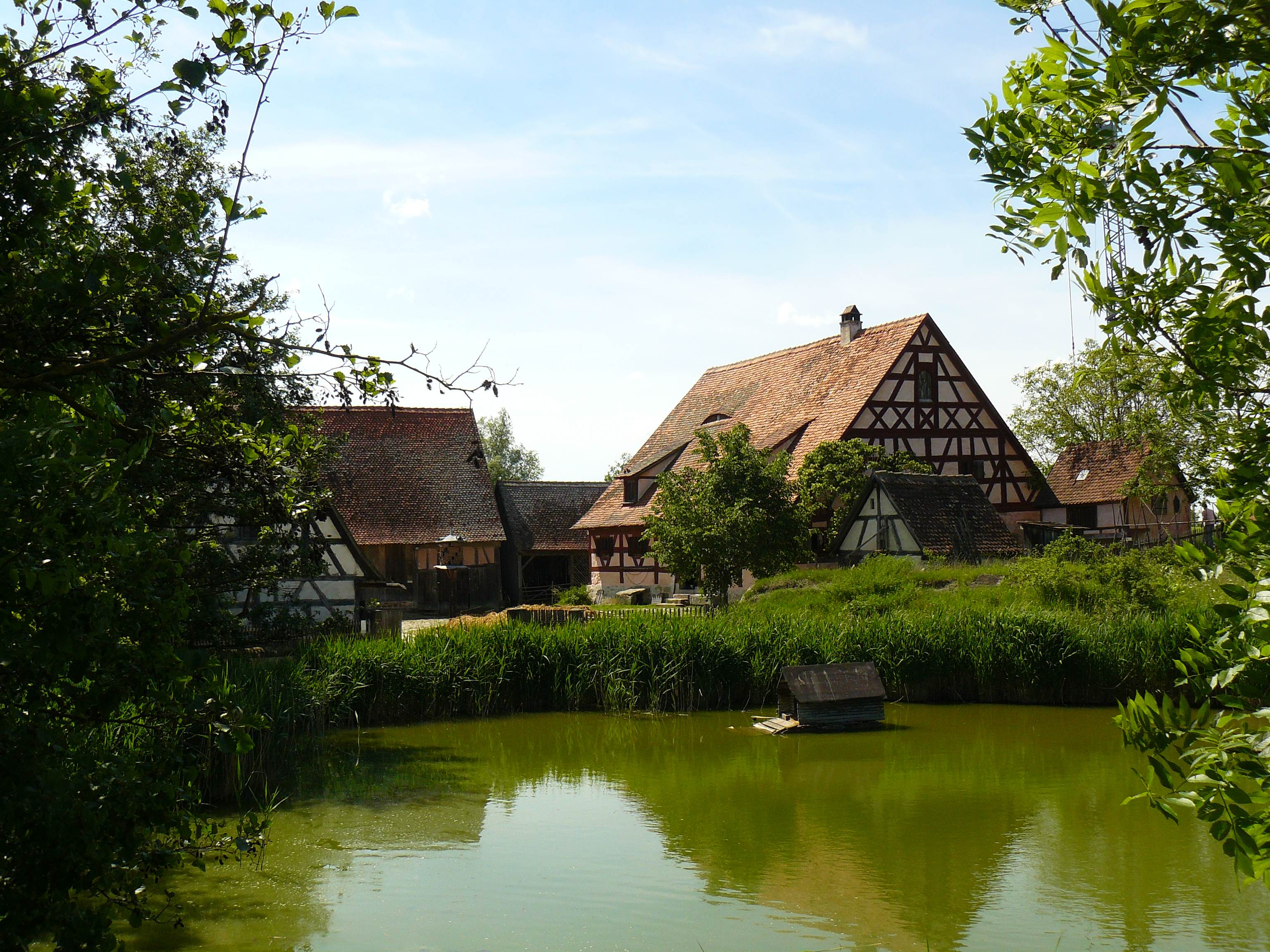
Fachwerk-Bauernhäuser im Fränkischen Freilandmuseum Bad Windsheim

Vom Aussehen der Bauernhäuser Frankens, die vor 1500 errichtet wurden, ist wenig bekannt. Das älteste bekannte Bauernhaus Frankens stammt aus Höfstetten bei Heilsbronn und wurde 1367 errichtet. Eine einheitliche Bauform existiert in Franken nicht, vermutlich waren die unterschiedlichen Bauformen bereits im 15. Jahrhundert ausgeprägt. So überwiegen in Altmühlfranken Kniestockhäuser, in der Südlichen Frankenalb Jurahäuser, im Nürnberger Raum Schwedenhäuser, im Spalter Hügelland hochgiebelige Hopfenspeicher und im Westen Frankens der Firstständerbau, während besonders in Weinbaudörfern zweigeschossige Bauten überwogen.
In Hohenlohe und benachbarten Gebieten sind seit Mitte des 16. Jahrhunderts Formen des sogenannten Pfarrer-Mayer-Hauses verbreitet.

#### Klöster
Die ersten Klöster Frankens entstanden im 7. und 8. Jahrhundert noch bevor Missionare wie Bonifatius ihre Arbeit aufnahmen. Zu den ersten Klöstern zählen das Kloster Karlburg bei Karlstadt, das Kloster auf dem Würzburger Festungsberg, das Kloster Amorbach und das Gumbertuskloster in Ansbach. Als frühe Klostergründer trat in karolingischer Zeit unter anderem die Familie der Mattonen auf, die mit den Konventen in Kitzingen und Schwarzach die wirtschaftliche Versorgung ihrer Nachgeborenen sicherstellte. Andere Klöster dienten im Frühmittelalter zur Festigung der Königsherrschaft. Zu den ersten bekannten Orden in Franken gehören die Benediktiner. Unter anderem wurde ab 740 durch Willibald ein Benediktinerkloster in Eichstätt und 752 durch Wunibald das Kloster Heidenheim in Heidenheim gegründet. Später ergänzten weitere Orden das dichte Klosternetz, etwa Zisterzienser, Franziskaner und Dominikaner. Während der Reformation wurden bereits erste Klöster in den evangelischen Gebieten, besonders in Mittelfranken, säkularisiert. Nach den Verheerungen des Dreißigjährigen Kriegs erhoben sich insbesondere die großen Landklöster zum Barock. Nachdem die Hochstifte Eichstätt, Würzburg und Bamberg an die weltlichen Königreiche gefallen waren, begann man ab 1802 mit der Säkularisation der meisten Klöster. Nur wenige blieben von der Auflösung bewahrt und überdauerten so bis zur Wiederbelebung der bayerischen Klosterlandschaft unter Ludwig I. Zu Beginn des 20. Jahrhunderts kam es zu einer neuen Blüte des Klosterlebens, seit den 1960er Jahren sind jedoch, bedingt durch den gesellschaftlichen Wandel, die Zahlen an Mönchen und Nonnen rückläufig.

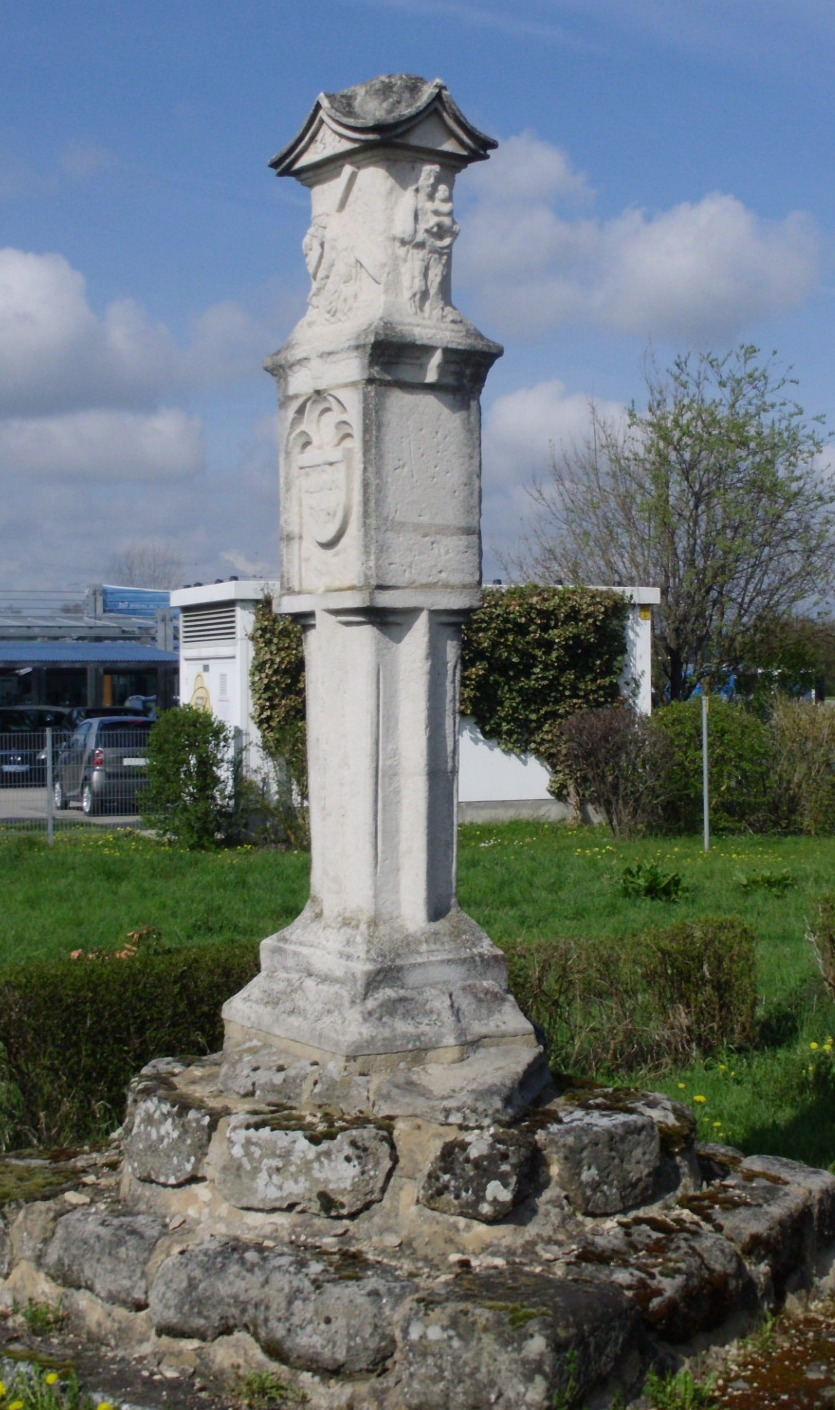
Der Bildstock Altmühlkreuz nahe Gunzenhausen

#### Bildstöcke
Ein Bildstock, auch als Marterl bezeichnet, ist ein religiöses Kleindenkmal. Es dient beispielsweise als Anstoß zum Gebet unterwegs, als Zeichen der Dankbarkeit für überstandene Gefahren oder Seuchen, bzw. zur Erinnerung an besondere Unglücksfälle oder an bedeutende Personen. Der katholisch geprägte Teil Frankens ist reich an Bildstöcken, die meist aus Sandstein bestehen. Die meisten Bildstöcke entstanden während des Barocks, mit der Aufklärung verschwand diese Tradition jedoch wieder. Künstler entdeckten sie jedoch wieder als ein Wahrzeichen einer idealen fränkischen Landschaft. Heute gibt es wieder den Brauch von Bildstocksetzungen in Franken. Zu den ältesten Bildstöcken Frankens gehört ein Exemplar aus dem Jahr 1350 in Naisa nahe Bamberg.

## Politik

### Parteienlandschaft und Regionalpartei
In Franken spiegelt sich die Parteienlandschaft der jeweiligen Bundesländer im Wesentlichen wider. So sind in Thüringen linke Parteien stark, im bayerischen Teil Frankens hingegen ist die konservative CSU traditionell die stärkste Partei, während die FDP und Die Linke in den bayerischen Regionen kaum eine Rolle spielen. Jedoch haben im bayerischen Teil Frankens die Freien Wähler und die SPD einen größeren Zulauf als im restlichen Bayern. So stellt die SPD beispielsweise die Oberbürgermeister von Hof, Bamberg, Coburg, Fürth, Erlangen, Kulmbach und Forchheim.
Im Jahr 2009 gründete sich in Bamberg die Partei für Franken, eine regionale Kleinpartei, die sich unter anderem für eine bessere wirtschaftliche Gleichstellung Frankens innerhalb des Freistaats Bayerns einsetzt.

### Autonomiebestrebungen
In der Geschichte der Bundesrepublik gab es immer wieder Bestrebungen verschiedener fränkischer Gruppierungen und Verbände, insbesondere des Fränkischen Bunds e. V., die eine Unabhängigkeit Frankens von Bayern forderten. Ein Medieninteresse entstand 1989/90, als der Fränkische Bund ein Bundesland Franken durch eine Neugliederung des Bundesgebietes gemäß Art. 29 GG mithilfe einer Unterschriftensammlung forderte. Diese war erfolgreich, die Maßnahme wurde jedoch vom Bundesinnenministerium abgelehnt. Auch eine Klage vor dem Bundesverfassungsgericht hatte keinen Erfolg.

### Angebliche Benachteiligung Frankens
Der Fränkische Bund und die Partei für Franken kritisieren eine allgemeine Benachteiligung Frankens innerhalb des Freistaats Bayern. Die erstgenannte Vereinigung propagiert folglich ein Bundesland Franken. Franken sei in den Parteistrukturen unterrepräsentiert und bekäme weniger Steuermittel. Auch werde sich generell weniger um Belange und Probleme der fränkischen Regierungsbezirke gekümmert. Gelegentlich wird auch die Rückgabe von sogenannter Beutekunst, Kunstwerke aus fränkischen Städten und Schatzkammern, die vom Königreich Bayern im 19. Jahrhundert konfisziert und nach München gebracht wurden, gefordert.
Viele derartige Kritikpunkte gelten allerdings als gegenstandslos. So sind beispielsweise fränkische Politiker in den Strukturen großer Parteien nicht unterrepräsentiert. Auch ist die Forderung der Rückgabe von Kunstschätzen problematisch, da etwa der Hofer Altar in München und einige Dürer-Gemälde in der Alten Pinakothek nicht geraubt, sondern freiwillig abgegeben wurden. „Geraubt“ sind hingegen die Kaiserkrone Heinrichs II. aus dem Bamberger Domschatz und das Fränkische Herzogsschwert. Der Streit um die Kaiserkronen Heinrichs II. und Kunigundes erreichte anlässlich der 1000-Jahr-Feier des Erzbistums, als eine Ausleihe nach Bamberg mit der Begründung abgelehnt wurde, die Kronen würden den Transport nicht überstehen, seinen Höhepunkt. Mittlerweile gibt es im Bamberger Domschatz Nachbildungen.
Die fränkischen Regierungsbezirke Bayerns weisen, mit Ausnahme Unterfrankens, eine höhere Arbeitslosigkeit als Südbayern auf. Prognosen stellen zudem heraus, dass der bayerische Teil Franken stärker als andere Teile Bayerns vom Rückgang der Bevölkerung betroffen sein wird. Innerhalb Bayerns ist ferner ein wirtschaftliches Süd-Nord-Gefälle erkennbar sowie eine starke Konzentration von Behörden und allgemeine Bevorzugung des Großraums München.

## Fränkische Symbole

### Fränkischer Rechenals Wappen

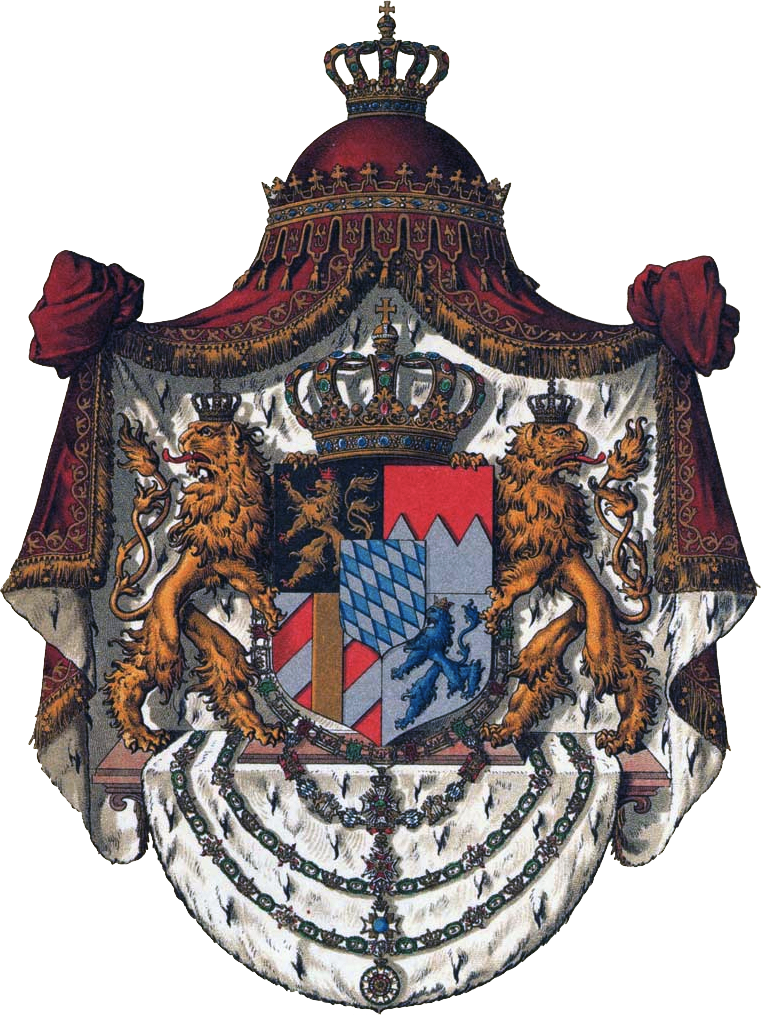
Der fränkische Rechen innerhalb des Wappens des Königreichs Bayern repräsentierte die fränkischen Gebiete. Daneben sind auch der Pfälzer Löwe (Pfalz), ein blauer Löwe mit goldener Krone (Rheinpfalz), ein goldener Pfahl auf weiß und rot gestreiftem Grund (Schwaben) und die Bayerischen Rauten (Bayern) zu sehen.

Das Wappen Frankens ist der Fränkische Rechen. Er wurde erstmals im 14. Jahrhundert auf dem Grab Wolfram Wolfskeel von Grumbachs, des Würzburger Fürstbischofs, benutzt. Seit dem 16. Jahrhundert war der Fränkische Rechen das Zeichen des Herzogtums der Würzburger Bischöfe und wurde am Ende des 14. Jahrhunderts auch im Siegel- und Münzwesen genutzt. Ab 1804 wurde er zu einem Symbol ganz Frankens und repräsentierte im Bayerischen Staatswappen ab 1835 die fränkischen Gebiete des Königreichs Bayern neben den Wappen der anderen Regionen. Heute ist er nicht nur Bestandteil des großen Staatswappens des Freistaats Bayern, sondern auch des großen Landeswappens des Landes Baden-Württemberg sowie der fränkischen Bezirke Bayerns und zahlreicher Stadt- und Ortswappen in den fränkischen Gebieten Bayerns, Thüringens und Baden-Württembergs. Auch tragen viele fränkische Adelsgeschlechter einen Fränkischen Rechen im Wappen.

### Flagge

Die Fränkische Flagge mit mittigem Fränkischen Rechen

Die fränkische Flagge, meist Frankenfahne genannt, besteht aus zwei gleich breiten Streifen, wobei der obere Streifen rot und der untere weiß (in der Heraldik silbern) ist, sowie dem mittig auf der Flagge angeordneten fränkischen Rechen. In den fränkischen Regierungsbezirken Bayerns kann an die Stelle des Franken-Rechens auch das Wappen des jeweiligen Bezirks treten, wobei zu beachten ist, dass die Flagge des Bezirkes Oberfranken oben weiß und unten rot ist. Da Franken heute nur eine geographische, aber keine politische Einheit mehr darstellt, sind weder Fahne noch Wappen ein staatliches Symbol. Sie wird vor allem an Festtagen oder für andere Zwecke von Privatpersonen und Vereinen verwendet. Am Tag der Franken darf sie im Freistaat Bayern auch an Masten von Behörden gehisst werden. Das Bayerische Heimatministerium hisst als einzige Landesoberbehörde die Frankenfahne ganzjährig.

### Frankenlied
Das Frankenlied ist ein Studentenlied und inoffizielle Landeshymne Frankens, die im 19. Jahrhundert entstand. Es wird in den fränkischen Bezirken Bayerns auch bei offiziellen Anlässen nach dem Deutschlandlied und der Bayernhymne gesungen. Der Text entstammt einem Gedicht Joseph Victor von Scheffels, die Melodie wurde von Valentin Eduard Becker komponiert.

### Franconia

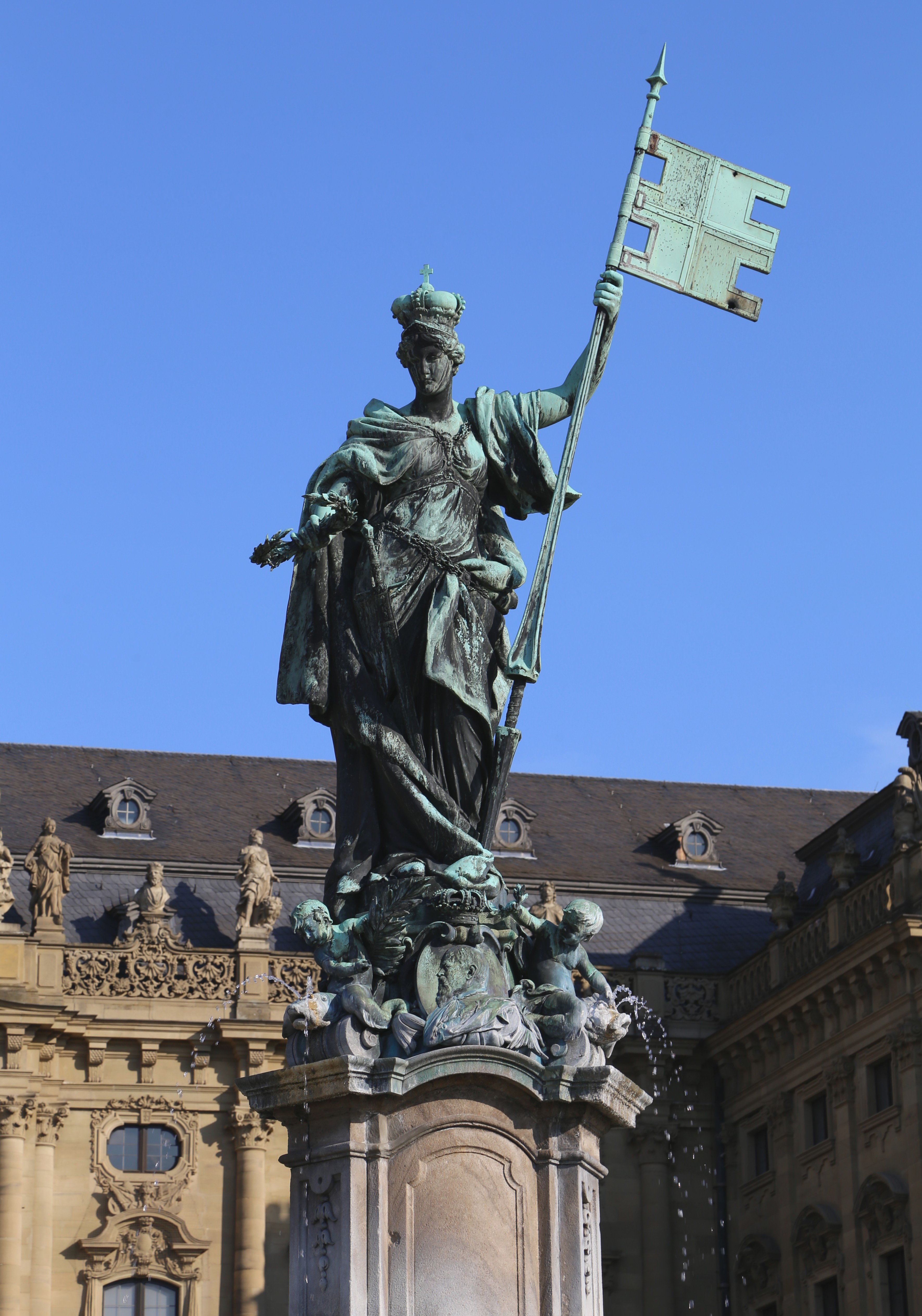
Eine herausragende bildliche Darstellung der Franconia befindet sich auf dem 1894 erbauten Frankoniabrunnen vor der Würzburger Residenz. In der linken Hand hält sie ein Rennfähnlein.

Franconia (auch in der Schreibweise Frankonia) ist der latinisierte Ausdruck für Franken. Zugleich ist Franconia der Name der weiblichen Symbolgestalt Frankens. Sie stellt die personifizierte Allegorie dieser Region dar. Sie ist vergleichbar mit der Bavaria für Bayern. Statuen der Franconia befinden sich unter anderem auf dem Vorhof der Residenz Würzburg und an der Befreiungshalle in Kelheim.

### Rennfähnlein
Das Rennfähnlein ist wie auch der Fränkische Rechen untrennbar mit Franken und mit den Würzburger Fürstbischöfen verbunden. Die Lehensfahne zeigt in Blau eine rot-silbern gevierte schräggestellte und an den beiden senkrechten Seiten je zweimal eingekerbte Standarte mit goldenem Schaft. Die erste Abbildung des Rennfähnleins findet sich im 12. Jahrhundert auf Münzen des Bischofs Reginhard. Das Rennfähnlein findet man beispielsweise in den Wappen Würzburgs und des Bezirks Unterfranken.

### Herzogsschwert
Das Fränkische Herzogsschwert dient seit dem 12. Jahrhundert zusammen mit dem Fränkischen Rechen als Symbol der fränkischen Herzogswürde. Das erhaltengebliebene gotische Zeremonialschwert wurde im Auftrag von Fürstbischof Johann III. von Grumbach geschmiedet. Das Schwert ist ein Anderthalbhänder mit einem Jaspis als Knauf, auf dem Stichblatt befinden sich der Wolffskeel’sche Mohr, das Rennfähnlein und der Fränkische Rechen. Das Schwert diente im Propagandawettbewerb um die Macht in Franken zur Demonstration des Herrschaftsanspruchs. 1803 kam das Schwert nach München. Im Rahmen der Beutekunst-Diskussion fordert man die Rückgabe des Schwerts nach Franken.

## Wirtschaft und Infrastruktur

### Überblick
Generell ist Süddeutschland ein Wirtschaftsmotor Deutschlands und ist von relativ niedriger Arbeitslosigkeit gekennzeichnet. Die drei fränkischen Regierungsbezirke erwirtschafteten im Jahr 2010 zusammen ein Bruttoinlandsprodukt (BIP) von über 127.000 Millionen Euro, was etwa zwei Drittel der Wirtschaftsleistung Oberbayerns entspricht. Das durchschnittliche BIP pro Kopf betrug im Jahr 2010 28.500 Euro in Oberfranken, 30.700 Euro in Unterfranken und 33.100 Euro in Mittelfranken, was um den Bereich des deutschen Durchschnittswertes (30.500) liegt. Die Region Heilbronn-Franken, zu der auch Gebiete außerhalb Frankens gehören, hat eine Wirtschaftsleistung von insgesamt 26,6 Milliarden Euro (Stand: 2005) und gehört zu den einkommensstarken Regionen des Landes. Genaue statistische Angaben über die Arbeitslosigkeit Frankens liegen aufgrund der Aufteilung Frankens in unterschiedliche administrative Einheiten nicht vor. Generell ist die Arbeitslosigkeit in den fränkischen Landkreisen Bayerns höher als etwa in Oberbayern. Die Arbeitslosenquote Nürnbergs ist die höchste Bayerns. In Mainfranken (Raum Würzburg/Schweinfurt) ging die Arbeitslosigkeit ständig weiter zurück, erreichte 2015 oberbayrische Werte und es gehört heute, auch durch die Vernetzung von Wissenschaft und Industrie, zu den führenden 10 High-Tech Standorten Europas.
Zahlreiche bedeutende Großunternehmen, darunter Grundig, Triumph-Adler, MAN, Sachs, Brose, Adidas, Puma, Schaeffler, Hercules, Quelle und Playmobil haben ihren Ursprung in Franken, vor allem im Großraum Nürnberg. Einige dieser Unternehmen haben noch heute ihren Hauptsitz in der Region. Zu den wichtigsten Arbeitgebern der Region zählen Siemens und Bosch.

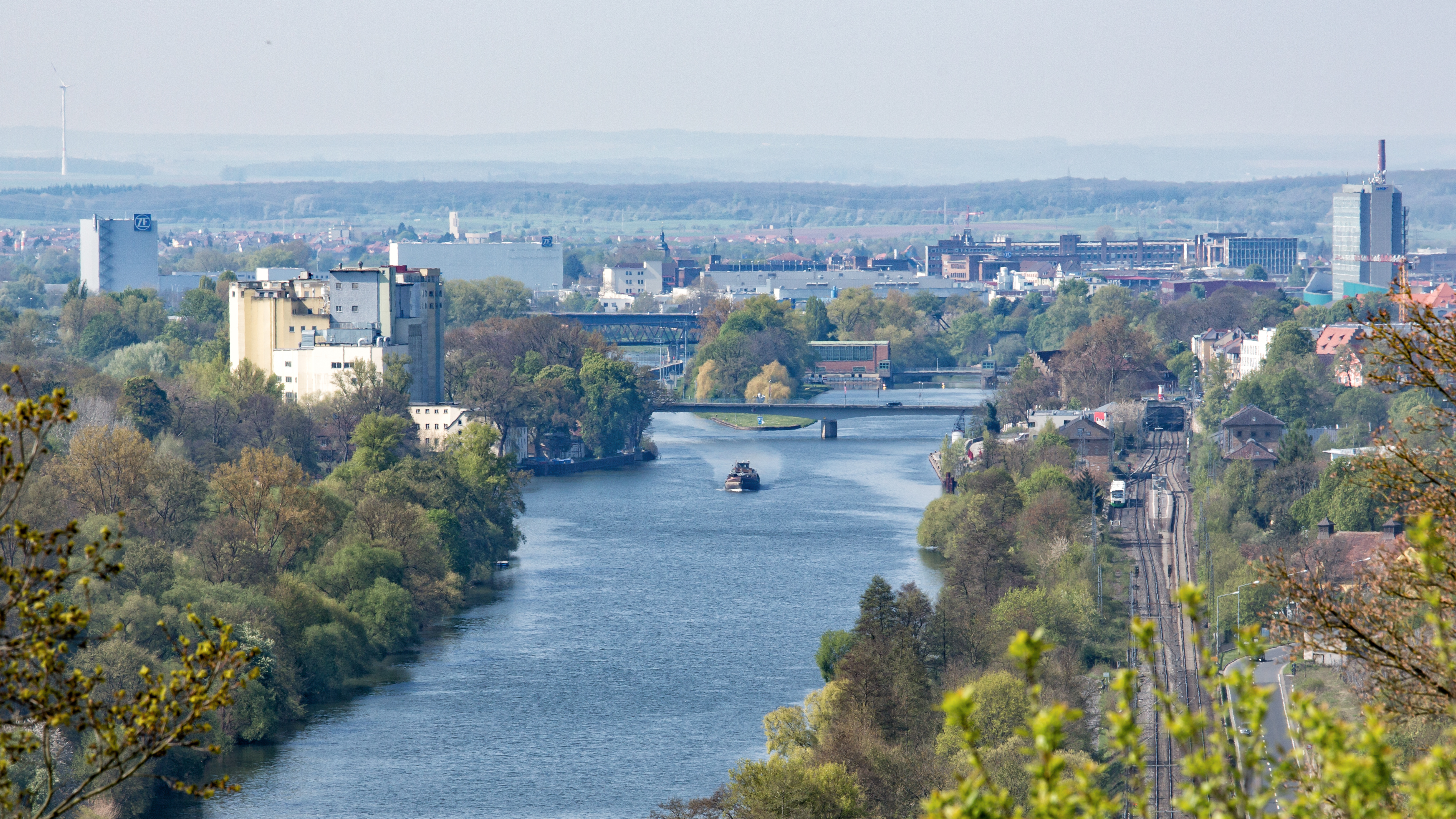
Blick auf den rechtsmainischen Teil des Schweinfurter Industriegebiets

Die wichtigste Industriestadt Frankens ist heute Schweinfurt, da hier die einstige Strukturkrise der deutschen Industrie erfolgreich überwunden wurde und es im Ggs. zu Nürnberg keine Deindustrialisierung gab. Schweinfurt ist das europäische Zentrum der Wälzlager-Industrie und gilt als Welthauptstadt der Kugellager. Der größte Wälzlager-Konzern der Welt SKF, der zweitgrößte Schaeffler und der drittgrößte Automobil-Zulieferer der Welt ZF Friedrichshafen (einstmals Fichtel & Sachs AG) haben ihr jeweils größtes Werk in der Stadt am Main.

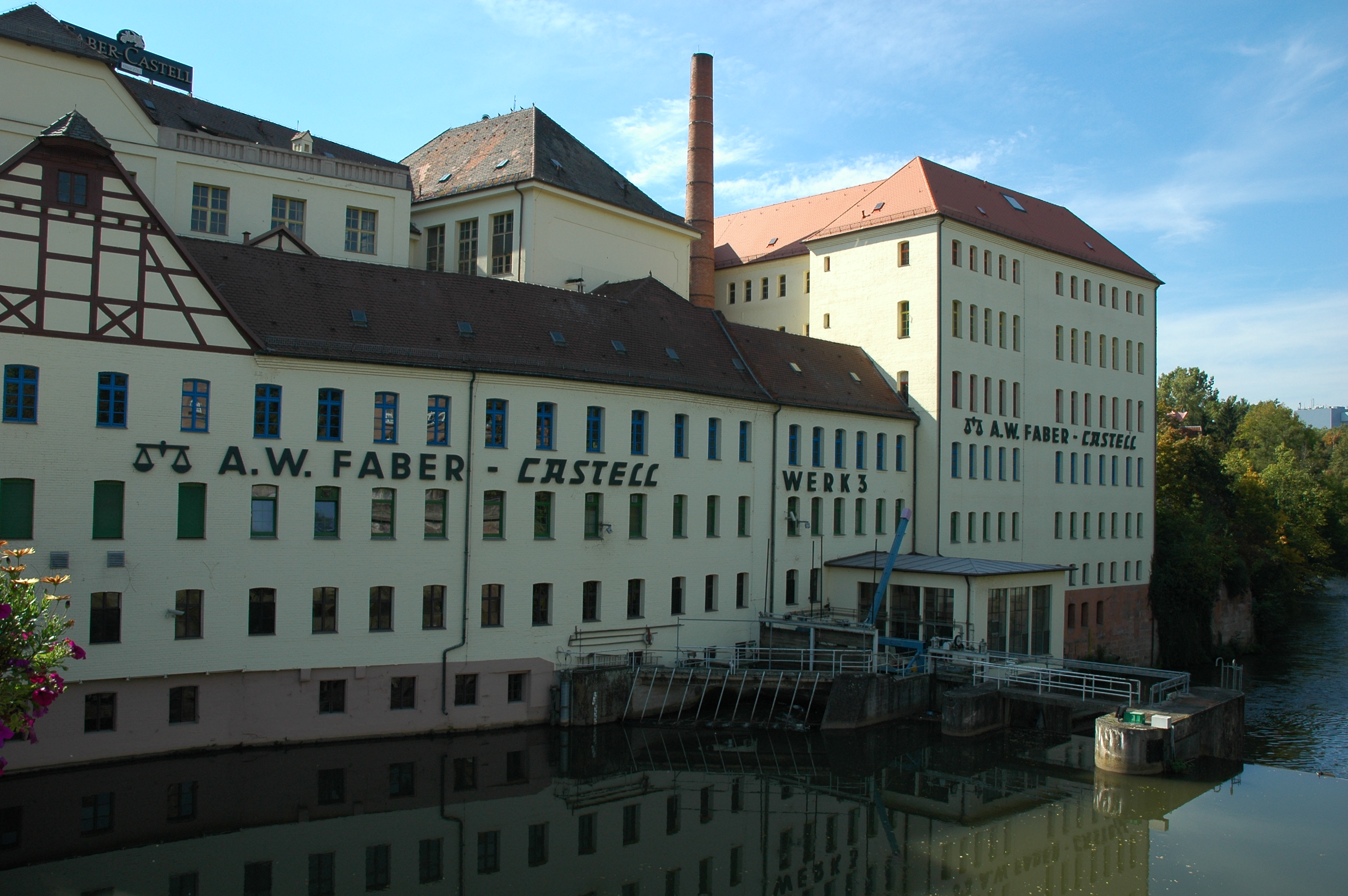
Der Mittelstand ist eine wichtige Stütze der fränkischen Wirtschaft (Faber-Castell in Stein bei Nürnberg)

Eine wichtige industrielle Stütze und typisch für die Region um Nürnberg sind die mittelständischen Betriebe und Stiftehersteller Faber-Castell, Schwan-STABILO, LYRA und Staedtler. Zudem betreibt BMW Niederlassungen in Nürnberg und Fürth. Nürnberg ist der größte Druckort Deutschlands, unter anderem werden dort Der Spiegel und die Fachzeitschrift C’t gedruckt. Am Rand der Altstadt werden die Nürnberger Nachrichten mit ihren zahlreichen Regionalausgaben gedruckt. Die Messe Nürnberg ist einer der bedeutendsten Kongress- und Messestandorte Deutschlands; überregionale Bedeutung haben die Nürnberger Spielwarenmesse, die Consumenta und die BIOFACH. Die Nürnberger Versicherung und die HUK-Coburg zählen zu den größten deutschen Versicherern und engagieren sich regional im Sportsponsoring. Die Spielwarenhersteller Noris-Spiele und BIG-Spielwarenfabrik (hauptsächlich bekannt durch die Produktion von Bobby-Car) haben ihren Sitz in Fürth.
Im Hohenlohekreis in Baden-Württemberg haben viele bedeutende Unternehmen ihren Stammsitz; so sind dort an der Zahl der Einwohner gemessen deutschlandweit die meisten Weltmarktführer vertreten (Stand: 2009). Zu den größten Unternehmen des Hohenlohekreises zählen die Würth-Gruppe, die Albert Berner Deutschland, die Ventilspezialisten Bürkert und GEMÜ sowie der Explosionsschutzspezialist R. Stahl, die Scheuerle Fahrzeugfabrik, ebm-papst und Ziehl-Abegg.

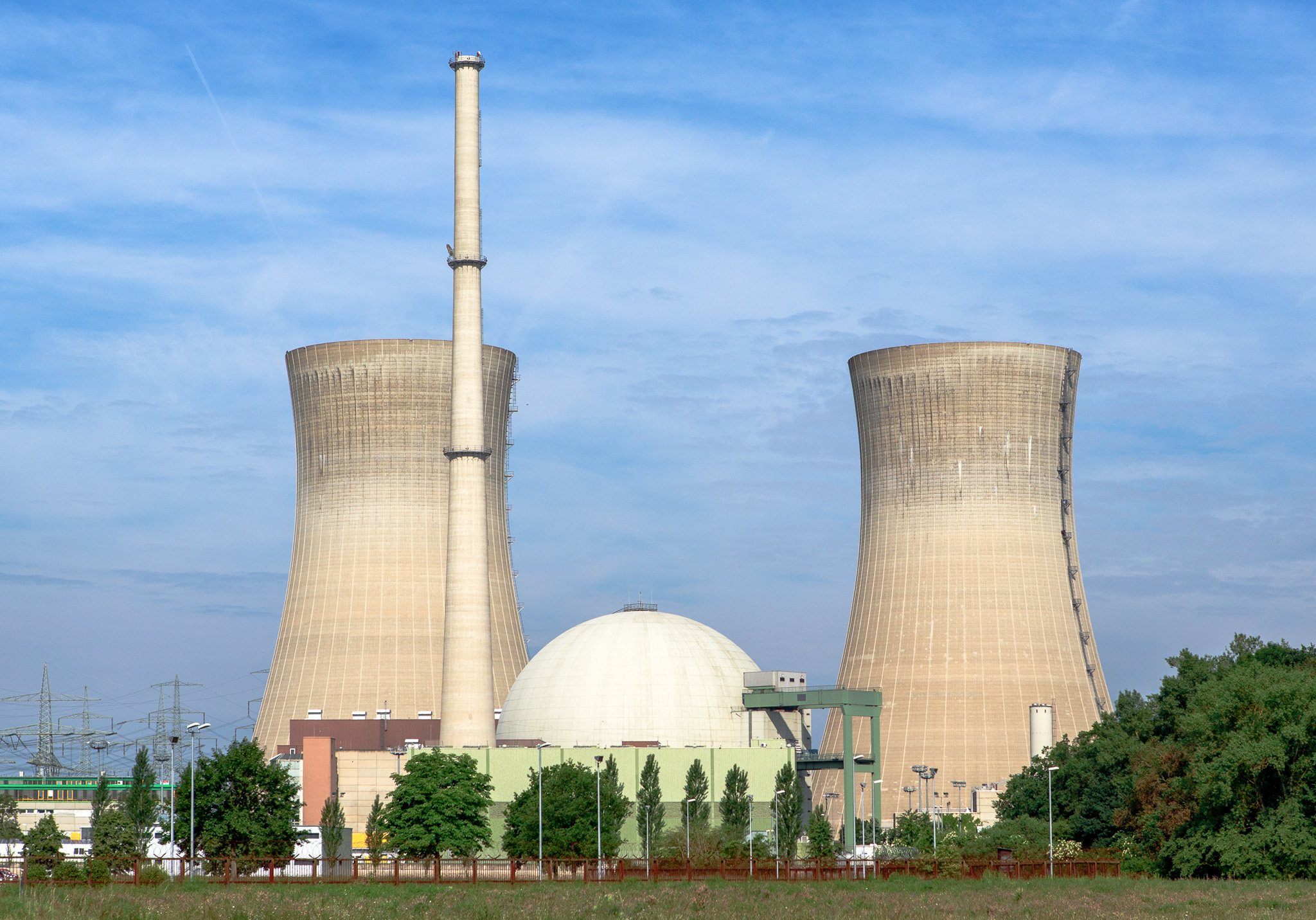
Kernkraftwerk Grafenrheinfeld,
2015 stillgelegt

Bei Schweinfurt befindet sich das Kernkraftwerk Grafenrheinfeld, welches im Juni 2015 stillgelegt wurde. Ferner gab es bei Aschaffenburg das Versuchskernkraftwerk Großwelzheim und das Kernkraftwerk Kahl, das erste kommerzielle Kernkraftwerk der Bundesrepublik Deutschland.
Mehrere Landkreise und kreisfreie Städte in Mittel- und Oberfranken, Teilen Unterfrankens, Südthüringens und der Oberpfalz haben sich zur Metropolregion Nürnberg zusammengeschlossen, die mit einem Bruttoinlandsprodukt von 106 Milliarden Euro, circa 162.000 Unternehmen und etwa 1,8 Millionen Erwerbstätigen zu den wirtschaftsstärksten Räumen in Deutschland zählt. Die baden-württembergischen Regionen Frankens gehören zur Metropolregion Stuttgart, der Bayerische Untermain zur Metropolregion Frankfurt/Rhein-Main.

### Industriegeschichte
In vorindustrieller Zeit waren Bergbau, Handwerk und Landwirtschaft dominierend. Fichtelgebirge und Frankenwald waren bedeutende Zentren des süddeutschen Bergbaus, unter anderem wurden Gold, Eisenerz, Kupfer und Zinn gefördert. Auch in Altmühlfranken wurden verstärkt Steinbrüche, beispielsweise im Solnhofener Plattenkalk, eingerichtet. Die Spielwarenindustrie ist für Nürnberg bedeutsam. Nachweislich seit dem 14. Jahrhundert wird in Nürnberg Spielzeug hergestellt.

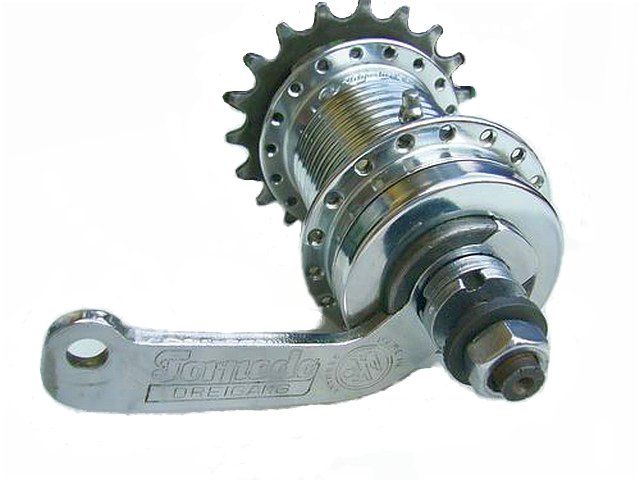
1903 integrierte Fichtel & Sachs Fahrradfreilauf und Rücktrittbremse zur Torpedo-Freilaufnabe

In Franken begann die Industrialisierung früher als beispielsweise im landwirtschaftlich geprägten Altbayern oder im vom Kunsthandwerk dominierten München und entwickelte sich im 19. Jahrhundert zu einem Wirtschaftsmotor der Region. Stark beeinflusst wurde dies durch die erste deutsche Eisenbahnlinie von Nürnberg nach Fürth, die am 7. Dezember 1835 mit der Fahrt des Adlers eingeweiht wurde. Auch das Erbrecht in Franken, das sich von dem anderer Regionen unterschied, beeinflusste die Industrialisierung. In Nürnberg wurden im 19. Jahrhundert Dampfmaschinen, Lokomotiven und Elektromotoren hergestellt, andere Industriestandorte waren Hof, Bayreuth, Selb und Wunsiedel. In Oberfranken hatte sich schon früh die Textil- und Porzellanindustrie angesiedelt, beispielsweise ab dem 19. Jahrhundert in der Stadt Selb. In Heilbronn entstand ab den 1820er Jahren eine große Papierindustrie. Bedingt durch die wirtschaftliche Rückständigkeit des fränkischen Teil Badens entstand im 19. Jahrhundert die Bezeichnung Badisch Sibirien. Ab 1901 entstand in Nürnberg eine bedeutende Motorradindustrie. In Schweinfurt erfand 1884 Friedrich Fischer brauchbare Kugellager und Ernst Sachs 1889 den Fahrradfreilauf und 1903 die Rücktrittbremse, woraus sich die Schweinfurter Industrie mit den großen Drei (FAG Kugelfischer, Fichtel & Sachs, SKF), entwickelte.
Die Grenzregionen Frankens sind durch Wettbewerbsvorteile in den Nachbarstaaten einesteils und mangelnde Infrastruktur andernteils von Subventionen abhängig, weil durch die abseitige Lage im Zonenrandgebiet während des Kalten Kriegs diese Regionen wenig Standortattraktivität besaßen. Zwar fiel nach 1990 dort der Eiserne Vorhang zur CSFR, gleichzeitig wurde aber im wiedervereinigten Deutschland die Zonenrandförderung aufgehoben, und zugleich bot das angrenzende Tschechien oft bessere Investitionsanreize.
Nürnberg und Fürth mussten immer wieder Werkschließungen und die Verlagerung von Arbeitsplätzen hinnehmen. So wurde das Gelände der MAN im Süden Nürnbergs im Laufe der Zeit stetig verkleinert. Mitte der 1980er Jahre begann der Niedergang des Büromaschinenherstellers Triumph-Adler; 2003 löste sich die Grundig-AG auf. Das Nürnberger AEG-Werk schloss ab 2006 mit einem Verlust von 1750 Stellen. Der ehemals weltgrößte Versandhaus-Konzern Quelle GmbH ging im Juni 2009 in Insolvenz und wurde ab Oktober des Jahres aufgelöst.

### Tourismus

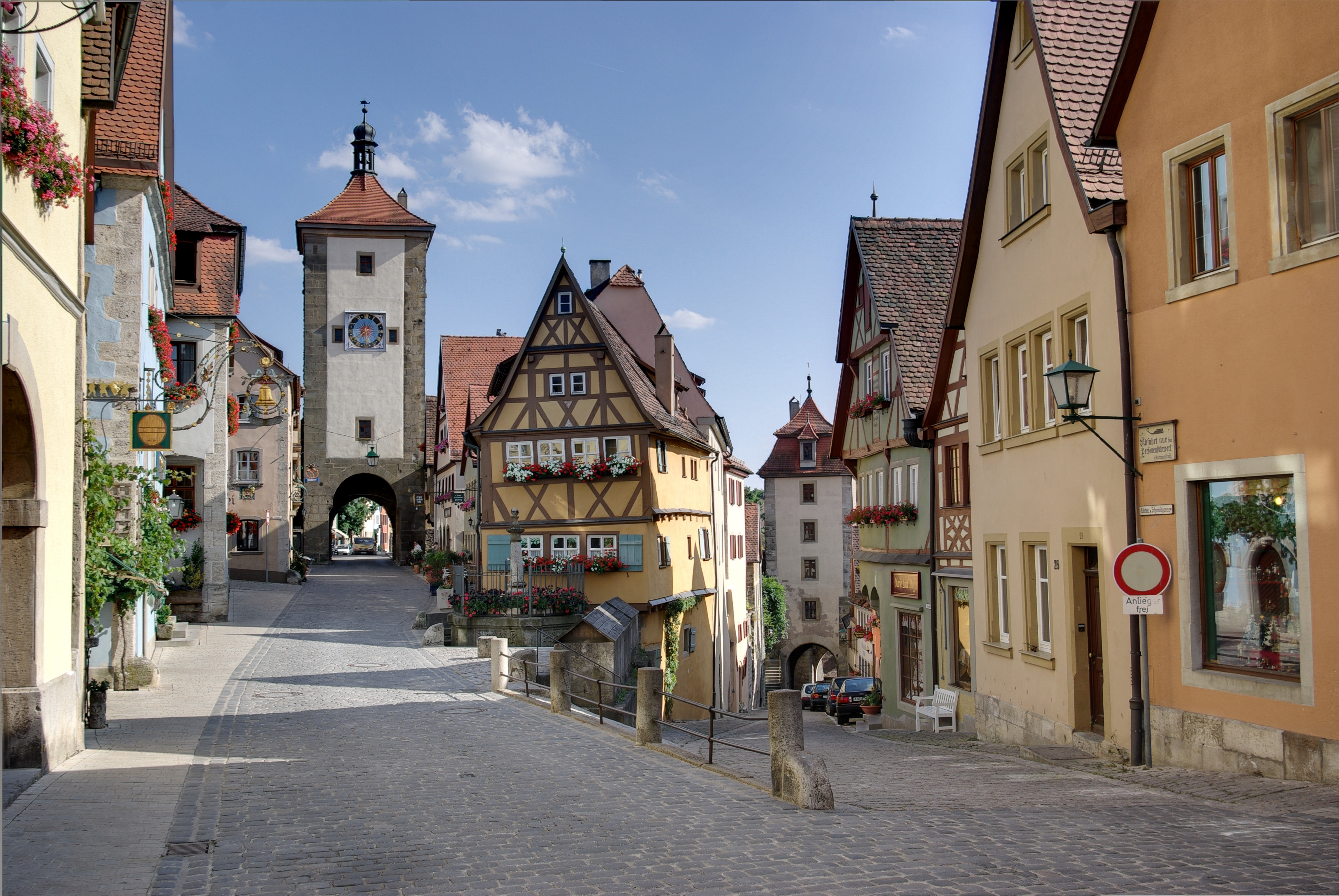
Eine der bekanntesten Touristenattraktionen Frankens ist Rothenburg ob der Tauber

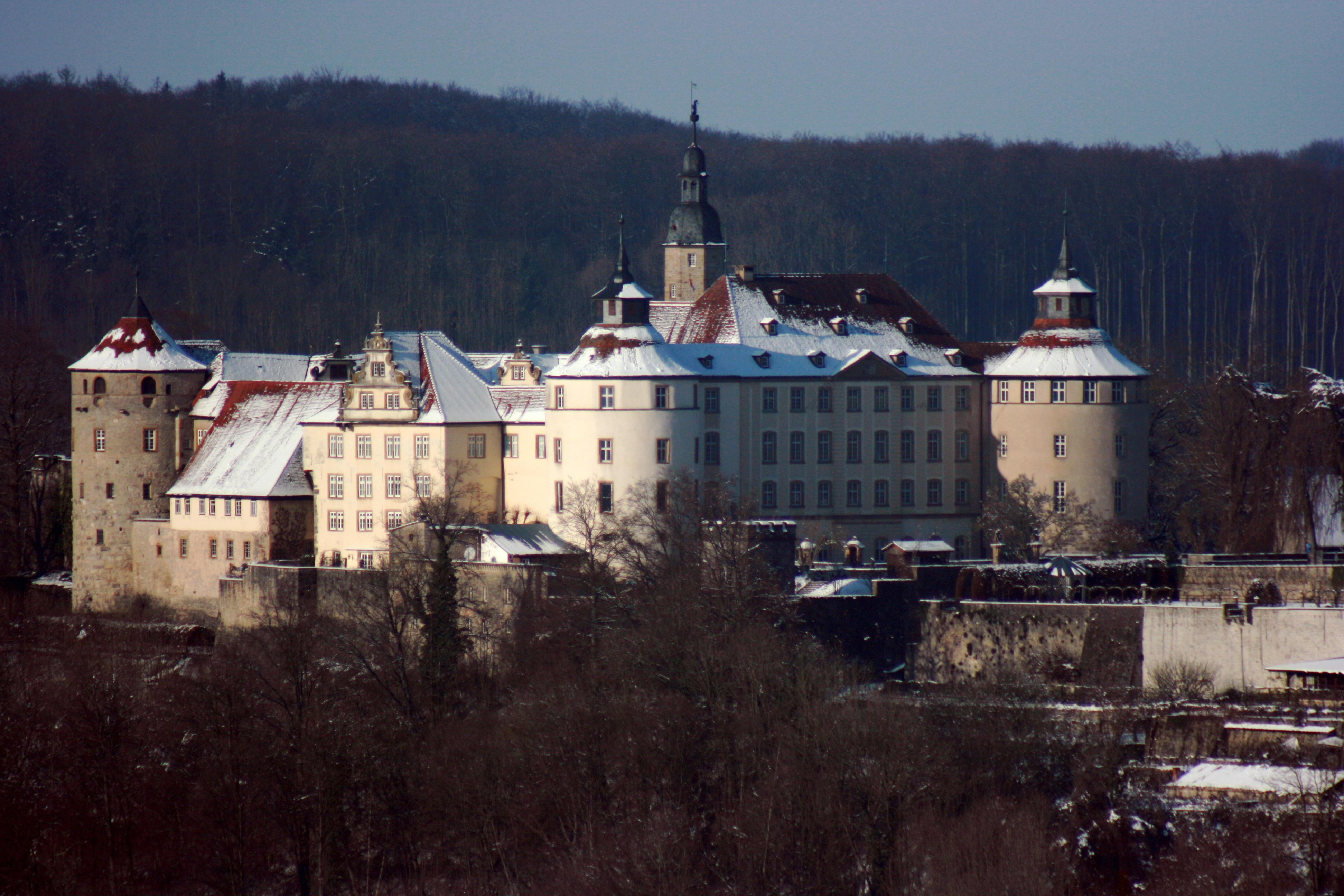
Schloss Langenburg (Baden-Württemberg) liegt an der Burgenstraße

Die Tourismusbranche betont den romantischen Charakter Frankens. Als Argumente werden die pittoreske Landschaft und die in vielen historischen Gebäuden präsente lange Geschichte und Kultur angeführt. Auch die außerhalb der wirtschaftlichen Ballungszentren relativ geringe Dichte von industriellen Ansiedlungen wird hervorgehoben. Gleiches gilt für kulinarische Aspekte, so werden der Frankenwein, die reiche Biertradition sowie die Lebküchnerei als werbewirksame Zugmittel eingesetzt und machen Franken zu einem beliebten Touristenziel in Deutschland. Einige der touristischen Höhepunkte im Westen Frankens verbindet die Romantische Straße, die bekannteste deutsche Themenstraße. Die Burgenstraße führt durch die gesamte fränkische Region mit ihren zahlreichen Burgen und anderen mittelalterlichen Bauten.
Die Landschaft Frankens ist für viele sportliche Aktivitäten geeignet. So laden beispielsweise der Frankenweg, der Keltenweg und die Wanderwegenetze des Altmühltals und der Mittelgebirge zum Wandern ein.
Radfahren ist entlang der großen Flüsse sehr beliebt, beispielsweise beim Main-Radweg, der als erster deutschen Radfernweg vom Allgemeinen Deutschen Fahrrad-Club (ADFC) mit fünf Sternen ausgezeichnet wurde. Der Taubertalradweg, ein 101 Kilometer langer Radwanderweg in Tauberfranken, erhielt als zweiter deutscher Radfernweg fünf Sterne.
In der Region des Bayerischen Untermains wird der Tourismus unter dem Begriff Churfranken vermarktet.
Motorrad-Destinationen stellen das Altmühltal, das Taubertal, die Fränkische Schweiz und der Frankenwald dar. Das Klettergebiet Nördlicher Frankenjura in der Fränkischen und Hersbrucker Schweiz ist eines der bekanntesten und beliebtesten Sportklettergebiete in Deutschland. Laut Tourismusverband Franken hat die Tourismusbranche in Franken einen jährlichen Umsatz von 8,5 Milliarden Euro.

### Medien
In Nürnberg wird das bundesweit erscheinende Sportmagazin Kicker des Nürnberger Olympia-Verlags herausgegeben. Die Nürnberger Nachrichten (NN), eine der größten deutschen Regionalzeitungen mit einer Auflage von rund 300.000 Exemplaren, bildet den Mantelteil vieler kleinerer Lokalzeitungen in Mittelfranken.
In Nürnberg befindet sich das Studio Franken des Bayerischen Rundfunks, welches für die Hörfunk- und Fernsehberichterstattung aus einem großen Teil Frankens zuständig ist. Unter anderem wird dort die sonntäglich ausgestrahlte Frankenschau produziert. Heilbronn ist Sitz eines Studios des Südwestrundfunks (SWR). Von hier wird das Regionalprogramm Frankenradio bei SWR4 Baden-Württemberg ausgestrahlt. Der private Fernsehsender Franken Fernsehen hat sein Programm auf Mittelfranken und die westliche Oberpfalz ausgerichtet. Seit dem 30. Mai 2005 werden 24 Fernsehsender digital im DVB-T-Format vom Fernmeldeturm Nürnberg ausgestrahlt. Zu den größten Radiosendern der Region gehört Radio 8.

### Behörden und Gerichte

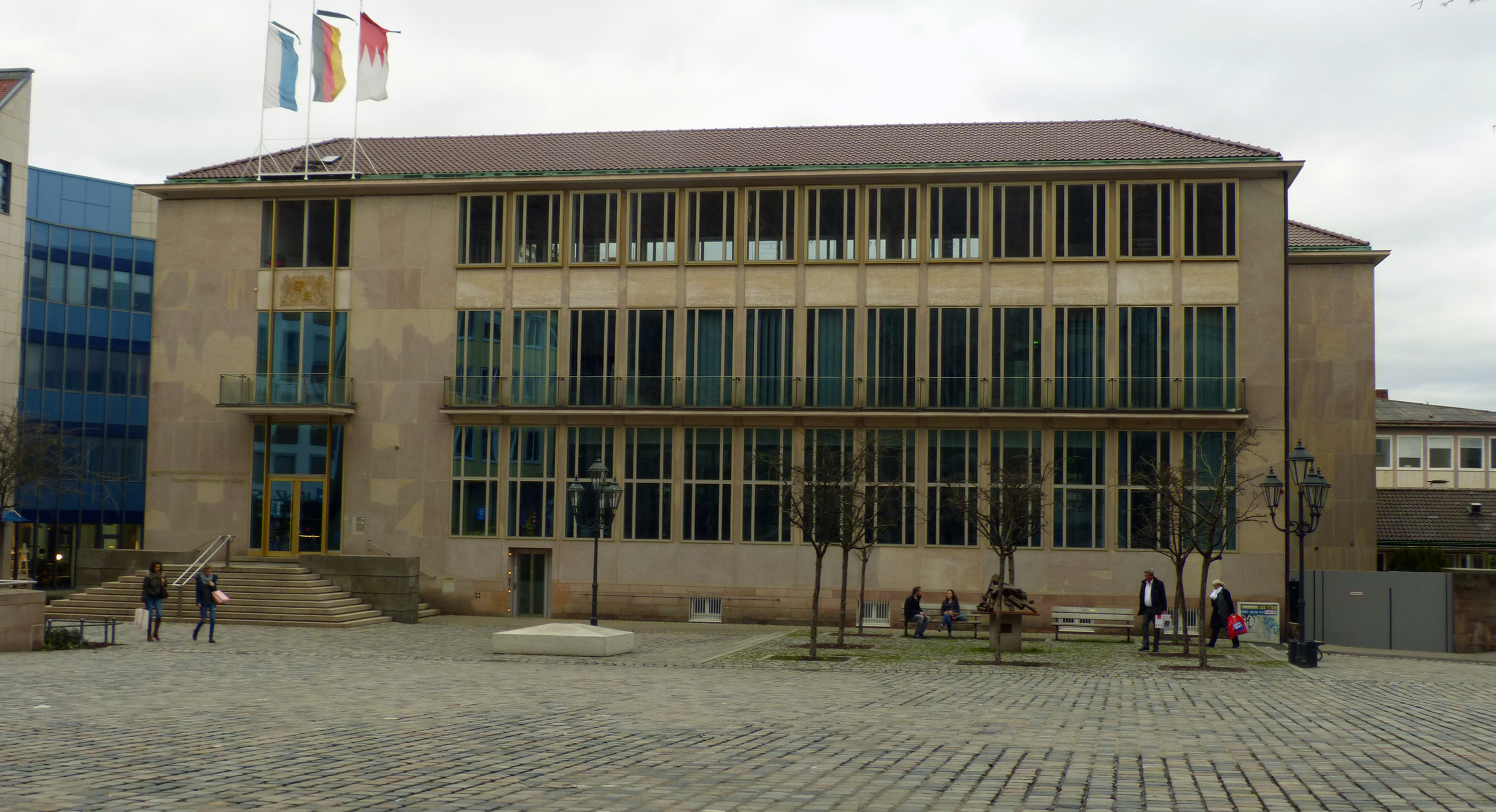
Bayerisches Heimatministerium in Nürnberg; errichtet 1950/51 von Sep Ruf

2014 wurde in Nürnberg das Bayerische Heimatministerium eröffnet, womit das Bayerische Finanzministerium einen zweiten Amtssitz bekam. Es ist die erste bayerische Landesoberbehörde mit Sitz in Franken und außerhalb Münchens seit 1806.
Neben diesem bayerischen Landesministerium haben einige andere Landesbehörden ihren Sitz in Franken, darunter die Bayerische Landesanstalt für Weinbau und Gartenbau in Veitshöchheim, das Bayerische Landesamt für Gesundheit und Lebensmittelsicherheit in Erlangen, das Landesamt für Datenschutzaufsicht des Freistaats Bayern in Ansbach, das Bayerische Landesamt für Finanzen in Würzburg, das Bayerische Landesamt für Statistik in Fürth, die Landesgewerbeanstalt Bayern in Nürnberg, das Bergamt Nordbayern in Bayreuth, die Deutsche Rentenversicherung Nordbayern in Würzburg und das Zentrum Bayern Familie und Soziales in Bayreuth. Zu den Bundesbehörden in Franken gehören das Bundesamt für Migration und Flüchtlinge und die Bundesagentur für Arbeit, beide mit Sitz in Nürnberg, sowie die Wasser- und Schifffahrtsdirektion Süd in Würzburg.
Die Thüringer Polizei unterhält eine Landespolizeiinspektion in Suhl, die Polizei Baden-Württemberg ein Polizeipräsidium Heilbronn. Die Polizei Bayern unterhält in Bamberg das Präsidium der Bayerischen Bereitschaftspolizei, die Bereitschaftspolizei-Abteilungen III (Würzburg) und IV (Nürnberg), in Roth eine Außenstelle der Polizeihubschrauberstaffel Bayern, in Nürnberg eine Außenstelle des Landeskriminalamts sowie die Polizeipräsidien Mittelfranken in Nürnberg, Oberfranken in Bayreuth und Unterfranken in Würzburg. Ferner gibt es noch etwa ein halbes Dutzend Justizvollzugsanstalten in Franken.
Zu den oberen Landesgerichten des Freistaates Bayern mit Sitz in Franken zählen in Bamberg das dortige Oberlandesgericht und in Nürnberg das Oberlandesgericht, das Landesarbeitsgericht und das Finanzgericht. Das Bayerische Landessozialgericht hat eine Außenstelle in Schweinfurt, der Bayerische Verwaltungsgerichtshof eine Außenstelle in Ansbach. Diesen Gerichten sind dutzende andere Gerichte der unteren Gerichtsbarkeit untergeordnet, beispielsweise die Amtsgerichte. Sowohl im thüringischen als auch im baden-württembergischen Teil Frankens gibt es keine obersten Landesgerichte, jedoch mehrere untere Landesgerichte, darunter beispielsweise die Arbeitsgerichte oder das Justizzentrum Meiningen, das vier Gerichte und Staatsanwaltschaft vereint.

### Verkehr

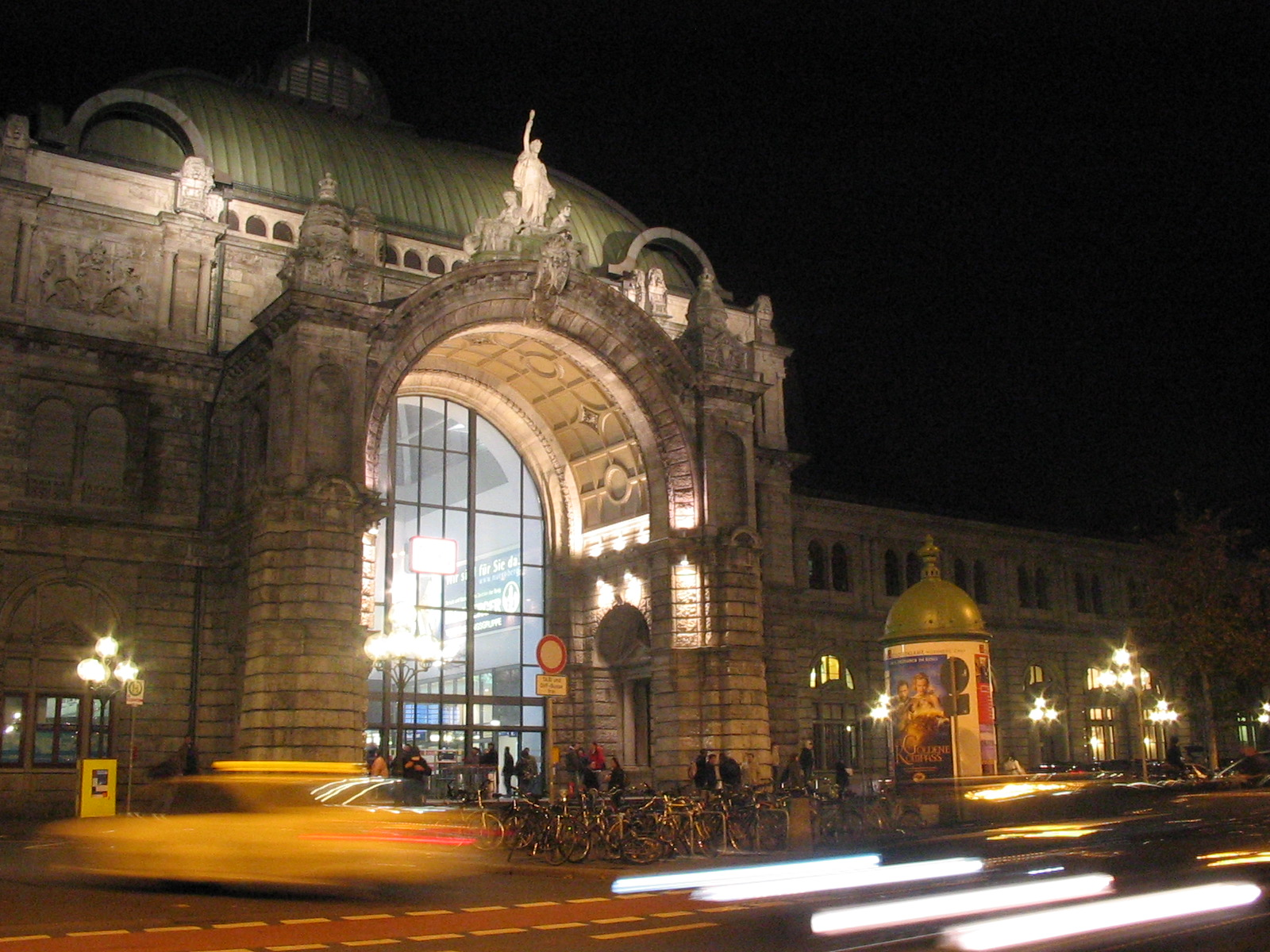
Verkehrsdrehscheibe Nürnberg Hauptbahnhof

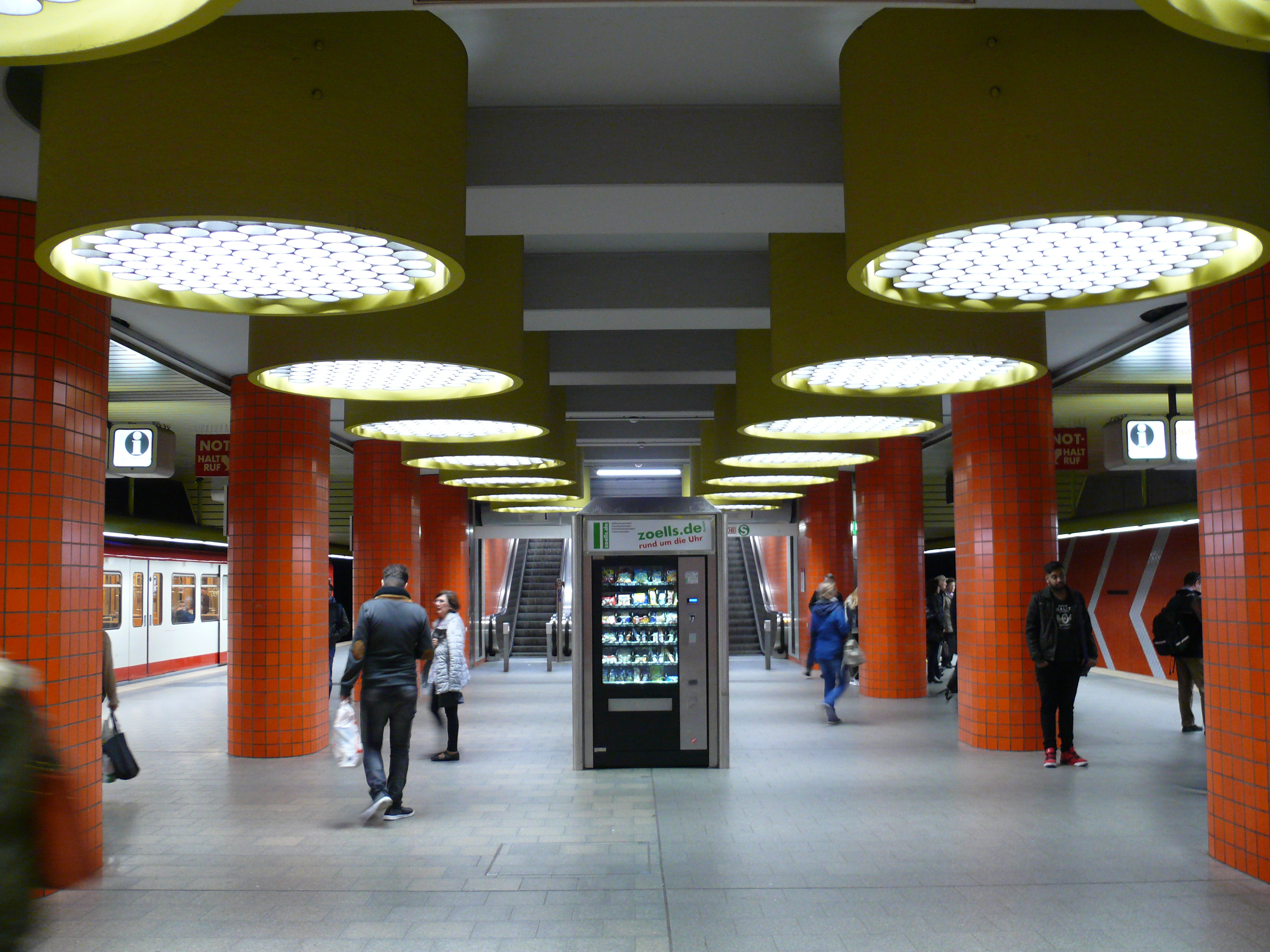
Die U-Bahn bildet das Rückgrat des ÖPNV in Nürnberg

#### Straßenverkehr
Franken ist verkehrsmäßig gut erschlossen. Durch Franken führen unter anderem die Autobahnen A 3, A 6, A 7, A 9 und A 70. Im Herbst 2005 wurde die A 71 fertiggestellt. Sie verbindet Sangerhausen und die südthüringischen Städte Suhl und Meiningen mit Schweinfurt. Die im August 2008 fertiggestellte A 73 verbindet Suhl mit Bamberg und wird im Abschnitt Lichtenfels–Bamberg–Nürnberg auch „Frankenschnellweg“ bezeichnet. Neben der A 70 ist die A 73 die zweite komplett innerhalb der Region Franken gelegene Bundesautobahn. Im internationalen Straßenverkehr sind die Verbindungen von Norddeutschland nach Österreich und darüber hinaus nach Italien und Südosteuropa von überragender Bedeutung. Hingegen sind die Verkehrsverbindungen ins angrenzende Tschechien bei weitem nicht von vergleichbarer Relevanz.

#### Schienenverkehr
Ein dichtes Streckennetz im Eisenbahnverkehr mit zahlreichen Bahnhöfen ist, wie in anderen Regionen Süddeutschlands, vorhanden. Der Nürnberger Hauptbahnhof ist einer der größten in Deutschland und der zweitgrößte Bayerns. Weitere wichtige Bahnhöfe Frankens befinden sich etwa in Fürth, Bamberg, Heilbronn und Würzburg. Von Würzburg führt eine der ersten Schnellfahrstrecken nach Fulda und weiter nach Kassel-Wilhelmshöhe. Von Leipzig/Halle über Erfurt, Bamberg und Nürnberg führt eine neuere Schnellfahrstrecke nach Ingolstadt und weiter nach München. Die Stadt Nürnberg verfügt über ein großes U-Bahn- sowie S-Bahnnetz mit einem weiten Einzugsgebiet. Das Netz der Würzburger Straßenbahn verfügt über fünf Linien. Von 1897 bis 1922 existierte die Straßenbahn Bamberg, von 1901 bis 1921 die Straßenbahn Hof. Die alte Straßenbahn Heilbronn wurde 1955 stillgelegt und erhielt ab 1991 mit der Stadtbahn einen modernen Nachfolger.

#### Flug- und Schiffsverkehr, ÖPNV
Der internationale Flugverkehr wird mit dem Flughafen Nürnberg bedient. Der Main sowie der Main-Donau-Kanal als Verbindung zur Donau bilden die Verkehrswege der Binnenschifffahrt. Der Hafen Heilbronn ist einer der größten Binnenhäfen Deutschlands, das Güterverkehrszentrum des Nürnberger Hafens ist das größte Süddeutschlands. Maßgebend für den Öffentlichen Personennahverkehr in weiten Teilen Frankens ist der Verkehrsverbund Großraum Nürnberg. Weitere Verkehrsverbünde sind etwa der Nahverkehr Mainfranken im Großraum Würzburg und die Verkehrsgemeinschaft am Bayerischen Untermain. Ein grenzüberschreitendes europäisches Nahverkehrssystem in Teilen der Vierländerregion Sachsen, Thüringen, Bayern und Böhmen ist das EgroNet.

## Persönlichkeiten
In Franken geborene berühmte Personen sind neben anderen die Naturwissenschaftler Georg Simon Ohm, der mit seinen Entdeckungen rund um die elektrische Leitfähigkeit von Metallen sich einen Namen gemacht hat, Simon Marius, der 1610 fast zeitgleich mit Galileo Galilei die Jupitermonde entdeckte, der Physik-Nobelpreisträger Werner Heisenberg, der Psychologe Alois Alzheimer mit seinen Untersuchungen an der nach ihm benannten Alzheimer-Krankheit, der Rechenmeister Adam Ries, Peter Henlein, der Erfinder der Taschenuhr, des sogenannten Nürnberger Eis, der Astronom Regiomontanus und Martin Behaim, der für den ältesten Globus bekanntgeworden ist. Namhafte Künstler aus Franken sind etwa der Verfasser des Parzivals Wolfram von Eschenbach, der Meistersinger Hans Sachs sowie Albrecht Dürer, Lucas Cranach der Ältere und der vermutlich aus Aschaffenburg stammende Matthias Grünewald, die zu den bedeutendsten Malern ihrer Zeit angehörten. Auch der Industriellenerbe, Kunstsammler und Playboy Gunter Sachs war gebürtiger Franke.
Die aus Franken stammenden bayerischen Ministerpräsidenten waren Martin Segitz, Gustav Ritter von Kahr, Hanns Seidel, Hans Ehard, Günther Beckstein und Markus Söder. Ludwig Erhard war von 1963 bis 1966 Bundeskanzler, Richard Stücklen 1979 bis 1983 Bundestagspräsident. Der ehemalige amerikanische Außenminister und Friedensnobelpreisträger Henry Kissinger ist in Fürth geboren.
Im Bereich der Wirtschaft haben sich der gebürtige Franke und Erfinder der Jeans Levi Strauss, der Erfinder von Fahrradfreilauf und Rücktrittbremse Ernst Sachs, der die Fichtel & Sachs AG gründete, Max Grundig (Unterhaltungselektronik), Gustav Abraham Schickedanz, der Gründer des Versandhauses Quelle, Carl von Linde (Linde AG) und Adi und Rudolf Dassler, Gründer der Firmen Adidas und Puma, einen Namen gemacht. In die Geschichte der großen Finanzwelt gingen gleich fünf gebürtige Unterfranken ein, Marcus Goldman und Samuel Sachs, die Begründer von Goldman Sachs und die drei Gebrüder Lehmann, die die unrühmlich endenden Lehman Brothers gründeten.
Der Raubritter Eppelein von Gailingen soll einst auf der Flucht vom Nürnberger Burggraben gesprungen sein und erlangte damit regionale Berühmtheit. Die Entführung Nürnberger Kaufleute durch den Raubritter Thomas von Absberg führte 1523 zum sogenannten Fränkischen Krieg. Ein weiterer bekannter fränkischer Reichsritter war Götz von Berlichingen, der durch seine Rolle im Bauernkrieg Vorbild der gleichnamigen Hauptfigur in Johann Wolfgang von Goethes Schauspiel Götz von Berlichingen war und dem das Götz-Zitat zugeschrieben wird. Als „rätselhafter Findling“ wurde in der Biedermeierzeit Kaspar Hauser bekannt.
Spitzensportler aus Franken sind beispielsweise die beiden einzigen deutschen Spieler in der ersten Europäischen Fußballauswahl von 1938, Albin Kitzinger und Ander Kupfer, der auch erster Kapitän der Bundesdeutschen Nationalmannschaft wurde, der Fußballer Max Morlock, der 1954 Weltmeister wurde, Lothar Matthäus, mit 150 Länderspielen deutscher Rekordnationalspieler, der Basketballer Dirk Nowitzki, der als erster Deutscher die NBA-Meisterschaft gewann und Detlef Ultsch, der als erster Deutscher Judoka Weltmeister wurde.
Der Baumeister der Würzburger Residenz, Balthasar Neumann, erkor Franken zur Wahlheimat. Geburt und Herkunft von Walther von der Vogelweide, des bedeutendsten deutschsprachigen Lyrikers des Mittelalters, sind zwar unbekannt, doch liegt er im fränkischen Würzburg begraben. Aus dem Eichsfeld stammt Tilman Riemenschneider, der besonders in Würzburg wirkte und dessen Skulpturen und Schnitzereien zu den bedeutendsten Werken am Übergang von Gotik und Renaissance gehören. Richard Wagner ließ sich 1872 in Bayreuth nieder, wo etliche seiner Musikdramen im eigens hierzu errichteten Festspielhaus uraufgeführt wurden. Ebenso befinden sich die Gräber des Komponisten Franz Liszt und des Schriftstellers und Goethezeitgenossen Jean Paul in Bayreuth.